# Liste der Baudenkmäler in Lindau (Bodensee)
Auf dieser Seite sind die Baudenkmäler in der schwäbischen Großen Kreisstadt Lindau (Bodensee) zusammengestellt. Diese Tabelle ist eine Teilliste der Liste der Baudenkmäler in Bayern. Grundlage ist die Bayerische Denkmalliste, die auf Basis des Bayerischen Denkmalschutzgesetzes vom 1. Oktober 1973 erstmals erstellt wurde und seither durch das Bayerische Landesamt für Denkmalpflege geführt wird. Die folgenden Angaben ersetzen nicht die rechtsverbindliche Auskunft der Denkmalschutzbehörde.

## Ensembles

### Ensemble Insel

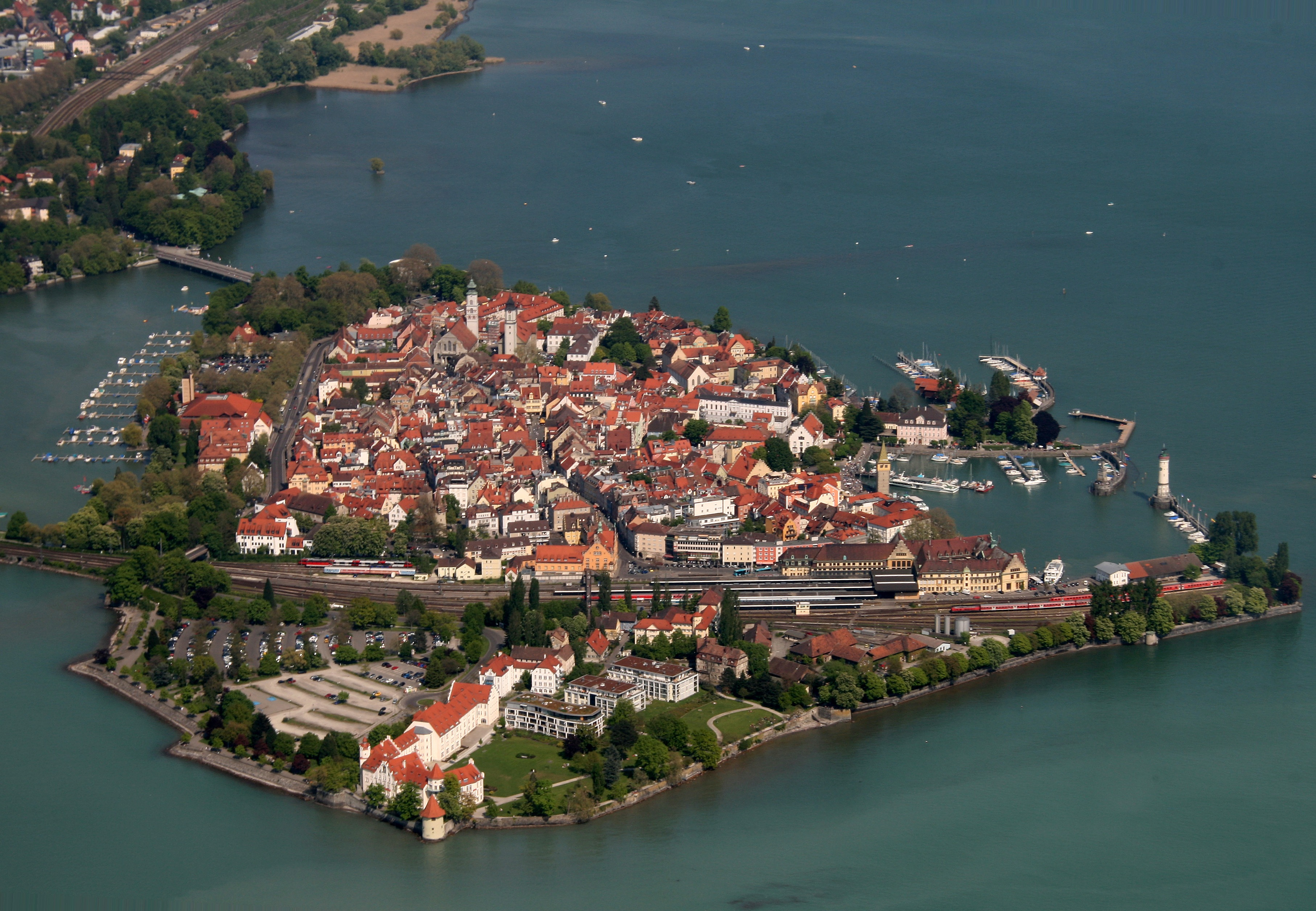
Die Inselstadt aus der Luft
weitere Bilder

Aktennummer E-7-76-116-1. Lindau ist ein stadtbaugeschichtlicher Sonderfall: Bedingt vor allem durch Inselsituation und topographische Lage, dann durch historische und politische Ereignisse werden in Grundriss und Stadtbild mehrere Faktoren additiv wie auch folienhaft sich überlagernd wirksam:
- Die einer Fischersiedlung, später Seehafenstadt.
- Einer stiftischen Marktsiedlung, dann bürgerlichen Handelsstadt.
- Eines eigenen Klosterbezirks, dann befestigte Reichsstadt.

Lindau ist seinem frühmittelalterlichen Gründungsgrundriss bis in die Gegenwart verhaftet geblieben. Dieser könnte, da auf Grund der Inselsituation relativ frei entwickelbar, einem städtebaulichen Idealbild dieser Gründungszeit nahekommen.

Lindau liegt, am Südwestrande des Allgäus, auf einer Insel in der Nordostecke des Bodensees, von dessen nördlichem Uferrand durch einen bis zu 400 m breiten Wasserarm getrennt. Die Insel, der Form nach längsoval, im Westen ursprünglich stark eingezogen, zerfiel vormals in drei Inselteile: In die umwehrte Altstadt, in die westlich davon durch einen Wehrgraben künstlich abgetrennte „Insel“, einem bis in die Mitte des 19. Jahrhunderts landwirtschaftlich, besonders durch Weinbau genutzten Terrain, und in ein dem Altstadt „Insel“-Konnex südöstlich vorgelegtes Inselchen „Auf Burg“, das um die Mitte des 19. Jahrhunderts durch die Aufschüttungen für den Seehafen sein durch einen kleinen Kirchenbau markiertes Sonderdasein einbüßte.

Zu den Änderungen der topographischen Grundtatsachen gehören die Vergrößerungen der Insel durch Seeauffüllung in fast allen Jahrhunderten, besonders aber im 19. Jahrhundert: Von 1862 an entstand fortlaufend außerhalb der Stadtmauer am Nordufer in ihrer ganzen Länge ein fast 100 m langer Uferstreifen. Verbindung der Insel mit dem Festland besteht, an seit dem Mittelalter gleichem Standort, durch die Landtorbrücke im Nordosten, am Westende seit 1854 durch den Eisenbahndamm. In der Grundrissanlage ist ohne besondere Veränderung der Zustand der Gründungszeit enthalten. Innerhalb des historischen Stadtraumes Lindau zwischen Landtorbrücke im Nordosten und „Insel“ im Westen, zu der die Abgrenzung in der Straßenführung Unterer Inselgraben, Inselgraben und Zeppelinstraße heute noch ablesbar ist, entwickelt sich übersichtlich ein Besiedlungsplan aus drei Elementen:
- Einer Fischersiedlung an der Nordwestecke bei der ältesten Schiffslände der Insel – heute „Paradiesplatz“.
- Einem ausgedehnten Stiftsbereich im Ostteil.
- Einer diese beiden polaren Siedlungszentren planmäßig verbindenden Stadtanlage, die mit drei Längsstraßen den Inselkörper systematisch durchzieht.

#### Stiftsbezirk

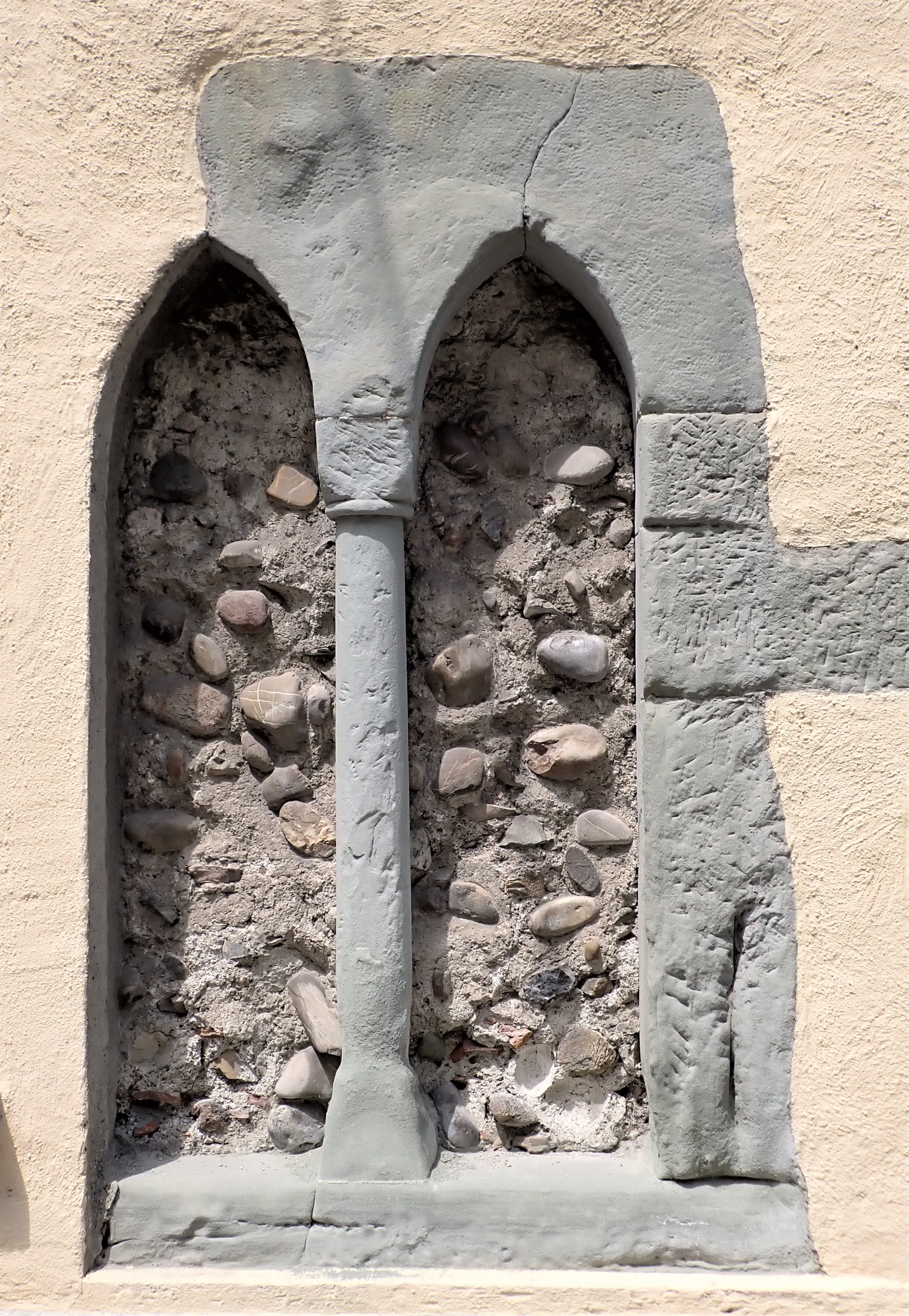
Biforenfenster vom Lindauer Spital, wohl 12./13. Jahrhundert

Urzelle der Stadt Lindau scheint das 817 entstandene Kanonissenstift; unabhängig davon hatte sich möglicherweise schon früher die Fischersiedlung entwickelt, sich gruppierend um einen kleineren Vorgängerbau der heutigen Peterskirche, die in ihren ältesten Teilen aus dem 11. Jahrhundert stammt. Das Stift, von Ludwig dem Frommen im 9. Jahrhundert mit Immunität über den Stiftsbezirk ausgestattet, hatte im 10. Jahrhundert unweit des Ufers, in Aeschach, an der Kreuzung wichtiger Handelsstraßen einen Markt angelegt, ihn aber während des Investiturstreits aus Sicherheitsgründen auf die Insel verlegt (um 1079). Die Lage dieses frühesten Marktes auf der Insel (heutiger Marktplatz) im engeren Bereich des Stiftes dicht vor dem eigentlichen Kloster demonstriert diesen grundherrlichen Vorgang. Nicht nur die Marktsiedlung ist eine Schöpfung des Stifts, sondern auch die parallel zur Stiftskirche um 1180 errichtete Pfarrkirche. Der Stiftsbezirk, von eigener Mauer eingeschlossen, wird auf die Brücke zu im Norden von der Schmiedgasse, im Osten und Süden von der Fischergasse fast ganz umfasst. Die weitere Begrenzung ist durch den Verlauf der Cramergasse gegeben bis zu ihrem Knick in die Bindergasse, lief über die heutigen Häuserblocks schräg über die Linggstraße hinweg und stieß am Aichbrunnen auf die Stiftsmauer entlang der uferparallelen Fischergasse, an deren Südlinie eine Ministerialensiedlung entstanden war. Im 12. Jahrhundert gewinnt das Gemeinwesen des Marktes allmählich an Autonomie gegenüber der Vormundschaft des Stiftes, bleibt aber unter königlicher Vogtei.

#### Stadtanlage
Zur Stauferzeit entwickelt sich anschließend an den Stiftsbereich von Ost nach West fortschreitend die planmäßige Anlage der Stadt, wobei die mittlere Straße (Maximilianstraße) als Rückgrat des Inselkörpers zwar dem flachen Höhenrücken der Inselmoräne folgt, trotzdem etwas künstlichgeometrisches an sich hat, vor allem in der deutlichen Absteckgeraden zwischen Cramergasse und Schafgasse. Auch die Weiterführung dieser Hauptstraße ist letztlich abstrakt, sie endet am Oberen Inseltor (1811 abgebrochen) und führt ins Freigelände der „Insel“. Die Anordnung der beiden äußeren Langstraßen, der Ludwigstraße im Süden, der Straße In der Grub im Norden, wird durch den Verlauf hochwasserfreier Höhenlinien (398 m) bestimmt, beide Straßen halten in ihrer Führung auch die ursprünglichen Krümmungen der Uferlinien fest. Im Hauptstraßenzug fallen alle Quergassen senkrecht zu den Höhenlinien nach Nord und Süd ab. Auffällig ist die Anschlussstelle von Maximilianstraße zu Stiftsbereich: Die Hauptachse trifft östlich erst auf einen Häuserblock (Grenze des ehemaligen Stiftsbereichs), welche die Verbindung zum Landtor herstellende Cramergasse weicht nördlich vor dem Sperrriegel zurück, ehe sie die Brückenrichtung nun quer durch das Stiftsgelände aufnehmen kann. Ausschlaggebend dürfte hier die klerikale Besitzbegrenzung gewesen sein. Ungewöhnlich auch die gerade Wegführung von der Römerschanze (Vorinsel „Auf Burg“) über die Burggasse und Linggstraße zum Stiftsplatz hin, der höchsten Erhebung der Insel; mit dieser Straßengerade ist ausnahmsweise schräg ein Hang angeschnitten. Insgesamt wird in dieser Gesamtanlage das eingehegte Stift zwar mit der Stadt verbunden, bleibt aber für sich geschlossener Bezirk, während die Fischersiedlung in die Stadtanlage integriert wird. Die Anlage des Südhafens könnte schon z. Z. der Stadtplanung erfolgt sein, die Quergassen nehmen in ihrer Führung deutlich auf ihn Bezug.

#### Weitere Entwicklung
Im weiteren Verlauf der Stadtentwicklung werden in Lindau zwei Hafenanlagen, die des Fischerhafens im Norden und die des Seehafens im Süden mit dem zwischen ihnen liegenden Markt – heute Reichs- und Bismarckplatz – über die Quergassen verbunden sein. Diese Verschiebung des Marktgeschehens und des ursprünglichen Stadtmittelpunktes von dem Platz vor St. Stephan, der Pfarrkirche im Stiftsbereich, zur Mitte der neuen ostwestlichen Markt-Hauptstraße hin, wo auf einer Platzerweiterung 1422–1436 das Alte Rathaus erbaut wurde, steht im Zusammenhang mit der Entwicklung Lindaus zur Reichsstadt (seit 1396) und seiner wirtschaftlichen Entfaltung, die vorwiegend auf dem Speditionshandel mit Korn und Salz in die Schweiz beruht. Aus diesem, aus Stapel- und Abfuhrrechten bezog es sowohl zur Blütezeit im 14. und 15. Jahrhundert als auch später bis ins 19. Jahrhundert seine wichtigsten Einkünfte. Die meisten Häuser haben ihre heutige Gestalt im 15. und 16. Jahrhundert erhalten.

Über die Anlage des städtischen Mauerrings sind Daten nicht bekannt, spätestens in der ersten Hälfte des 13. Jahrhunderts muss er vollendet gewesen sein. In die Stadtbefestigung wird um 1500 auch die „Insel“ einbezogen; Anfang des 17. Jahrhunderts erhielten die Lindauer Schanzen durch Ausbau und Modernisierung der Stadtbefestigung die Gestalt, die den Umriss der Stadt bis ins 19. Jahrhundert bestimmte. Unmittelbar am Ende der Seebrücke am Stadteingang steht die „Heidenmauer“, älteste Stadtbefestigung an diesem wichtigsten Übergang zum Festland, wohl aus dem 9. Jahrhundert. Mit Sicherheit ebenfalls lange vor der Ringmauer bestand als ältester künstlicher Schutz um die Insel eine doppelte Palisadenreihe. Reste dieser „Errachen“ sind bis heute vorhanden. Auch große Teile der steinernen Stadtmauer, so fast an der ganzen Nordseite der alten Stadt sowie, sind, nach Westen am Inselgraben entlang, verbaut. Von den zahlreichen Türmen stehen heute noch der Diebsturm (Ersterwähnung 1400) an der Westmauer bei der Peterskirche, der Mangturm (um 1200, im 19. Jahrhundert umgestaltet) am Hafen und der Pulverturm (1508) an der Westspitze der „Insel“.
Da in Lindau verhältnismäßig früh Häuser in Steinbau, wenn auch kombiniert mit Holzbau errichtet wurden, ist das historische Stadtbild in den Hauptzügen erhalten. In einer sonst selten vorhandenen Dichte und Geschlossenheit zeigt sich Profanarchitektur bürgerlichen Lebens aus dem 15. und 16. Jahrhundert, aus Spätgotik und deutscher Renaissance. Das Charakteristische der Stadt liegt nicht im gesonderten Objekt, nicht bei Beispielen sogenannter Hocharchitektur, die als Muster einer bestimmten stilistischen Haltung dienen könnten, sondern im Zusammenhang der verschiedenen, im Einzelnen auch unscheinbaren Elemente. Für die Hauptstraße (Maximilianstraße) sind typisch schmale, hochragende Bauten, über gemauertem Erdgeschoss die Obergeschosse z. T. in Fachwerk, die Fronten durch Erker und Rundbogentüren belebt, die Dächer meist traufseitig angeordnet, vereinzelt auch giebelständig mit Pulttreppengiebeln zur Straße stehend. Die Vielfalt und Unruhe der Bauformen wird erhöht durch die vereinzelt vor die ursprüngliche Baulinie vorgreifenden Lauben mit ihrem Wechsel von Pfeilern und Bogenstellungen. Diese Lauben ergeben zusammen mit den für Lindau besonders typischen Aufzugsgiebeln die architektonischen Merkmale einer Markt- und Handelsstadt. Auffällig dazu die Pultdächer an Eckbauten, spätgotische Fensterprofile mit Hohlkehlen, geschnitzte Fensterkreuzstöcke aus Spätrenaissance und Barock und vor allem die Fensterpfeiler- und Fenstersäulen als eigene Bauglieder in Innenräumen. Städtebaulich bemerkenswert ist die östliche Blickausrichtung der Hauptstraßengeraden auf den Turm der Stiftskirche hin, während die Hauptstraße (Maximilianstraße) selbst in ihrer Orientierung auf den Stiftsbezirk zu auf den architektonischen Sperrriegel der Cramergasse stößt. Ein relativ großräumiges Element bilden Marktplatz und Kirchplatz im Stiftsbereich, bestimmt von den parallel stehenden, aber hierarchisch gestuften beiden Kirchen, der Stifts- und Pfarrkirche, umgeben von dem Block der Hospitalstiftung im Nordosten und den beiden barocken Großbürgerbauten „Baumgarten“ im Norden und „Cavazzen“ im Westen. Diese beiden Bauten sind das bedeutendste Ergebnis nach dem notwendigen Wiederaufbau größerer Teile des Stiftsbezirks nach Bränden 1720 und 1728. „Baumgarten“ und „Cavazzen“ bilden den Raumschluss für den Markt, flankieren gleichzeitig den Eingang zur Cramergasse und damit den Übergang von Stiftsbereich zur Bürgerstadt.

Das 19. Jahrhundert brachte eine einschneidende Umgestaltung durch die Zuschüttung des trennenden Grabens zwischen Altstadt und „Insel“, die Abtrennung wurde aber durch die Nordsüdanlage der Gleis- und Bahnhofskörper erneut manifestiert, wobei Linden- und Sternschanze durch die spezielle Führung von Thierschbrücke und Thierschstraße erhalten werden konnten. Mit Errichtung von Eisenbahndamm und Bahnhof 1851–1853 und Vergrößerung und Modernisierung des Hafens 1811 und 1856 erfolgte in Lindau ein neuer starker Aufschwung des Getreideumschlages, der von 1884 an durch Erbauung des Arlberg-Tunnels wieder an Bedeutung verlor. Die Bebauung der „Insel“ erfolgte zwischen 1850 und 1910, markantester Bau ist die 1903 entstandene Luitpoldkaserne. Die Seeauffüllungen im Norden und Nordosten der Insel sind zur Grüngürtelzone geworden, die Neubauten dort stehen mit der Altstadt nicht mehr in räumlicher Beziehung.

### Ensemble Hoyrener Bodenseeufer (Bad Schachen)
Aktennummer E-7-76-116-2. In diesem Bereich ist eine vom 19. Jahrhundert geprägte „Villenlandschaft“, wie sie vor den einschneidenden Veränderungen des 20. Jahrhunderts (Verluste an Bausubstanz, Parzellierungen der Grundstücke) für das Festlandufer insgesamt charakteristisch war, noch in größter Dichte und Anschaulichkeit erhalten. Kern des Ensembles ist der Lindenhofpark mit seinen Bauten und das Gelände des Schachen-Bades mit den Hotel- und Kuranlagen. Mit der Bezeichnung des Ensembles als „Villenlandschaft“ ist über den sichtbaren Zusammenhang von Bauwerk und topographischer Situation hinaus auf das komplexe Phänomen der „villeggiatura“ verwiesen: Nicht nur der Stilwandel der Villenarchitektur, auch die unterschiedliche Nutzung und Aneignung der landschaftlichen Gegebenheiten spiegeln die verschiedenen Stufen des Lebens und Wohnens außerhalb der Stadt wider. Die Spanne reicht vom stadtnahen einfachen Sommerhaus des Klassizismus und Biedermeier über schlossartige Landsitze des Spätklassizismus bis zu luxuriösen Villen des späten Historismus. Waren die frühen Landhäuser z. T. noch mit ökonomischen Funktionen verknüpft und die Sommerhäuser bis zur Jahrhundertmitte noch ohne Anspruch auf Repräsentation aufgetreten, so steht die jüngste Villengeneration um die Jahrhundertwende für eine gewandelte Haltung: Die stadtnahe Villa in landschaftlich begünstigter Lage wird zum Dauerwohnsitz repräsentativen Zuschnitts, wobei der ursprüngliche ökonomische Hintergrund des Landlebens in sublimierter Form als Element außerstädtischen Wohnens einbezogen wird. Wenn auch die Voraussetzungen für diese Entwicklung – nicht nur in geographischem Sinne – z. T. außerhalb der Grenzen des Ensembles zu suchen sind, so finden sich doch innerhalb des bezeichneten Abschnittes die verschiedenen Züge der Gesamtentwicklung in solcher Verdichtung, dass sich daraus ein exemplarisches Bild für die Villenkultur des 19. Jahrhunderts ergibt. Eine punktuelle und z. T. nur temporär genutzte Bebauung des Festlandufers außerhalb der alten, schon im Mittelalter von Lindau aus besiedelten Ortskerne von Aeschach, Hoyren und Reutin mit Ansitzen Lindauer Patrizier und mit Niederlassungen des Lindauer Damenstiftes lassen sich bis in das 14./15. Jahrhundert zurückverfolgen. Jedoch bleibt der eigentliche nördliche Uferrand des Obersees bis in das 19. Jahrhundert hinein ein durch Obst und Weinbau primär wirtschaftlich genutzter Bereich. Neben den vereinzelten Ansiedlungen aus reichsstädtischer Zeit – ungebrochene Kontinuität bis in die Gegenwart besitzt lediglich das schon im 15. Jahrhundert als Bad existierende Schachen – lassen sich, abgesehen von den meist mehr im Hinterland gelegenen Gartenhäusern und Ansitzen des 17. und 18. Jahrhunderts, erst um 1800 in einer neuen Phase Ansiedlungen Lindauer Familien auf dem Festlandbereich beobachten: In geringer Entfernung zur Stadt entsteht vor allem am flachen nördlichen Ufersaum zwischen der Landtorbrücke und dem Gebiet der ehemaligen Villa Amsee eine Reihe von Landhäusern und Sommervillen. Eine neue Phase der Bautätigkeit setzt um die Jahrhundertmitte ein, eingeleitet mit der Anlage des Lindenhofes unweit westlich des alten Schachen-Bades durch die begüterte Familie Gruber. Das bis 1918 nur zum Sommeraufenthalt der Familie dienende Hauptgebäude errichtete Franz Jakob Kreuter 1842–1845 unmittelbar nach der Rückkehr von einer italienischen Studienreise in einem durch griechische und römische Elemente geprägten späten Klassizismus. Die gleichzeitige Umgestaltung des ehemaligen Gutes zu einem weitläufigen, mit seltenen Gehölzen bepflanzten Park geht auf den Düsseldorfer Gartenarchitekten Maximilian Friedrich Weyhe zurück.
Einen neuen Impuls erhält die Villenbautätigkeit wenig später durch die Ansiedlung des bayerischen Königshauses und der Prinzessin Leuchtenberg östlich der Insel: 1848 erwirbt Prinz Luitpold das Landgut „Amsee“ zu sommerlichem Aufenthalt, 1853 lässt Theodolinde von Leuchtenberg, die Nichte Ludwigs I., in einiger Entfernung zur Stadt am östlichen Ufer die Villa Leuchtenberg in „gothischem Style“ errichten. Wiederum ein Angehöriger der Lindauer Großkaufmannsfamilie Gruber ist der Bauherr der gleichzeitig in entgegengesetzter Richtung am Westufer entstandenen Villa Alwind. 1862 wird das unmittelbar am Brückenkopf gelegene ehemaligen Stoffelsche Landhaus vom Großherzog von Toscana erworben, der 1876 die fortan so genannte Villa Toscana als Sommerresidenz erbauen lässt. Sie steht am Beginn der dritten, bis zur Jahrhundertwende reichenden Phase der Villenbebauung. Die Mehrzahl der im Ensemble enthaltenen Villen entstammt dieser Epoche des späten Historismus, die hier entstehenden Formulierungen des Themas „Villa“ zeigen ein breites Stilrepertoire, kulminierend in den prunkvollen, reich gegliederten Bauten in Formen der italienischen Spätrenaissance oder im Stil der deutschen Renaissance (Villa Seutter, Villa Wacker). Trotz der stilistischen und typologischen Unterschiede der im Ensemble enthaltenen Villengenerationen lassen sich gemeinsame Architekturmotive und den Charakter der Villenlandschaft prägende Elemente durchgängig verfolgen. Das zum See hin leicht abfallende Gelände bot zwei Alternativen für die Situierung der Villenbauten. Sie werden entweder in unmittelbarer Ufernähe errichtet oder an exponierter Stelle mit Blick zum See. Die Grundstücke von z. T. beträchtlicher Ausdehnung werden von der Rückseite (Nordseite) erschlossen und haben meist unmittelbaren Anteil am Seeufer im Süden. Im Zuge der veredelnden Umgestaltung des noch bis ins 19. Jahrhundert als Weinanbaugebiet genutzten, mit Weingärtnerhäuschen und Torggeln locker durchsetzten Geländes zu einer wegereichen Parklandschaft mediterranen Charakters wird auch die natürliche Uferzone durch Aufschüttungen, Anlage von Bootshäfen und Seeterrassen künstlich überformt. Charakteristisch für die noch mit teilweiser ökonomischer Nutzung verbundenen Landhäuser der Mitte des 19. Jahrhunderts ist der Zusammenhang von Wohn- und Nebengebäuden (Ökonomiegebäude, Gärtner- und Dienerschaftswohnungen), der sich bei veränderten Ansprüchen bis in die luxuriösen Villenanlagen des späten 19. Jahrhunderts tradiert hat. Als charakteristische, bis zum Beginn des 20. Jahrhunderts wiederkehrende Architekturmotive verweisen die Belvedere-Türmchen, Turmerker, Terrassen und Balkons auf ein spezifisches Element der Lindauer Villenlandschaft, auf die als Folie wirksame Naturkulisse von See, Inselsilhouette und Gebirgspanorama; umgekehrt erhält die Uferzone beim Blick aus der Entfernung (von der Inselstadt bzw. vom Schiff aus) prospektartige Wirkung. Der Villenlandschaft des Historismus wesentlich zugehörig ist die ästhetische Einbeziehung von geschichtlichen Dimensionen und die Evokation von Stimmungen neben und mit den neu entstehenden Bauten: Der ersten, noch „romantischen“ Phase bis zur Jahrhundertmitte entspricht die staffageartige Eingliederung älterer Überreste in die neuen Baugruppen und Gartenanlagen (Degelstein, Äbtissinnen-Schlösschen), während die zweite Jahrhunderthälfte mehr Stimmungsassoziationen durch bewusste Stilwahl und zitathafte Übernahme von Bautypen zu wecken versucht (Nebengebäude Villa Seuter, Schweizerhaus im Lindenhof-Park).
Mit der Auffächerung der Baugattung „Villa“ in typologischer und stilistischer Hinsicht korrespondiert eine Vervielfältigung der Bauherren- und Grundbesitzverhältnisse. Diese wiederum spiegelt die seit der Mitte des 19. Jahrhunderts wachsende Anziehungskraft für den Zuzug von außen, der durch die verbesserte Verkehrserschließung (1853 Bahnanschluss Lindaus, Gründung der Dampfboot-AG) begünstigt wird. Neben die u. a. in Hoyren und Aeschach begüterten Lindauer Großkaufmannsfamilien treten nun als Bauherren repräsentativer Wohnsitze Fabrikanten, Adelige und Pensionisten, die sich auf Dauer an dem durch die besondere landschaftliche und klimatische Situation ausgezeichneten Festlandsufer niederlassen. Eine Vervielfältigung der historisierenden Baugestaltung ergibt sich auch durch die Hinzuziehung auswärtiger Architekten. Seiner topographischen Sonderstellung verdankte Lindau bereits seit dem Biedermeier eine gewisse Bedeutung als Fremdenort und Sommerfrische. Mit dem rapiden Aufschwung des Fremdenverkehrs seit der Jahrhundertmitte, der den Bedeutungsverlust Lindaus als Handelsmetropole ausgleicht, geht die Schaffung von Bade- und Kureinrichtungen einher. Sie konzentrieren sich außerhalb der Inselstadt vor allem auf den kontinuierlichen Ausbau des Schachen-Bades. Der weitere Uferbereich mit seinen Herrschaftssitzen und Villen wird, wie die ab 1855 anwachsende Reiseliteratur zeigt, dabei selbst zum Objekt des Fremdeninteresses.

## Stadtbefestigung

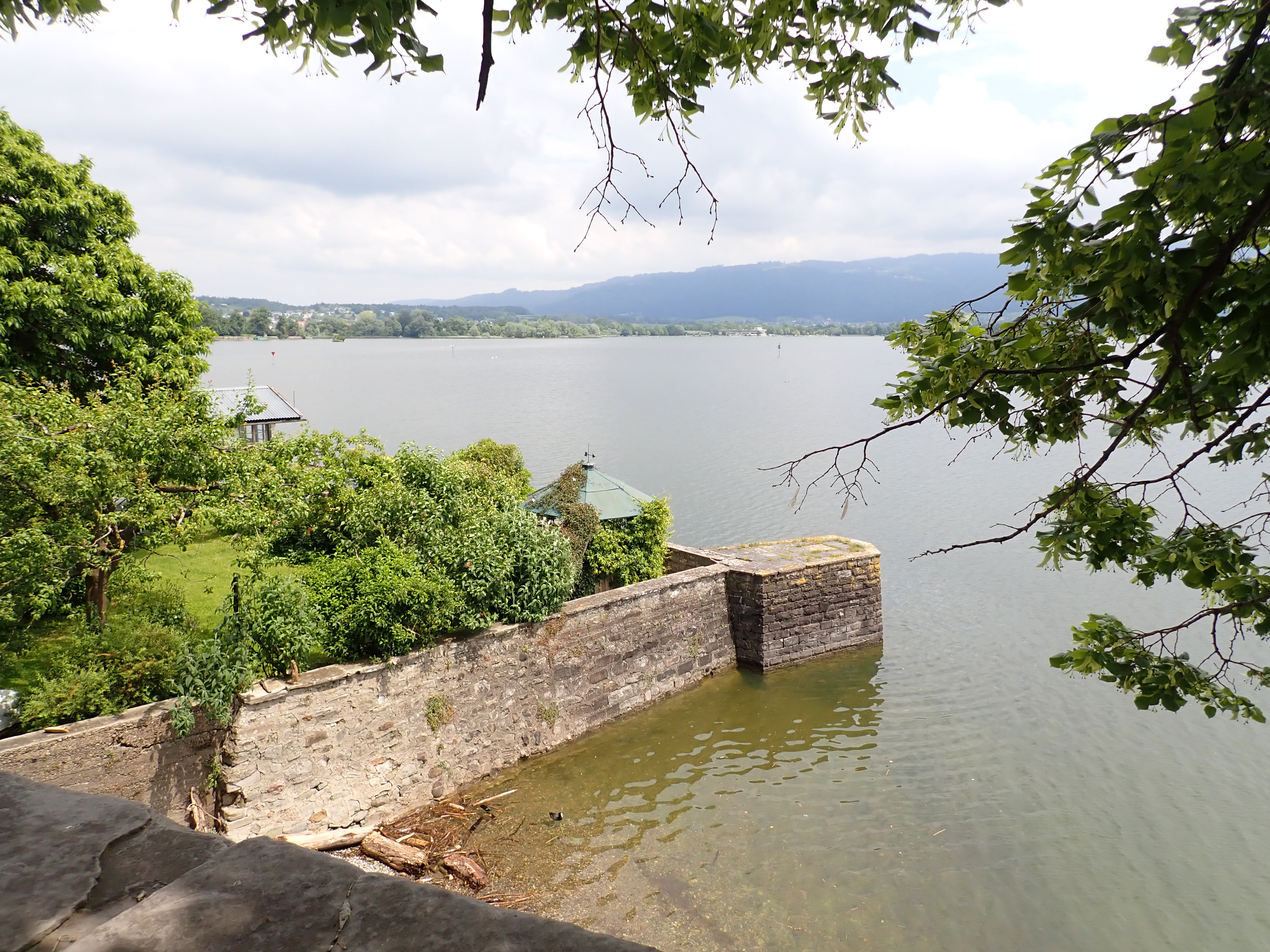
Gerberschanze, in den See ragend

Die Befestigung des bebauten Inselteiles entstand im Wesentlichen im 12. und 13. Jahrhundert Rest eines älteren, wohl schon im Zusammenhang mit dem 810/20 gegründeten Stift angelegten engeren Befestigungssystems ist in dem Heidenturm in der Nordostspitze der Insel am Übergang zum Festland zu vermuten. Zur Sicherung der in der Nordwestecke der Insel um die erhöht gelegene Peterskirche entstandenen Fischer- und Schiffersiedlung und der ehemalige Lände am heutigen Paradiesplatz diente ursprünglich der Turm dieser ersten Pfarrkirche, der um 1425 auf Fundamenten des 11. Jahrhunderts wiedererrichtet wurde. Die stufenweise ausgebaute Ummauerung der Hauptinsel beginnt mit der ins 12. Jahrhundert fallenden planmäßigen Erweiterung der Bürgerstadt nach Westen bis zum Inselgraben. Während die Südseite der Insel mit dem hierher verlegten Hafen hauptsächlich durch die ehemalige Vorinsel „Auf Burg“ (sogenannte Römerschanze) und den um 1200 erbauten Mangturm gesichert war, konzentrierte sich die Befestigung auf die West- und Nordseite der Insel. Der Mangturm markiert zugleich den Ausgangspunkt des Mauerzuges, der den um 1370/80 nach Auffüllung der alten Lände erbauten Diebsturm einbezog und bis zu dem im Fundamentbereich erhaltenen nordwestlichen Eckturm (Looserturm) verlief. Den Zug der Westmauer begleitete der wohl im frühen 13. Jahrhundert angelegte Inselgraben, der zugleich die sogenannte Hintere Insel von der Hauptinsel abtrennte; dessen Verlauf nach Aufschüttung noch in dem heutigen Straßenzug Unterer Inselgraben/Inselgraben/Zeppelinstraße erkennbar. Der östlich neben dem Inselgraben verlaufende Mauerzug wurde nach Einbeziehung der Vorderen Insel in die Befestigung mit der westlichen Häuserzeile der Hinteren Metzgergasse überbaut bzw. 1811/12 bis auf geringe Reste abgebrochen. Der zum ehemaligen Landtor führende Zug der Nordmauer in seinem Verlauf erkennbar und teilweise auch in seiner Substanz erhalten entlang der Zeppelinstraße bzw. der Häuserzeile Auf der Mauer.

Ab 1500 erfolgte die Erweiterung der Befestigung zur Einbeziehung und Sicherung der ehemaligen unbebauten westlichen Inselhälfte. Dabei wurden die Schanzen (Karlsbastion, Pulverschanze, Sternschanze und Lindenschanze) angelegt und der Pulverturm (1508) errichtet. Die letzte durchgreifende Verstärkung der Befestigung erfolgte in der ersten Hälfte des 17. Jahrhunderts durch die Anlage weiterer Bastionen und Schanzen: Die Ludwigsbastion und die in Resten erhaltene Maximiliansschanze beiderseits des Landtores (heute jeweils in Oskar-Groll-Anlagen einbezogen) und die Gerberschanze auf der Südostseite der Insel.
Seit Anfang 19. Jahrhundert erfolgte die Abtragung der Mauern und Tore bis auf die genannten Reste. Das Steinmaterial wurde vornehmlich bei Vergrößerung und Modernisierung des Hafens (1811 und 1853/56) verwendet. Im Einzelnen zählen folgende Objekte zur Stadtbefestigung:
- Rest eines Wehrturmes, sogenannter Heidenturm, Mauerwerk aus Buckelquadern, wohl 9. Jahrhundert
- Eckbastion, sogenannte Gerberschanze, trapezförmig mit einer Spitze in den See ragend, frühes 17. Jahrhundert
- Ehemaliger Leuchtturm und Wachturm, sogenannter Alter Leuchtturm oder Mangturm, fünfgeschossig auf quadratischem Grundriss, um 1200, oberstes Geschoss und Zeltdach 19. Jahrhundert
- Ehemalige kleine befestigte Vorinsel „Auf Burg“, sogenannte Römerschanze, mit mittelalterlicher Einfassungsmauer, beim Ausbau des Hafens 1853/56 durch Aufschüttung mit der Hauptinsel verbunden
- Bastionen, sogenannte Sternschanze (östlich) und sogenannte Lindenschanze (westlich) neben dem Bahndamm, 17. Jahrhundert
- Bastion, sogenannte Pulverschanze, wohl Anfang 16. Jahrhundert
- Wehrturm, sogenannter Pulverturm, runder Turm mit Zeltdach, erbaut 1428, nach Brand neu errichtet 1662
- ehemaliger Eckturm der nordwestlichen Stadtmauer, sogenannter Looserturm, Fundamentrest mit Buckelquader, 13./14. Jahrhundert
- Ludwigsbastion, nordwestlich des ehemaligen Brückenzuganges, mit Spitze gegen den Kleinen See, 1609
- Karlsbastion mit befestigtem Uferweg, Anfang 16. Jahrhundert
- ehemaliger Wachturm, Stadtknechtsturm und Gefängnis, sogenannter Diebsturm, viergeschossiger Rundturm mit polygonalem Helm und vier Dacherkern, als westlicher Punkt der älteren Stadtummauerung erbaut, um 1350
- Wachturm, sogenannter Petersturm, quadratischer, fünfgeschossiger Turm mit Zeltdach, 11. Jahrhundert, 1425 auf altem Grundriss erneuert

Aktennummer: D-7-76-116-1
| Lage                               | Objekt                                             | Beschreibung | Akten-Nr.    | Bild                                               |
| ---------------------------------- | -------------------------------------------------- | --- | ------------ | -------------------------------------------------- |
| Chelles-Allee (Standort)           | Ludwigbastion                                      | nordwestlich des ehemaligen Brückenzuganges, mit Spitze gegen den Kleinen See, 1609                                                    | D-7-76-116-1 | Ludwigbastion                                      |
| Oberer Schrannenplatz 1 (Standort) | Diebsturm                                          | viergeschossiger Rundturm mit polygonalem Helm und vier Dacherkern, um 1370/80 als westlicher Punkt der älteren Stadtummauerung erbaut | D-7-76-116-1 | weitere Bilder                                     |
| Oberer Schrannenplatz 2 (Standort) | Reststücke der Stadtmauer                          | 13./14. Jahrhundert, in Grundmauer des Anwesens einbezogen                                                                             | D-7-76-116-1 | BW                                                 |
| Oberer Schrannenplatz 4 (Standort) | Reststück der Stadtmauer                           | 13./14. Jahrhundert, in Grundmauer des Anwesens einbezogen                                                                             | D-7-76-116-1 | BW                                                 |
| Schützingerweg (Standort)          | Karlsbastion                                       | Anfang 16. Jahrhundert | D-7-76-116-1 | Karlsbastion                                       |
| Thierschstraße (Standort)          | Sternschanze und Lindenschanze                     | östlich und westlich des Bahndammes, 17. Jahrhundert                                                                                   | D-7-76-116-1 | Sternschanze und Lindenschanze                     |
| Uferweg (Standort)                 | Pulverschanze                                      | wohl Anfang 16. Jahrhundert angelegt                                                                                                   | D-7-76-116-1 | Pulverschanze                                      |
| Zeppelinstraße (Standort)          | Teilweise erhaltener Mauerzug der Stadtbefestigung | 13./14. Jahrhundert; siehe oben Stadtbefestigung                                                                                       | D-7-76-116-1 | Teilweise erhaltener Mauerzug der Stadtbefestigung |
| Zwanzigerstraße (Standort)         | Looserturm                                         | Fundamentrest des nordwestlichen Eckturms der Stadtmauer, 13./14. Jahrhundert                                                          | D-7-76-116-1 | Looserturm                                         |
| Zwanzigerstraße (Standort)         | Nördlicher Mauerzug der Stadtbefestigung           | 13./14. Jahrhundert, stark ergänzt; entlang der Straße                                                                                 | D-7-76-116-1 | Nördlicher Mauerzug der Stadtbefestigung           |

## Baudenkmäler nach Ortsteilen

### Aeschach
| Lage                                     | Objekt                                                   | Beschreibung | Akten-Nr.      | Bild                                 |
| ---------------------------------------- | -------------------------------------------------------- | --- | -------------- | ------------------------------------ |
| Aeschacher Ufer (Standort)               | Bahnengolfanlage                                         | nach dem System Minigolf von Paul Bongni; 18 betonierte Bahnen mit gerader, gekurvter und gewinkelter Führung und Zielkreis, Ballführung mit Rohrbanden und Hindernissen aus Naturstein; Kassenhaus, polygonaler Zeltdachbau mit Dachüberstand auf Metallstützen; 1961                                                                | D-7-76-116-633 | BW                                   |
| Aeschacher Ufer 4 (Standort)             | Villa Götzger                                            | Dreigeschossiger spätklassizistischer Mansarddachbau mit halbrundem Turm auf der Nordwestseite, eiserner Balkon, eiserne Vordächer, 3. Viertel 19. Jahrhundert; eiserne Parkeinfriedung, gleichzeitig | D-7-76-116-364 | Villa Götzger                        |
| Aeschacher Ufer 9 (Standort)             | Villa                                                    | dreigeschossig mit Walmdach, Obergeschoss Zierfachwerk, von Jakob Götzger, 1902 | D-7-76-116-475 | Villa                                |
| Aeschacher Ufer 13 (Standort)            | Villa                                                    | zweigeschossig mit Giebelrisalit und erkerartigen Ausbauten im Stil des Neobarock, Fenster zum Teil mit originaler farbiger Jugendstil-Verglasung, nach 1900 | D-7-76-116-365 | Villa                                |
| Aeschacher Ufer 21 (Standort)            | Wohnhaus                                                 | wohl ehemalige Pension, dreigeschossiger Traufseitbau mit Zwerchgiebeln und Eisenbalkons, Obergeschosse verschindelt, nach Mitte 19. Jahrhundert | D-7-76-116-366 | Wohnhaus                             |
| Aeschacher Ufer 48 (Standort)            | Villa der Gründerzeit                                    | zweigeschossig mit üppigem Zierornament und dreigeschossigem Erker, 1899, mit Fachwerkanbau von 1905 | D-7-76-116-476 | Villa der Gründerzeit                |
| Aeschacher Ufer 50 (Standort)            | Villa der Gründerzeit                                    | zweigeschossig mit Erkertürmchen und Satteldach, 1890 | D-7-76-116-477 | Villa der Gründerzeit                |
| Anheggerstraße 5 (Standort)              | Neue Kath. Friedhofskapelle im alten Aeschacher Friedhof | Rechteckbau mit halbrundem Schluss, 1849, jetzt profaniert | D-7-76-116-387 | weitere Bilder                       |
| Anheggerstraße 15 (Standort)             | Villa Stahl                                              | breitgelagerter zweigeschossiger Walmdachbau mit geschwungenem Balkon über Säulen, bezeichnet 1912; zugehörig Einfriedung, gleichzeitig | D-7-76-116-368 | BW                                   |
| Anheggerstraße 19 (Standort)             | Im mittleren Raum des Erdgeschosses reiche Stuckdecke    | frühes 18. Jahrhundert (Rudiment eines ursprünglich an dieser Stelle stehenden, im 19. Jahrhundert gänzlich umbauten barocken Gartenhauses) | D-7-76-116-478 | BW                                   |
| Anheggerstraße 21 (Standort)             | Wohnhaus mit ehemaliger Ökonomie und Werkstatt           | eingeschossiger Mansarddachbau mit Walm und klassizistischen Dachgauben, anschließendes zweigeschossiges Nebengebäude mit Satteldach und Zwerchhaus, 18./19. Jahrhundert | D-7-76-116-547 | BW                                   |
| Anheggerstraße 21 (Standort)             | Einfriedung                                              | schmiedeeisern, um 1900 | D-7-76-116-547 | BW                                   |
| Anheggerstraße 22 (Standort)             | Evang.-Luth. Pfarrhaus                                   | zweigeschossig mit Krüppelwalmdach und Hochkeller, im Kern spätes 17. Jahrhundert | D-7-76-116-369 | Evang.-Luth. Pfarrhaus               |
| Anheggerstraße 26 (Standort)             | Evang.-Luth. Christuskirche                              | Gotisierender Bau mit nach Norden angefügtem Seitenschiff und Chorflankenturm im Süden, von Friedrich von Thiersch, 1900/01; mit Ausstattung | D-7-76-116-370 | weitere Bilder                       |
| Anheggerstraße 32 (Standort)             | Lola-Montez-Schlößle                                     | Villa, schmaler dreigeschossiger Walmdachbau in der Art eines Gartenhauses, Obergeschosse verbrettert, 18. Jahrhundert | D-7-76-116-371 | Lola-Montez-Schlößle                 |
| Bregenzer Straße 4 (Standort)            | Villa Toscana                                            | ehemaliges Nebengebäude, zweigeschossiger unverputzter Backsteinbau mit Flachdach-Kreuzgiebel, an den Schmalseiten eingeschossige Anbauten mit Altane, 1876 | D-7-76-116-373 | weitere Bilder                       |
| Bregenzer Straße 6 (Standort)            | Villa Toscana                                            | symmetrisch gruppierte dreiteilige Anlage, 1876 als Sommersitz für Großherzog Ferdinand IV. von Toscana anstelle eines 1862 erworbenen Landhauses erbaut, seit 1926 Sitz der Stadtverwaltung | D-7-76-116-373 | weitere Bilder                       |
| Bregenzer Straße 6 (Standort)            | Villa Toscana                                            | Park mit Brunnen, Einfriedung und Uferbefestigung | D-7-76-116-373 | weitere Bilder                       |
| Bregenzer Straße 6 (Standort)            | Villa Toscana                                            | Hauptgebäude, zweigeschossiger unverputzter Backsteinbau mit Hausteingliederungen, flachgedeckter Längstrakt mit Kreuzgiebel-Eckrisaliten, dreigeschossiger Mittelteil mit Quergiebel, an der Straßenseite überdeckte Vorfahrt, seeseitig eiserner Balkon über Terrasse, 1876                                                         | D-7-76-116-373 | weitere Bilder                       |
| Bregenzer Straße 8 (Standort)            | Villa Toscana                                            | ehemaliges Nebengebäude, wie oben, durch modernen Anbau an der Westseite gestört | D-7-76-116-373 | Villa Toscana                        |
| Bregenzer Straße 10 (Standort)           | Ehemaliges Brückenzollhaus                               | später Gärtnerhaus der Villa Toscana, zweigeschossiger verschindelter Mansardwalmdachbau, steinerne Fenster- und Türgewände, im Kern 18. Jahrhundert | D-7-76-116-374 | Ehemaliges Brückenzollhaus           |
| Bregenzer Straße 12 (Standort)           | Villa Toscana                                            | ehemaliges Nebengebäude, langgestreckt, mit Mittel- und Seitenrisaliten sowie Fachwerkobergeschoss, jetzt verputzt (ursprünglich Sichtziegel) und teilweise vereinfacht | D-7-76-116-373 | Villa Toscana                        |
| Bürgermeister-Thomann-Weg 8 (Standort)   | Wohnhaus                                                 | zweigeschossig mit Krüppelwalmdach, steinerne Fenster- und Türgewände, 17. Jahrhundert | D-7-76-116-375 | Wohnhaus                             |
| Bürgermeister-Thomann-Weg 8 (Standort)   | Ehemalige Pestkapelle                                    | sogenannte Giebelbachkapelle, kleiner Saalbau mit Treppengiebel und dreigeschossigem Rundturm, wohl erste Hälfte 17. Jahrhundert, jetzt profaniert | D-7-76-116-376 | Ehemalige Pestkapelle                |
| Giebelbachstraße 18 (Standort)           | Villa Spengelin                                          | ehemals Giebelbach, dreigeschossiger klassizistischer Bau mit kräftigen Dreiecksgiebeln, seeseitig Erker über offenen Arkaden, 1801 und 1820er Jahren umgebaut, im Kern älter, jetzige Gestalt zweite Hälfte 19. Jahrhundert | D-7-76-116-377 | weitere Bilder                       |
| Holdereggenstraße 9 (Standort)           | Villa                                                    | zweigeschossiger klassizistischer Bau mit Mezzanin, Flachwalmdach und übergiebeltem Mittelrisalit, um 1840 | D-7-76-116-380 | Villa                                |
| Holdereggenstraße 11 (Standort)          | Wohnhaus Heimpel                                         | reich gegliederter, zweigeschossiger verputzter Massivbau über hohem Kellersockel, mit Treppenhausrisalit, Erkern und Zwerchhaus mit Volutengiebel, im Stil der Neurenaissance, für Karl Heimpel, im Kern 1890, östliche Erweiterung mit Jugendstilausbau 1906, 1962 verändert durch Aufstockung um ein Geschoss und Ausbau des Dachs | D-7-76-116-630 | BW                                   |
| Holdereggenstraße 23 (Standort)          | Villa Holdereggen                                        | jetzt Musikschule, reich gegliederter zweigeschossiger Neurenaissancebau in Rotsandstein, mit zwei Türmen, Erkern, Terrasse mit Freitreppe, von Georg von Hauberrisser, 1887‒90 | D-7-76-116-381 | weitere Bilder                       |
| Holdereggenstraße 23 (Standort)          | Villa Holdereggen                                        | eisernes Parktor | D-7-76-116-381 | BW                                   |
| Holdereggenstraße 23 (Standort)          | Villa Holdereggen                                        | zugehöriger Park mit altem Baumbestand | D-7-76-116-381 | BW                                   |
| Hundweilerstraße 2 (Standort)            | Villa Schöngrund                                         | (Villa Runge, Villa Eibel), ehemals streng symmetrisch gegliederter Bau mit Mansarddach, Haustür bezeichnet 1877, durch Anbau von Friedrich von Thiersch 1898 erweitert; mit zugehörigem Park | D-7-76-116-382 | Villa Schöngrund                     |
| Hundweilerstraße 2 (Standort)            | Villa Schöngrund                                         | zugehöriges Gartenhaus, zweigeschossig mit Fachwerkturm und Satteldach, um 1900 | D-7-76-116-382 | BW                                   |
| Hundweilerstraße 2 (Standort)            | Villa Schöngrund                                         | zugehöriges Nebengebäude, eingeschossig mit Satteldach und Mezzanin, 1877 | D-7-76-116-382 | Villa Schöngrund                     |
| Hundweilerstraße 6 (Standort)            | Mehrfamilienvilla                                        | zweigeschossiger Backsteinbau mit Hausteingliederungen in Formen der Neurenaissance, 1903 | D-7-76-116-479 | Mehrfamilienvilla                    |
| Lärchengasse 1 (Standort)                | Bürgerhaus                                               | sogenanntes Haus zur Lärche, Giebelbau, westlich anschließender Trakt mit Fachwerk-Obergeschoss und Walmdach, beide 1652 wiederaufgebaut; vom Vorgängerbau nördliches Portal (bezeichnet 1505) erhalten | D-7-76-116-384 | Bürgerhaus                           |
| Lärchengasse 2 (Standort)                | Villa                                                    | zweigeschossiger Walmdachbau im neobarocken Stil, erbaut 1893, um 1925 umgebaut; Remise, eingeschossiger Anbau mit flachem Walmdach, 1893 | D-7-76-116-480 | Villa                                |
| Lärchengasse 4 (Standort)                | Wohnhaus                                                 | zweigeschossig mit Fachwerk-Obergeschoss und Satteldach, wohl 18. Jahrhundert | D-7-76-116-385 | BW                                   |
| Langenweg 18 (Standort)                  | Villa Spengelin                                          | Nebengebäude der Villa Spengelin, erdgeschossiger Rohbacksteinbau, Mitte 19. Jahrhundert | D-7-76-116-386 | Villa Spengelin                      |
| Langenweg 20 (Standort)                  | Villa Spengelin                                          | zweigeschossiger klassizistischer Mansarddachbau, Obergeschoss auf der Frontseite über toskanischer Säulenstellung, um 1800 | D-7-76-116-386 | Villa Spengelin                      |
| Langenweg 30 (Standort)                  | Krellsche Kapelle                                        | Friedhofskapelle im alten Aeschacher Friedhof, Rechteckbau mit dreiseitigem Schluss und Giebeldach, 1515 | D-7-76-116-387 | weitere Bilder                       |
| Langenweg 30 (Standort)                  | Ummauerter Friedhof                                      | Grabmäler des 16./17. Jahrhunderts | D-7-76-116-387 | weitere Bilder                       |
| Langenweg 38 (Standort)                  | Wohnteil eines ehemaligen Bauernhaus                     | Erdgeschoss des Wohnteils wohl noch Ende 18. Jahrhundert, darüber Aufstockung um 1900 | D-7-76-116-481 | Wohnteil eines ehemaligen Bauernhaus |
| Langenweg 48 (Standort)                  | Schule                                                   | bestehend aus zwei heute miteinander verbundenen Gebäuden, zweigeschossiger nördlicher Giebelbau mit quer angeschlossenem ebenfalls zweigeschossigem Walmdachgebäude, reiches Putzornament, 1752 und 1885 | D-7-76-116-546 | Schule                               |
| Laubeggengasse 9 (Standort)              | Villa Trost                                              | zweigeschossig mit Satteldach, in schlichter Neurenaissance, erbaut 1889, 1903 um Turm und Veranda bereichert; ehemaliger Stall und Dienstbotenhaus, ein- bzw. zweigeschossig mit flachem Satteldach in Ständerbauweise, 1890, 1903 erweitert.                                                                                        | D-7-76-116-482 | Villa Trost                          |
| Laubeggengasse 11 (Standort)             | Villa                                                    | zweigeschossig mit Putzdekor in Formen des Jugendstils, Krüppelwalmdach, 1903 | D-7-76-116-483 | Villa                                |
| Lotzbeckweg 3 (Standort)                 | Strandbad im See                                         | Aeschacher Bad, eingeschossiger Holzbau mit Walmdächern über Pfahlkonstruktion, bezeichnet 1911 | D-7-76-116-388 | weitere Bilder                       |
| Ludwig-Kick-Straße 9 (Standort)          | Villa Engel                                              | östlicher zweigeschossiger Teil mit Mansarddach und gartenseitig gelegener Vorhalle, um 1800, westlicher querstehender Anbau dreigeschossig mit Walmdach und rundem Treppenturm, um 1850; Nebengebäude, zweigeschossiger Kopfbau mit langgestrecktem eingeschossigem Trakt, Satteldach                                                | D-7-76-116-389 | BW                                   |
| Ludwig-Kick-Straße 22 (Standort)         | Villa                                                    | ehemals Gombart, zweigeschossiger Gruppenbau mit historistischen Detailformen, vom Büro Eugen Drollinger, um 1895, 1954 teilweise vereinfacht | D-7-76-116-484 | Villa                                |
| Ludwig-Kick-Straße 30 (Standort)         | Ehemaliges Ökonomiegebäude jetzt Wohnhaus                | zweigeschossig mit Krüppelwalmdach und steinernen Fenstergewänden, im Kern 17. Jahrhundert, Anfang 20. Jahrhundert überformt | D-7-76-116-390 | BW                                   |
| Ludwig-Kick-Straße 49, 51, 53 (Standort) | Neuer Aeschacher Friedhof                                | um 1915 angelegt; Friedhofsgebäude in expressionistischer Formensprache, von Stadtbaurat Max Kerschensteiner, 1931 | D-7-76-116-523 | weitere Bilder                       |
| Oberrengersweilerweg 18 (Standort)       | Ehemalige Klostermühle                                   | eingeschossiger Walmdachbau, bezeichnet 1725 | D-7-76-116-392 | BW                                   |
| Rainhausgasse 20 (Standort)              | Ehemaliges Siechenhaus                                   | sogenanntes Rainhaus, zweigeschossiger Renaissancebau mit Treppengiebeln und Zwerchhäusern, 1586 | D-7-76-116-393 | weitere Bilder                       |
| Rainhausgasse 23 (Standort)              | Villa                                                    | zweigeschossiger Bau mit Mansardwalmdach barockisierend und mit Jugendstilelementen, von Jakob Rusch (München), 1902 | D-7-76-116-485 | Villa                                |
| Senftenau 1 (Standort)                   | Ehemaliges Wasserschloss Senftenau                       | Vierflügelanlage um einen kleinen Innenhof, im Kern 14. Jahrhundert, Umgestaltungen im 16. und 18. Jahrhundert | D-7-76-116-394 | weitere Bilder                       |
| Stromayrweg 9 (Standort)                 | Wohnhaus                                                 | eingeschossiger Satteldachbau mit hohem Kniestock, gerahmtem Eingangsportal und bemalten Pfettenköpfen, Holzbau-Fertighaustyp „Heimat“ der Fa. Schneider, nach Entwurf von Prof. Richard Senf, 1925 | D-7-76-116-616 | BW                                   |

### Bad Schachen
| Lage                                | Objekt                                              | Beschreibung | Akten-Nr.                | Bild                                                |
| ----------------------------------- | --------------------------------------------------- | --- | ------------------------ | --------------------------------------------------- |
| Bad Schachen 1 (Standort)           | Ehemalige Kuranstalt, jetzt Hotel Bad Schachen      | sechsgeschossiger Hotelbau mit schlankem Aussichtsturm, modern-barockisierend, 1905–1915 nach Entwurf von Hermann Billing und Wilhelm Vittali, in den 1920er Jahren von Max Littmann umgebaut | D-7-76-116-402           | weitere Bilder                                      |
| Bad Schachen 3 (Standort)           | Villa Strandeck                                     | zweigeschossiger Bau mit Mansardhalbwalmdach in biedermeierlichem Stil, erste Hälfte 19. Jahrhundert, 1905 überarbeitet; mit östlichem Nebengebäude | D-7-76-116-403           | Villa Strandeck                                     |
| Bad Schachen 4 (Standort)           | Ehemaliges Ökonomiegebäude der Villa Lindenhof      | (siehe Lindenhofweg 17–25), gestreckter zweigeschossiger Bau mit mittlerem Giebelrisalit und verbrettertem Obergeschoss, im Schweizer Landhausstil, 1863–1864 | D-7-76-116-522           | Ehemaliges Ökonomiegebäude der Villa Lindenhof      |
| Bad Schachen 4 (Standort)           | Strandbad des ehemaligen Kurhauses                  | eingeschossige Dreiflügelanlage, deren Seitenflügel durch offene Kopfpavillons abgeschlossen werden, Haupttrakt mit Walmdach und seeseitig offener Säulenhalle mit halbrundem Mittelvorbau, von Max Littmann, 1924 | D-7-76-116-404           | BW                                                  |
| Dennenmoos 15 (Standort)            | Ehemaliges Bauernhaus und Torggel                   | erdgeschossiger Fachwerkbau mit Satteldach, Giebel an der Südseite verbrettert, noch 18. Jahrhundert | D-7-76-116-405           | BW                                                  |
| Enzisweilerstraße 5 (Standort)      | Ehemaliger Adelssitz                                | sogenanntes Schachenschlößle, dreigeschossiger Bau mit vorkragendem Obergeschoss, Krüppelwalmdach und Rundturm, im Kern von 1517, innerer und äußerer Umbau 1931/32; zugehöriges Nebengebäude, zweigeschossiger Satteldachbau, im Kern 17./18. Jahrhundert | D-7-76-116-406           | BW                                                  |
| Enzisweilerstraße 25 (Standort)     | Mietshaus                                           | unregelmäßiger dreigeschossiger Gruppenbau im Jugendstil, von Emil Zschiesche, 1909 | D-7-76-116-517           | BW                                                  |
| Lindenhofweg (Standort)             | Allee                                               | sogenannte Friedenslinden, von Adolf Gruber 1871 gepflanzt, am unteren Ende der Allee Stein mit Gruber-Gedenktafel | D-7-76-116-413           | weitere Bilder                                      |
| Lindenhofweg 25 (Standort)          | Villa Lindenhof                                     | Sommersitz des Lindauer Großkaufmanns Friedrich Gruber, 1842/45 und Ende 19. Jahrhundert; Wohn- und Ökonomiegebäude, sogenanntes Schweizerhaus (Nr. 17), dreigeschossiger flacher Satteldachbau mit weitem Vorstand, Erdgeschoss unverputzter Backstein, Obergeschosse Blockbau mit umlaufender Laube, 1849–1850; ehemaliges Bürogebäude(Nr. 23), erdgeschossiger flacher Walmdachbau in spätklassizistischer Form, 1884; Lindenhofvilla (Nr. 25), nahezu symmetrische spätklassizistische Anlage, Hauptbau flachgedeckt mit Belvedere-Plattform, seeseitig halbrunde Exedra, darüber Loggia, Terrasse mit Freitreppe, an den Schmalseiten eingeschossige Flügelbauten, der östliche durch ionisierenden Antentempel abgeschlossen, 1842–1845 von Franz Jakob Kreuter, im Inneren dekorative Malereien in pompeijanischem Stil; Nebengebäude (Nr. 31) mit vorstehendem Satteldach, Obergeschoss mit Zierfachwerk, um 1900 | D-7-76-116-414           | weitere Bilder                                      |
| Lindenhofweg 25 (Standort)          | Lindenhofpark                                       | Weitläufiger Park im englischen Stil, angelegt von Maximilian Friedrich Weyhe, um 1845; im Park Grabmal des Lindenhoferbauers Friedrich Gruber (gest. 1850); am Seeufer Futtermauer mit Rondells, Seetreppe und Hafen, Ende 19. Jahrhundert | D-7-76-116-414 zugehörig | weitere Bilder                                      |
| Lindenhofweg 25 (Standort)          | Burg Degelstein                                     | Ruine der ehemaligen Burg Degelstein im Lindenhofpark, Mauerreste des 1839 abgebrochenen Weiherschlößchens | D-7-76-116-414 zugehörig | weitere Bilder                                      |
| Oeschländerweg 2 (Standort)         | Villa Elfriede                                      | ehemals Fels, zweigeschossiger spätklassizistischer Bau mit Flachwalmdach und Giebelrisalit mit Dreiecksgiebel, vor 1870, Veranda wohl später; Park und Futtermauer mit Balustrade am See | D-7-76-116-415           | BW                                                  |
| Oeschländerweg 8 (Standort)         | Villa Tannfried                                     | zweigeschossiger Walmdachbau mit Erker, von Kanzler und Sesselmann, 1922 | D-7-76-116-491           | BW                                                  |
| Oeschländerweg 12 (Standort)        | Villa Daumer                                        | kubischer zweigeschossiger Mansarddachbau mit klassizierenden Putz- und Hausteingliederungen, seeseitig Altane, bezeichnet 1881; am Ufer halbrunde Seeterrasse mit Balustrade | D-7-76-116-416           | Villa Daumer                                        |
| Oeschländerweg 15 (Standort)        | Ehemaliger Reitstall der Villa Tannfried            | Längstrakt mit zwei Giebelrisaliten, Erkern und Zwerchhaus, Backstein mit Hausteingliederungen und Zierfachwerk, bezeichnet 1886/87 | D-7-76-116-417           | BW                                                  |
| Oeschländerweg 19 (Standort)        | Ehemaliges Bauernhaus                               | zweigeschossiger Satteldachbau mit Fachwerk-Obergeschoss, zum Teil steinerne Fenster- und Türgewände, bezeichnet 1688 | D-7-76-116-418           | Ehemaliges Bauernhaus                               |
| Oeschländerweg 24 (Standort)        | Villa Tannhof                                       | zweigeschossiger Bau der Neurenaissance, Backstein mit Hausteingliederungen, Erkerturm und Giebelrisaliten, von Leonhard Bürger, 1885–1887; Parktor, gleichzeitig | D-7-76-116-419           | weitere Bilder                                      |
| Oeschländerweg 27 (Standort)        | Villa Elena                                         | ehemalige Villa der Familie Seutter von Lötzen, reiche Anlage im Stil der italienischen Spätrenaissance, zweigeschossiger Baukörper auf hohem Sockelgeschoss mit Turmrisaliten unter Flachwalmdächern, seeseitig mit Loggia über Altane, Terrassen und Freitreppen, östlich überdeckte Vorfahrt, darüber Pavillon mit Verbindungsgang, von Eugen Drollinger 1891–1893 erbaut; Gartenanlage nach Entwurf von Evariste Mertens; eisernes Parktor; am Ufer Seetreppe mit Obelisken, 1893; zugehörige Kegelbahn siehe Spieglerweg 8; siehe auch Schachener Straße 68 und 72. | D-7-76-116-420           | BW                                                  |
| Schachener Straße 28, 30 (Standort) | Ehemaliges Gärtner- und Kutscherhaus mit Stallungen | urspr. zu Villa Wacker gehörig, zweigeschossiger asymmetrischer Bau in Formen der deutschen Renaissance mit Rotsandsteingliederungen und Fachwerkgiebel, von Ludwig Schmitz, 1901/02; rückwärts angeschlossen Ställe und Wirtschaftsgebäude, eingeschossig mit Kniestock, Walmdach, gleichzeitig | D-7-76-116-422           | Ehemaliges Gärtner- und Kutscherhaus mit Stallungen |
| Schachener Straße 34, 96 (Standort) | Ehemalige St. Leonhardkapelle                       | dreigeschossige Turmkapelle des 14. Jahrhunderts, 1525 und im 19. Jahrhundert verändert | D-7-76-116-421           | Ehemalige St. Leonhardkapelle                       |
| Schachener Straße 53 (Standort)     | Villa Wacker                                        | repräsentativer Neurenaissancebau in Rotsandstein, malerisch gruppiert mit Turm, Giebelrisaliten, Erkern und Terrassen, von Ludwig Schmitz, 1900/01, nach Brand 1908 aufgestockt; im Park Mausoleum für Franz Alexander Wacker (1842–1914) und Alexander Ritter von Wacker (1846–1922), wohl gleichzeitig; zugehöriger Park; Parktor mit Sandsteinpfeilern und schmiedeeisernen Flügeln, um 1900; Ufermauer und Badehäuschen | D-7-76-116-423           | Villa Wacker                                        |
| Schachener Straße 68 (Standort)     | Ehemaliges Gärtnerhaus der Villa Elena              | (siehe Oeschländer Weg 27), kubischer italianisierender Bau mit Flachwalmdach und beigestelltem Belvedere, Gliederungen aus verschiedenfarbigem Backstein, von Eugen Drollinger, 1891 | D-7-76-116-424           | Ehemaliges Gärtnerhaus der Villa Elena              |
| Schachener Straße 72 (Standort)     | Ehemaliger Pferdestall der Villa Elena              | (siehe Oeschländer Weg 27), eingeschossiger, im mittleren Teil durch Kniestock erhöhter Bau mit Flachwalmdach, seitlich gedeckte Vorfahrt mit Säulen, farbig abgesetzte Gliederungen in Sandstein und Backstein, Majolikafries mit Pferdekopf-Relief, von Eugen Drollinger, 1892, Erweiterung 1903; Toreinfahrt mit schmiedeeisernen Flügeln | D-7-76-116-425           | BW                                                  |
| Schachener Straße 77 (Standort)     | Ehemaliges Pförtnerhaus                             | sogenanntes Haus Rasteck (zu Nr. 87 Villa Sigle gehörig), eingeschossiger Satteldachbau mit gründerzeitlichen Holzgliederungen, um 1900 | D-7-76-116-492           | weitere Bilder                                      |
| Schachener Straße 87 (Standort)     | Villa Sigle                                         | ehemals Voith, eingeschossiger Holzbau mit symmetrisch angeordneten Polygonalerkern an der Seefront, im Jugendstil, von Heinrich Metzendorf, 1908; zugehöriger Park, darin Gewächshaus mit Gusseisenstützen, zweite Hälfte 19. Jahrhundert; zugehörige Seemauer mit Hafenanlage; zugehöriges Pförtnerhaus siehe Schachener Straße 77 | D-7-76-116-493           | BW                                                  |
| Schachener Straße 94 (Standort)     | Mietvilla                                           | zweigeschossig mit Zeltdach und Altane, im Stil der Neurenaissance, mit Volutengiebeln, 1904 | D-7-76-116-494           | BW                                                  |
| Schachener Straße 97 (Standort)     | Villa                                               | sogenanntes Seeschlößle, angeblich Sommersitz der Äbtissinnen des Lindauer Damenstifts, zweigeschossiger Satteldachbau des 17. Jahrhunderts, in der ersten Hälfte des 19. Jahrhunderts gotisierend überarbeitet | D-7-76-116-426           | BW                                                  |
| Schachener Straße 103 (Standort)    | Villa Lingg                                         | ehemaliger Sommerwohnsitz des Mediziners Heinrich Lingg, spätklassizistischer Kreuzgiebelbau mit Flachsatteldächern, seeseitig Mittelrisalit, rückseitig Belvedere, Treppenturm, nach Mitte 19. Jahrhundert; im Innern Fresken von Julius Naue, um 1870; zugehöriges Gewächshaus; auf der Hafenmole oktogonales Badehäuschen | D-7-76-116-506           | BW                                                  |
| Schachener Straße 145 (Standort)    | Villa Henneberg                                     | spätklassizistischer zweigeschossiger Kreuzgiebelbau mit überstehendem Flachsatteldach und Eisenbalkons, zweite Hälfte 19. Jahrhundert; Parkanlage, 19. Jahrhundert | D-7-76-116-427           | BW                                                  |
| Schachener Straße 153 (Standort)    | Villa Schielin                                      | ehemals Hübner, dreigeschossiger, kubischer Bau, Flachwalmdach mit Überstand und Plattform, klassizisierende Putz- und Hausteingliederungen, gemalter Fries unter dem Dach, Eisenbalkons, von A. Kanzler 1897 errichtet; Pavillon, zweigeschossig mit Zeltdach, 19. Jahrhundert | D-7-76-116-429           | Villa Schielin                                      |
| Schwesternberg 2 (Standort)         | Villa                                               | eingeschossiger Walmdachbau mit übergiebeltem Zwerchhaus, von Hans und Oskar Gerson (Hamburg), 1912 | D-7-76-116-518           | BW                                                  |
| Spieglerweg (Standort)              | Kegelbahn                                           | langgestreckter eingeschossiger Bau in Holzkonstruktion mit massivem Kopfgebäude, 1905; zur Villa Elena gehörig (siehe Oeschländerweg 27) | D-7-76-116-505           | BW                                                  |

### Bechtersweiler
| Lage                         | Objekt                     | Beschreibung                                           | Akten-Nr.      | Bild |
| ---------------------------- | -------------------------- | ------------------------------------------------------ | -------------- | ---- |
| Bechtersweiler 31 (Standort) | Ehemaliges Isnyer Abtshaus | zweigeschossiger Walmdachbau, bezeichnet 1556 und 1754 | D-7-76-116-396 | BW   |

### Degelstein
| Lage                             | Objekt                                    | Beschreibung | Akten-Nr.      | Bild                                      |
| -------------------------------- | ----------------------------------------- | --- | -------------- | ----------------------------------------- |
| Alwindstraße 4 (Standort)        | Ehemaliges Verwalterhaus der Villa Alwind | eingeschossig mit Walmdach über hohem Weinkeller, um 1905 | D-7-76-116-488 | Ehemaliges Verwalterhaus der Villa Alwind |
| Alwindstraße 18 (Standort)       | Villa Alwind                              | klassizistischer zweigeschossiger Bau mit Mezzanin, Flachwalmdach und asymmetrischen Seitentrakten, Fassaden aus verschiedenfarbigem Sandstein mit zarten Gliederungen, mit Terrassen und Freitreppe, (von Ludwig Johann Sutter?), (oder Johann Christoph Kunkler?), 1852/53; Nebengebäude und Remise, Langtrakt mit zwei Giebelbauten, wohl gleichzeitig; Park im englischen Stil, Mitte 19. Jahrhundert; klassizistischer Gedenkstein für Georg Gruber (1800–1861); sogenannter Alwindpark, weitläufiger, z. T. geometrischer Terrassengarten mit mediterraner Vegetation, um 1920 angelegt, mit Freitreppenanlage und Straßenbrücke; am Seeufer Futtermauer, Seetreppe, Hafenanlage mit Löwendenkmal, um 1920. | D-7-76-116-401 | weitere Bilder                            |
| Schachener Straße 146 (Standort) | Bauernhof                                 | Wohnhaus mit angeschlossener Ökonomie zweigeschossig mit Satteldach, wohl frühes 19. Jahrhundert, 1934 um den südwestlichen Anbau erweitert; zugehörig kleiner Stall, wohl frühes 19. Jahrhundert, nach 1934 erweitert; zugehörig Stadel, Ende 19./Anfang 20. Jahrhundert | D-7-76-116-608 | BW                                        |

### Dürren
| Lage                 | Objekt                | Beschreibung | Akten-Nr.      | Bild |
| -------------------- | --------------------- | --- | -------------- | ---- |
| Dürren 72 (Standort) | Ehemaliges Bauernhaus | eingeschossiger Satteldachbau, 1695, straßenseitige Aufstockung und Wirtschaftsteil zweite Hälfte 19. Jahrhundert; zugehöriges Backhaus | D-7-76-116-486 | BW   |

### Eggatsweiler
| Lage                       | Objekt                      | Beschreibung                                                                                   | Akten-Nr.      | Bild |
| -------------------------- | --------------------------- | ---------------------------------------------------------------------------------------------- | -------------- | ---- |
| Eggatsweiler 80 (Standort) | Wohnteil eines Bauernhauses | eingeschossiger verbretterter Blockbau mit Giebel-Vordach und gekehlten Bügen, 18. Jahrhundert | D-7-76-116-397 | BW   |

### Goldschmidsmühle
| Lage                            | Objekt                | Beschreibung                                                                                    | Akten-Nr.      | Bild                  |
| ------------------------------- | --------------------- | ----------------------------------------------------------------------------------------------- | -------------- | --------------------- |
| Goldschmidsmühle 103 (Standort) | Ehemalige Wassermühle | zweigeschossiger Satteldachbau, im Kern 18. Jahrhundert, mit Veränderungen des 19. Jahrhunderts | D-7-76-116-398 | Ehemalige Wassermühle |

### Hochbuch
| Lage                               | Objekt       | Beschreibung | Akten-Nr.      | Bild |
| ---------------------------------- | ------------ | --- | -------------- | ---- |
| Anheggerstraße 45 (Standort)       | Schloss Moos | Gartenhaus, erdgeschossiger verschindelter Satteldachbau, um 1900                                                                                               | D-7-76-116-372 | BW   |
| Anheggerstraße 51 (Standort)       | Schloss Moos | seit 1834 im Besitz Graf Quadt-Wykradt | D-7-76-116-372 | BW   |
| Anheggerstraße 51 (Standort)       | Schloss Moos | Hauptgebäude, dreigeschossiger Bau mit Mansardwalmdach, modern-barockisierend, Anfang 20. Jahrhundert, im Kern älter, verbunden mit Nr. 53 durch gedeckten Gang | D-7-76-116-372 | BW   |
| Anheggerstraße 51 (Standort)       | Schloss Moos | kleiner Brunnen in neugotischen Formen, Ende 19. Jahrhundert; Parkanlage, 19./Anfang 20. Jahrhundert                                                            | D-7-76-116-372 | BW   |
| Anheggerstraße 51 (Standort)       | Schloss Moos | mit Ökonomie und Nebengebäuden | D-7-76-116-372 | BW   |
| Anheggerstraße 53 (Standort)       | Schloss Moos | Wohngebäude, dreigeschossig im klassizistischen Baustil, mit Mansardwalmdach, Anfang 19. Jahrhundert                                                            | D-7-76-116-372 | BW   |
| Anheggerstraße 55 (Standort)       | Schloss Moos | Rosenkranzkapelle, ehemalige gräfliche Hauskapelle, neugotisch, 1880/82 von Joseph Anton Müller; mit Ausstattung                                                | D-7-76-116-372 | BW   |
| Hochbucher Weg 10 (Standort)       | Bauernhaus   | sogenannter Mooshof, erdgeschossig mit einseitig abgeschlepptem Satteldach, 18./19. Jahrhundert                                                                 | D-7-76-116-378 | BW   |
| Hochbucher Weg 52 (Standort)       | Landhaus     | zweigeschossiger Satteldachbau mit verbretterten Fachwerk-Obergeschossen, bezeichnet 1702                                                                       | D-7-76-116-379 | BW   |
| Oberreitnauer Straße 34 (Standort) | Bauernhaus   | erdgeschossiger verschindelter Bau mit abgeschlepptem Satteldach, Anfang 19. Jahrhundert                                                                        | D-7-76-116-391 | BW   |
| Sorgersweg 39 (Standort)           | Bauernhaus   | erdgeschossiger Satteldachbau mit Giebel-Vordach, Anfang 19. Jahrhundert                                                                                        | D-7-76-116-395 | BW   |

### Hörbolz
| Lage                    | Objekt   | Beschreibung                                          | Akten-Nr.      | Bild |
| ----------------------- | -------- | ----------------------------------------------------- | -------------- | ---- |
| Hörbolzhalde (Standort) | Wegkreuz | gusseisernes Kruzifix auf Sandsteinsockel, um 1860/70 | D-7-76-116-400 | BW   |

### Hoyren
| Lage                                                  | Objekt                                           | Beschreibung | Akten-Nr.      | Bild                |
| ----------------------------------------------------- | ------------------------------------------------ | --- | -------------- | ------------------- |
| Friedrichshafener Straße 57 (Standort)                | Ehemaliges Gasthaus                              | jetzt Villa Rosenhof (Villa Seutter), Mansarddachbau mit Zwerchgiebeln und Putzgliederungen, Traufgesims über großer Hohlkehle, Eckerker, seitlich angefügter Belvedere-Turm, Ende 19. Jahrhundert, Eingang mit Vordach in Jugendstilformen, um 1905 | D-7-76-116-407 | Ehemaliges Gasthaus |
| Friedrichshafener Straße 119 (Standort)               | Torggel                                          | verschaltes Riegelwerk auf gemauertem Sockel, mit Walmdach, 1776 | D-7-76-116-408 | BW                  |
| Friedrichshafener Straße 143 (Standort)               | Mehrfamilienhaus                                 | dreigeschossiger Bau mit Krüppelwalmdach und geschossübergreifendem Zwerchhaus, historisierend, bezeichnet 1900 | D-7-76-116-489 | BW                  |
| Heldenweg (Standort)                                  | Bismarck-Denkmal                                 | steinernes Monument in Form eines aufrecht stehenden Adlers, auf halbrunder gemauerter Terrasse, unter dem Sockel Porträt-Relief Bismarcks, von Lothar Dietz, 1932.                                                                                  | D-7-76-116-409 | weitere Bilder      |
| Holbeinstraße 12 (Standort)                           | Wohnhaus                                         | sogenanntes Holbeinhaus, kleiner zweigeschossiger Bau mit massivem Erdgeschoss und verbrettertem Fachwerk-Obergeschoss, wohl 1540 | D-7-76-116-410 | BW                  |
| Holbeinstraße 70 (Standort)                           | sogenanntes Rebhäusle                            | zweigeschossiger Satteldachbau, im Kern 17./18. Jahrhundert, später verändert und erweitert | D-7-76-116-534 | BW                  |
| Hoyerbergstraße 31 (Standort)                         | Ehemaliges Lehrerhaus                            | zur Schule gehörig, zweigeschossiger Halbwalmdachbau mit polygonalem Eckerker im Heimatstil, 1912–1913 | D-7-76-116-490 | BW                  |
| Hoyerbergstraße 33 (Standort)                         | Schule                                           | zweigeschossiger Walmdachbau mit Dachreitern und reliefierter Portalrahmung, in reduzierten Formen des Historismus, 1912–1913 | D-7-76-116-411 | BW                  |
| Hoyerbergstraße 64 (Standort)                         | Aussichtsturm des ehemaligen Hoyerbergschlössles | ursprünglich 1854–1855 als hölzerner Belvedere errichtet, um 1900 massiv erneuert (Anbauten stark verändert) | D-7-76-116-412 | weitere Bilder      |
| Paula-Seberich-Platz 1, Schönauer Straße 9 (Standort) | Feuerwehrhaus                                    | zweigeschossiger Walmdachbau mit rundem Treppenturm, bezeichnet 1930 | D-7-76-116-495 | BW                  |
| Schönauer Straße (Standort)                           | Brunnen                                          | oktogonales Becken mit Mittelpfeiler, bezeichnet 1906 | D-7-76-116-431 | BW                  |
| Schönauer Straße 2 (Standort)                         | Ehemaliges Handwerkerhaus                        | zweigeschossig mit verbrettertem Fachwerk-Obergeschoss und Satteldach, spätes 17. Jahrhundert | D-7-76-116-430 | BW                  |
| Weyenstraße 21 (Standort)                             | Ehemaliges Bauernhaus                            | zweigeschossiges Satteldachhaus mit verbrettertem Fachwerk, 17./18. Jahrhundert, 1990–1991 saniert und ausgebaut | D-7-76-116-497 | BW                  |

### Insel

#### A
| Lage                                    | Objekt                                         | Beschreibung | Akten-Nr.      | Bild                                           |
| --------------------------------------- | ---------------------------------------------- | --- | -------------- | ---------------------------------------------- |
| Alfred-Nobel-Platz 1 (Standort)         | Ehemaliges Wohnhaus im Stil der Neorenaissance | dreigeschossiger, lisenengegliederter Bau mit flachem Walmdach, im Kern wohl zweite Hälfte 19. Jahrhundert, Erdgeschossarkaden und südliche Erweiterung 1950       | D-7-76-116-532 | Ehemaliges Wohnhaus im Stil der Neorenaissance |
| Alter Schulplatz (Standort)             | Brunnen                                        | oktogonales Becken und Brunnenpfeiler, Sandstein, wohl 17. Jahrhundert                                                                                             | D-7-76-116-7   | weitere Bilder                                 |
| Alter Schulplatz 1 (Standort)           | Wohn- und Geschäftshaus                        | dreigeschossiges Eckhaus mit Satteldach, Obergeschosse mit verputztem Fachwerk, 16./17. Jahrhundert                                                                | D-7-76-116-2   | weitere Bilder                                 |
| Alter Schulplatz 2 (Standort)           | sogenannte Alte Schule                         | Ehemalige Mädchenschule, dreigeschossig mit Krüppelwalm und Sandstein-Eckquadern, um 1414/24 (Dendro)                                                              | D-7-76-116-3   | sogenannte Alte Schule                         |
| Alter Schulplatz 2 a (Standort)         | Anbau                                          | mit Satteldach und Fachwerk-Obergeschossen, 14./15. Jahrhundert | D-7-76-116-3   | Anbau                                          |
| Alter Schulplatz 3 (Standort)           | Wohn- und Geschäftshaus                        | dreigeschossig mit Kniestock und Zwerchhaus, abgeflachtes Satteldach, im Kern 17. Jahrhundert, äußere Erscheinung Mitte 19. Jahrhundert                            | D-7-76-116-4   | Wohn- und Geschäftshaus                        |
| Alter Schulplatz 5 (Standort)           | Ehemalige Hafnerei und Handwerkerhaus          | zweigeschossig, traufständig mit Fachwerk-Obergeschoss und Pultdach, im Kern 17. Jahrhundert                                                                       | D-7-76-116-5   | Ehemalige Hafnerei und Handwerkerhaus          |
| Alter Schulplatz 7 (Standort)           | Wohnhaus                                       | dreigeschossiger Traufseitbau mit vorkragenden Obergeschossen und Pultdach mit Gaube, 15./16. Jahrhundert                                                          | D-7-76-116-6   | Wohnhaus                                       |
| Auf dem Wall 2 (Standort)               | Wohn- und Geschäftshaus                        | dreigeschossiges Eckhaus mit Satteldach und Zwerchhaus, äußere Erscheinung biedermeierlich, erste Hälfte 19. Jahrhundert, Giebelfront gemeinsam mit Schmiedgasse 1 | D-7-76-116-8   | Wohn- und Geschäftshaus                        |
| Auf dem Wall 6 (Standort)               | Wohnhaus                                       | Traufseitbau mit Satteldach und Zwerchgiebel, Kellertür bezeichnet 1786, äußere Erscheinung Mitte 19. Jahrhundert                                                  | D-7-76-116-9   | Wohnhaus                                       |
| Auf der Mauer 1 (Standort)              | Ehemaliger Speicher des Hl.-Geist-Spitals      | langgestreckter eingeschossiger Satteldachbau mit Hochkeller, bezeichnet 1655                                                                                      | D-7-76-116-11  | weitere Bilder                                 |
| Auf der Mauer 3a; Neugasse 2 (Standort) | Wohnhaus                                       | dreigeschossiger Trakt mit Mansarddach, nördlich an das Haus zum Baumgarten anschließend, nach 1728                                                                | D-7-76-116-259 | weitere Bilder                                 |
| Auf der Mauer 13 (Standort)             | Wohnhaus                                       | dreigeschossiger Traufseitbau mit Kniestock, Obergeschosse verputztes Fachwerk, 16. Jahrhundert                                                                    | D-7-76-116-12  | Wohnhaus                                       |
| Auf der Mauer 21 (Standort)             | Wohnhaus                                       | zweigeschossiger traufständiger Satteldachbau mit großem Zwerchhaus, Giebel zur Hofstattstraße, 15./16. Jahrhundert                                                | D-7-76-116-14  | Wohnhaus                                       |
| Auf der Mauer 23 (Standort)             | Wohnhaus                                       | sogenannte Alte Färb, traufständiger zweigeschossiger Satteldachbau mit vorkragendem Obergeschoss, im Kern 18. Jahrhundert                                         | D-7-76-116-15  | Wohnhaus                                       |

#### B
| Lage                                            | Objekt                                      | Beschreibung | Akten-Nr.      | Bild                                        |
| ----------------------------------------------- | ------------------------------------------- | --- | -------------- | ------------------------------------------- |
| Bahnhof 1 a, 1 b, 1 c, 1 d, 1 e, 1 f (Standort) | Bahnhof Lindau-Insel                        | Mehrflügelige Anlage mit Satteldächern und Quergiebeln, an der Front zur Altstadt Terrassenvorbauten und übergiebelter Eingangsrisalit, im barockisierenden Heimatstil von E. Henke, 1913–1922; zu den Bahnhofsnebengebäuden siehe unter Schützingerweg | D-7-76-116-17  | weitere Bilder                              |
| Barfüßerplatz 1 (Standort)                      | Ehemaliges Klostergebäude                   | jetzt Teil des Theaters, dreigeschossiger Pultdachbau, im Kern 15./16. Jahrhundert; siehe Fischergasse 37 | D-7-76-116-19  | Ehemaliges Klostergebäude                   |
| Barfüßerplatz 1 a, Fischergasse 37 (Standort)   | Ehemalige Barfüßerkirche                    | jetzt Stadttheater, langgestrecktes, flachgedecktes Schiff Mitte 13. Jahrhundert, eingezogener Chor mit polygonalem Schluss 1380; Theatereinbau 1886‒87, Umbau und Neuausstattung 1950/51; siehe auch Barfüßerplatz 1 | D-7-76-116-18  | Ehemalige Barfüßerkirche                    |
| Barfüßerplatz 2 (Standort)                      | Wohnhaus                                    | dreigeschossiges Eckhaus mit Vorkragungen, 17. Jahrhundert | D-7-76-116-20  | Wohnhaus                                    |
| Barfüßerplatz 4 (Standort)                      | Wohnhaus                                    | dreigeschossig mit Flachdach, 17. Jahrhundert | D-7-76-116-21  | Wohnhaus                                    |
| Barfüßerplatz 5 (Standort)                      | Schule                                      | sogenannte Altstadtschule, dreigeschossiger Walmdachbau mit flachem Mittelrisalit und reich ornamentierten Portalen, auf dem Gelände des ehemaligen Barfüßerfriedhofes und auf den Grundmauern des Gerichtshauses von 1579/80 durch Architekt Edelbauer 1879 errichtet; mit Ausstattung                                                                     | D-7-76-116-22  | Schule                                      |
| Barfüßerplatz 6 (Standort)                      | Wohnhaus                                    | dreigeschossig mit Flachdach, äußere Erscheinung biedermeierlich, erste Hälfte 19. Jahrhundert | D-7-76-116-23  | Wohnhaus                                    |
| Barfüßerplatz 7 (Standort)                      | Wohnhaus                                    | sogenanntes Haus Im Winkel / Alte Schifffahrt, zweigeschossiger Traufseitbau mit Zwerchhaus, Ende 18./Anfang 19. Jahrhundert, im Kern älter | D-7-76-116-24  | Wohnhaus                                    |
| Barfüßerplatz 8 (Standort)                      | Wohn- und Geschäftshaus                     | sogenanntes Haus zum Rebstock, viergeschossiges Eckhaus mit Krüppelwalmdach und Gaube, im Kern 15./16. Jahrhundert | D-7-76-116-25  | Wohn- und Geschäftshaus                     |
| Bei der Heidenmauer 1 (Standort)                | Wohnhaus                                    | viergeschossiger Satteldachbau mit Erker und Quergiebeln, modern-barockisierend, um 1908/10 | D-7-76-116-27  | Wohnhaus                                    |
| Bei der Heidenmauer 3 (Standort)                | Wohnhaus                                    | dreigeschossiger Giebelbau mit Erker, modernbarockisierend, bezeichnet 1908 | D-7-76-116-28  | Wohnhaus                                    |
| Bei der Heidenmauer 5 (Standort)                | Wohnhaus                                    | dreigeschossiges Giebelhaus mit vorkragenden Geschossen und Satteldach, Fachwerk, 16. Jahrhundert | D-7-76-116-29  | Wohnhaus                                    |
| Bei der Heidenmauer 7 (Standort)                | Wohnhaus                                    | zweigeschossiges Fachwerkgebäude verputzt, mit steilem Pultdach, 15./16. Jahrhundert | D-7-76-116-30  | Wohnhaus                                    |
| Bei der Heidenmauer 9 (Standort)                | Wohnhaus                                    | dreigeschossiges verputztes Fachwerkgebäude mit Gaube, 17./18. Jahrhundert | D-7-76-116-31  | Wohnhaus                                    |
| Beim Güterhafen (Standort)                      | Clubhaus des Lindauer Segelklubs            | kleiner Holzpavillon am Ende der Mole, mit pyramidenförmigem Walmdach, Jugendstil, 1911 | D-7-76-116-516 | Clubhaus des Lindauer Segelklubs            |
| Bindergasse 1 (Standort)                        | Wohn- und Geschäftshaus                     | sogenanntes Haus zum Krebs, viergeschossiger Traufseitbau mit Satteldach und Kranluke im gestaffelten Zwerchgiebel, 16. Jahrhundert; Wappenstein, modern bezeichnet 1483 | D-7-76-116-33  | Wohn- und Geschäftshaus                     |
| Bindergasse 2 (Standort)                        | Wohn- und Geschäftshaus                     | viergeschossiges Eckhaus mit Pultdach und traufseitigem Erker, an der Giebelseite Erdgeschoss-Arkaden, 16./17. Jahrhundert | D-7-76-116-34  | Wohn- und Geschäftshaus                     |
| Bindergasse 4 (Standort)                        | Wohn- und Geschäftshaus                     | dreigeschossiger Traufseitbau mit leicht geschwungener Fassade, Krangaube, 15./16. Jahrhundert | D-7-76-116-35  | Wohn- und Geschäftshaus                     |
| Bindergasse 5 (Standort)                        | Rückgebäude                                 | dreigeschossiges Fachwerkhaus mit vorkragenden Obergeschossen und Gaube, spätes 18. Jahrhundert | D-7-76-116-467 | BW                                          |
| Bindergasse 6 (Standort)                        | Wohn- und Geschäftshaus                     | dreigeschossiger Traufseitbau mit Mansarddach, 2. Obergeschoss Fachwerk, verputzt, 16./17. Jahrhundert | D-7-76-116-36  | Wohn- und Geschäftshaus                     |
| Bindergasse 7 (Standort)                        | Ehemalige Schule                            | dreigeschossiger Traufseitbau, mit Erker, im Kern 16. Jahrhundert, um 1900 verändert und ausgebaut | D-7-76-116-37  | weitere Bilder                              |
| Bindergasse 9 (Standort)                        | Wohn- und Geschäftshaus                     | schmaler dreigeschossiger Traufseitbau mit Mansarddach und Krangaube mit Volutenspangen, bezeichnet mit „1881“ | D-7-76-116-558 | BW                                          |
| Bindergasse 10 (Standort)                       | Wohn- und Geschäftshaus                     | dreigeschossiges Haus des Schlößletyps mit seitlichem Volutengiebel, im Kern 15. Jahrhundert, um 1607 (dendro) erneuert | D-7-76-116-38  | Wohn- und Geschäftshaus                     |
| Bindergasse 11 (Standort)                       | Wohn- und Geschäftshaus                     | dreigeschossiger Traufseitbau, 2. Obergeschoss erkerartig vorkragend, mit Gaube, im Kern 15./16. Jahrhundert, Erdgeschoss bezeichnet 1691 (95?) | D-7-76-116-39  | Wohn- und Geschäftshaus                     |
| Bindergasse 13 (Standort)                       | Wohn- und Geschäftshaus                     | dreigeschossiger Traufseitbau mit Halbgeschoss und flachem Satteldach, 15./16. Jahrhundert | D-7-76-116-40  | BW                                          |
| Bindergasse 15 (Standort)                       | Ehemaliges Gasthaus zum Anker               | dreigeschossig mit Satteldach und Aufzugsgaube, im Kern wohl 16./17. Jahrhundert, 1815 umgebaut | D-7-76-116-41  | Ehemaliges Gasthaus zum Anker               |
| Bindergasse 19 (Standort)                       | Wohn- und Geschäftshaus                     | dreigeschossiger Traufseitbau mit Zwerchhaus, im Kern 16. Jahrhundert | D-7-76-116-42  | Wohn- und Geschäftshaus                     |
| Bismarckplatz 1, 2 (Standort)                   | Wohn- und Geschäftshaus                     | aus zwei Gebäuden bestehend, stattlicher viergeschossiger Satteldachbau, im Kern 15. Jahrhundert, 1709 erneuert und südlich erweitert | D-7-76-116-43  | Wohn- und Geschäftshaus                     |
| Bismarckplatz 3 (Standort)                      | Ehemaliges Rathaus                          | sogenanntes Neues Rathaus, dreigeschossiges Eckhaus mit dreistöckigem Volutengiebel, 1706–1717 erbaut, 1885 angeblich von Friedrich von Thiersch renoviert, Giebel um 1925 erneuert | D-7-76-116-44  | weitere Bilder                              |
| Bismarckplatz 4, Ludwigstraße 24 (Standort)     | Ehemaliges Rathaus                          | sogenanntes Altes Rathaus, freistehender Bau mit Treppengiebeln, Ratslaube mit gedecktem Treppenaufgang an der Nordfront, erbaut 1422–1436, Veränderungen im 16. und 17. Jahrhundert, 1885/87 durch Friedrich von Thiersch renoviert, Fassadenmalereien 1972–1975 nach Vorbild des 19. Jahrhunderts erneuert; mit Ausstattung; zusammen mit Ludwigstraße 24 | D-7-76-116-45  | weitere Bilder                              |
| Brettermarkt (Standort)                         | Marktbrunnen                                | gusseiserner Laufbrunnen mit historistischem Ornament, bezeichnet 1881 | D-7-76-116-543 | Marktbrunnen                                |
| Brettermarkt 1 (Standort)                       | Eckhaus                                     | langgestreckter zweigeschossiger Satteldachbau, aus ursprünglich drei Häusern zusammengebaut, 18./19. Jahrhundert | D-7-76-116-46  | Eckhaus                                     |
| Brettermarkt 2 (Standort)                       | Ehemaliges Hauptzollamt                     | freistehender, dreigeschossiger Bau mit Treppengiebeln und historisierenden Gliederungen, bezeichnet 1910; gemauerte Einfriedung und Wandbrunnen, gleichzeitig. | D-7-76-116-47  | weitere Bilder                              |
| Brettermarkt 4 (Standort)                       | Finanzamt                                   | dreigeschossiger Mansarddachbau in neubarocken Formen, um 1910 | D-7-76-116-285 | weitere Bilder                              |
| Brettermarkt 8 (Standort)                       | Wohnhaus, sogenanntes Abel-Haus             | dreigeschossiger Krüppelwalmbau mit Giebeln, Erker, Dachreiter und Neurenaissance-Dekor, von Jacob Egg, um 1902/03 | D-7-76-116-49  | weitere Bilder                              |
| Brettermarkt 9 (Standort)                       | Wohnhaus                                    | im 17. Jahrhundert aus zwei Häusern zusammengebaut, nördlicher Teil dreigeschossig mit Satteldach und Aufzugsgaube, Südteil (sogenannte Alte Werft) zweigeschossig mit Erker und abgewalmtem Satteldach | D-7-76-116-50  | Wohnhaus                                    |
| Brettermarkt 10 (Standort)                      | Ehemaliges Offizierskasino                  | zweigeschossiger Satteldachbau mit Treppengiebel und großem Zwerchhaus, historisierende Gliederungen und Zierfachwerk, von Jacob Egg, um 1902/03 | D-7-76-116-51  | Ehemaliges Offizierskasino                  |
| Brettermarkt 15 (Standort)                      | Wohnhaus                                    | viergeschossig mit Satteldach und Flachdach, oberstes Geschoss wohl Fachwerk, 15./16. Jahrhundert | D-7-76-116-52  | Wohnhaus                                    |
| Burggasse 1 (Standort)                          | Wohnhaus                                    | dreigeschossiger Traufseitbau mit vorkragenden Obergeschossen, Satteldach und Aufzugsgaube, 14./15. Jahrhundert, Türstock bezeichnet 1803 | D-7-76-116-64  | Wohnhaus                                    |
| Burggasse 2 (Standort)                          | Wohnhaus                                    | viergeschossiger Traufseitbau mit Schopfwalmdach, ehemals wohl aus zwei Häusern bestehend, im Kern 14./15. Jahrhundert, mit Veränderungen des 17. Jahrhunderts | D-7-76-116-65  | Wohnhaus                                    |
| Burggasse 3 (Standort)                          | Wohnhaus                                    | dreigeschossiger Traufseitbau mit vorkragenden Obergeschossen, mit Nr. 5 gemeinsames Satteldach mit Zwerchhaus, 15./16. Jahrhundert | D-7-76-116-66  | Wohnhaus                                    |
| Burggasse 4 (Standort)                          | Wohnhaus                                    | dreigeschossiges Eckhaus mit abgewalmtem Dach und Aufzugsgaube, an der Schmalseite zur Ludwigstraße Erker, 16./17. Jahrhundert | D-7-76-116-67  | Wohnhaus                                    |
| Burggasse 5 (Standort)                          | Wohnhaus                                    | dreigeschossiger Traufseitbau mit vorkragenden Obergeschossen, mit Nr. 3 gemeinsames Satteldach mit Zwerchhaus, 15./16. Jahrhundert | D-7-76-116-68  | Wohnhaus                                    |
| Burggasse 7 (Standort)                          | Wohnhaus                                    | dreigeschossiger Traufseitbau mit vorkragenden Obergeschossen, Satteldach und Aufzugsgaube, 15./16. Jahrhundert | D-7-76-116-69  | Wohnhaus                                    |
| Burggasse 13 (Standort)                         | Wohnhaus                                    | dreigeschossiges Eckhaus mit Krüppelwalm, im Kern 16./17. Jahrhundert, mit Veränderungen des 18. Jahrhunderts | D-7-76-116-70  | Wohnhaus                                    |
| Bürstergasse (Standort)                         | Brunnen am Platz gegen die Maximilianstraße | von Lothar Dietz, bezeichnet 1937, seit 2000 mit neuer Figurengruppe | D-7-76-116-53  | Brunnen am Platz gegen die Maximilianstraße |
| Bürstergasse 1 (Standort)                       | Wohn- und Geschäftshaus                     | sogenanntes Haus Zur Lugebank, viergeschossiger Satteldachbau mit Volutengiebel, angeblich 1648 aus zwei Häusern zusammengebaut, um 1500, Vorderhaus zur Maximilianstraße um 1900 erneuert | D-7-76-116-54  | weitere Bilder                              |
| Bürstergasse 3 (Standort)                       | Wohn- und Geschäftshaus                     | dreigeschossiger Traufseitbau, mit Treppengiebel nach Süden, erbaut 1606, Erker im 1. und 2. Obergeschoss bezeichnet 1623, 1665 | D-7-76-116-56  | Wohn- und Geschäftshaus                     |
| Bürstergasse 4 (Standort)                       | Wohn- und Geschäftshaus                     | viergeschossiger Giebelbau mit Flacherker im 2. Obergeschoss, 17. Jahrhundert | D-7-76-116-57  | Wohn- und Geschäftshaus                     |
| Bürstergasse 8 (Standort)                       | Wohn- und Geschäftshaus                     | viergeschossiger Traufseitbau mit Satteldach, erbaut 1856 auf älteren Resten; gusseiserne Wappentafel, bezeichnet 1712 | D-7-76-116-59  | Wohn- und Geschäftshaus                     |
| Bürstergasse 9 (Standort)                       | Wohn- und Geschäftshaus                     | dreigeschossiges Eckhaus mit Mansardwalmdach, ehemals aus zwei Häusern bestehend, 18. Jahrhundert | D-7-76-116-60  | BW                                          |
| Bürstergasse 14 (Standort)                      | Wohn- und Geschäftshaus                     | dreigeschossiger Traufseitbau mit Mansarddach und Gauben, im Kern 17. Jahrhundert | D-7-76-116-61  | Wohn- und Geschäftshaus                     |
| Bürstergasse 16 (Standort)                      | Wohnhaus                                    | viergeschossiger Traufseitbau, erbaut 1812 auf älteren Resten. | D-7-76-116-62  | Wohnhaus                                    |
| Bürstergasse 18, 20 (Standort)                  | Ehemaliges Zunfthaus                        | sogenanntes Rebleute-Zunfthaus, und Wohn- und Geschäftshaus, zwei dreigeschossige Traufseitbauten mit Satteldach und Aufzugsgaube, 16./17. Jahrhundert | D-7-76-116-63  | Ehemaliges Zunfthaus                        |

#### C
| Lage                      | Objekt                                            | Beschreibung | Akten-Nr.      | Bild                                              |
| ------------------------- | ------------------------------------------------- | --- | -------------- | ------------------------------------------------- |
| Chelles-Allee (Standort)  | Kriegerdenkmal                                    | Sockel mit Obelisk, bezeichnet 1875 | D-7-76-116-32  | Kriegerdenkmal                                    |
| Cramergasse 1 (Standort)  | Wohn- und Geschäftshaus mit ehemaligem Weinkeller | dreigeschossiger Mansarddachbau mit Zwerchhaus, 18. Jahrhundert                                                                                         | D-7-76-116-71  | Wohn- und Geschäftshaus mit ehemaligem Weinkeller |
| Cramergasse 2 (Standort)  | Wohn- und Geschäftshaus                           | viergeschossiges Eckhaus mit Stufengiebel, Ecktürmchen und Mittelerker, im Kern 1730, 1898 in Formen der Neurenaissance umgestaltet                     | D-7-76-116-524 | weitere Bilder                                    |
| Cramergasse 3 (Standort)  | Wohn- und Geschäftshaus                           | dreigeschossiger Satteldachbau mit Zwerchgiebel, erbaut auf älterer Grundlage, bezeichnet1729                                                           | D-7-76-116-72  | Wohn- und Geschäftshaus                           |
| Cramergasse 4 (Standort)  | Wohn- und Geschäftshaus                           | dreigeschossiger Mansarddachbau, 1729 auf Resten des 15./16. Jahrhundert wiederaufgebaut                                                                | D-7-76-116-73  | Wohn- und Geschäftshaus                           |
| Cramergasse 5 (Standort)  | Ehemalige Weinkellerei                            | sogenanntes Haus zum Schwarzen Adler, viergeschossiger Satteldachbau, im Kern 16. Jahrhundert, mit Veränderungen des 18. Jahrhunderts                   | D-7-76-116-74  | Ehemalige Weinkellerei                            |
| Cramergasse 8 (Standort)  | Wohn- und Geschäftshaus                           | viergeschossiger Traufseitbau mit neubarocker Fassade, bezeichnet 1899; zugehöriges Rückgebäude, viergeschossig mit Mansarddach, bezeichnet 1899        | D-7-76-116-507 | Wohn- und Geschäftshaus                           |
| Cramergasse 9 (Standort)  | Wohn- und Geschäftshaus                           | stattliches dreigeschossiges Haus des Schlößletyps, hofseitig Arkaden, um 1600 von Esaias Gruber d. J. erbaut, Obergeschosse nach 1729; mit Ausstattung | D-7-76-116-77  | Wohn- und Geschäftshaus                           |
| Cramergasse 10 (Standort) | Wohn- und Geschäftshaus                           | dreigeschossiger Satteldachbau, nach 1728 auf Resten des 15. Jahrhunderts wieder aufgebaut                                                              | D-7-76-116-78  | Wohn- und Geschäftshaus                           |
| Cramergasse 11 (Standort) | Wohn- und Geschäftshaus                           | sogenanntes Haus zum Palmbaum, viergeschossiger Giebelbau, im Kern 15. Jahrhundert, polygonaler Erker am 1. Obergeschoss 16. Jahrhundert                | D-7-76-116-79  | Wohn- und Geschäftshaus                           |
| Cramergasse 12 (Standort) | Ehemaliges Handelshaus                            | dreigeschossiger Satteldachbau mit historisierender Fassadenmalerei, nach 1728 auf Resten des Vorgängerbaus von 1492 errichtet                          | D-7-76-116-80  | Ehemaliges Handelshaus                            |
| Cramergasse 13 (Standort) | Wohn- und Geschäftshaus                           | viergeschossiger Traufseitbau mit Satteldach und Gaube, oberstes Geschoss über Konsolen vorkragend, im Kern 16. Jahrhundert, mit späteren Veränderungen | D-7-76-116-81  | Wohn- und Geschäftshaus                           |
| Cramergasse 15 (Standort) | Wohn- und Geschäftshaus                           | viergeschossiges Eckhaus mit Mansarddach, 3. Obergeschoss Fachwerk, 15./16. Jahrhundert                                                                 | D-7-76-116-82  | Wohn- und Geschäftshaus                           |
| Cramergasse 16 (Standort) | Wohn- und Geschäftshaus                           | sogenanntes Haus Zum Gelben Löwen und Zum Backofen, schmaler, viergeschossiger Satteldachbau, dendro.dat. 1438/1444                                     | D-7-76-116-83  | Wohn- und Geschäftshaus                           |
| Cramergasse 17 (Standort) | Ehemalige Hirschapotheke                          | viergeschossiger, giebelständiger Mansarddachbau, mit polygonalem Erker, im Kern 14. Jahrhundert, im 17./18. Jahrhundert ausgebaut                      | D-7-76-116-84  | Ehemalige Hirschapotheke                          |
| Cramergasse 18 (Standort) | Wohn- und Geschäftshaus                           | sogenanntes Haus zum Roten Löwen, viergeschossiger Satteldachbau, im Kern 14. Jahrhundert                                                               | D-7-76-116-85  | weitere Bilder                                    |
| Cramergasse 19 (Standort) | Wohn- und Geschäftshaus                           | sogenanntes Haus zum Feigenbaum, dreigeschossiger Satteldachbau mit Aufzugsgaube, im Kern wohl Anfang 15. Jahrhundert                                   | D-7-76-116-86  | Wohn- und Geschäftshaus                           |

#### D
| Lage                   | Objekt                  | Beschreibung | Akten-Nr.     | Bild           |
| ---------------------- | ----------------------- | --- | ------------- | -------------- |
| Dammgasse 4 (Standort) | Wohn- und Geschäftshaus | dreigeschossiger, giebelständiger Satteldachbau mit Krangaube, Obergeschosse verputztes Fachwerk, 15./16. Jahrhundert | D-7-76-116-87 | weitere Bilder |

#### F
| Lage                         | Objekt                  | Beschreibung | Akten-Nr.      | Bild                    |
| ---------------------------- | ----------------------- | --- | -------------- | ----------------------- |
| Felsgässele 1 (Standort)     | Wohn- und Geschäftshaus | sogenanntes Haus zum gelben Löwen, dreigeschossiger Bau mit Pultdach, aus drei Häusern zusammengebaut, 16./17. Jahrhundert | D-7-76-116-88  | Wohn- und Geschäftshaus |
| Felsgässele 2 (Standort)     | Wohnhaus                | viergeschossiger Mansarddachbau auf Grundmauern des 16./17. Jahrhunderts | D-7-76-116-89  | Wohnhaus                |
| Felsgässele 3 (Standort)     | Wohnhaus                | dreigeschossiger Satteldachbau, im Kern 14./15. Jahrhundert | D-7-76-116-90  | Wohnhaus                |
| Felsgässele 4 (Standort)     | Wohnhaus                | viergeschossiges Gebäude mit Flachdach, 15./16. Jahrhundert | D-7-76-116-91  | Wohnhaus                |
| Felsgässele 5 (Standort)     | Wohn- und Geschäftshaus | dreigeschossiger Satteldachbau mit Aufzugsgaube, 15./16. Jahrhundert, Dachstuhl dendro.dat. 1342 | D-7-76-116-92  | Wohn- und Geschäftshaus |
| Fischergasse 1 (Standort)    | Ehemalige Max-Kaserne   | dreigeschossige Dreiflügelanlage mit Walmdächern, Treppenhausrisalit und Ehrenhofgitter, von Drischitz 1804/05 erbaut | D-7-76-116-93  | weitere Bilder          |
| Fischergasse 2 (Standort)    | Wohn- und Geschäftshaus | dreigeschossiger Mansarddachbau mit klassizistischem Bauornament, drittes Viertel 18. Jahrhundert | D-7-76-116-540 | Wohn- und Geschäftshaus |
| Fischergasse 3 (Standort)    | Ehemaliges Posthaus     | jetzt Gasthaus Alte Post, dreigeschossiges Eckhaus mit Satteldach, 17./18. Jahrhundert | D-7-76-116-94  | weitere Bilder          |
| Fischergasse 4, 6 (Standort) | Wohn- und Geschäftshaus | dreigeschossiger Satteldachbau, 18. Jahrhundert, nördlicher Teil um 1910 mit breiter Gaube versehen | D-7-76-116-96  | BW                      |
| Fischergasse 8 (Standort)    | Wohn- und Geschäftshaus | dreigeschossiger giebelständiger Satteldachbau, 18./19. Jahrhundert | D-7-76-116-98  | Wohn- und Geschäftshaus |
| Fischergasse 9 (Standort)    | Wohn- und Geschäftshaus | dreigeschossiger Mansarddachbau, im Kern 18. Jahrhundert, Zwerchgiebel mit Zierfachwerk Ende 19. Jahrhundert | D-7-76-116-99  | Wohn- und Geschäftshaus |
| Fischergasse 10 (Standort)   | Wohn- und Geschäftshaus | dreigeschossiges Eckhaus mit traufständigem Satteldach, 18./19. Jahrhundert (modern bezeichnet 1722) | D-7-76-116-100 | Wohn- und Geschäftshaus |
| Fischergasse 11 (Standort)   | Wohn- und Geschäftshaus | viergeschossiger Bau mit Flachdach, Obergeschosse Fachwerk, 18./19. Jahrhundert | D-7-76-116-101 | Wohn- und Geschäftshaus |
| Fischergasse 12 (Standort)   | Kath. Pfarrhaus         | zweigeschossig mit nach Süden abgewalmtem Satteldach und Querflügel am Bäckergässele, erbaut 1514–1519 (bezeichnet 1514) | D-7-76-116-102 | Kath. Pfarrhaus         |
| Fischergasse 13 (Standort)   | Wohn- und Geschäftshaus | viergeschossiger Mansarddachbau mit seitlich vorkragenden verputzten Fachwerk-Obergeschossen, im Kern 15./16. Jahrhundert, neubarocke Fassadengliederung, bezeichnet 1897; Relief-Tondo, Anfang 16. Jahrhundert; zugehörig Hintere Fischergasse 4 | D-7-76-116-103 | Wohn- und Geschäftshaus |
| Fischergasse 17 (Standort)   | Wohn- und Geschäftshaus | dreigeschossiger Satteldachbau mit Zwerchhaus, Obergeschosse verputztes Fachwerk, 16./17. Jahrhundert | D-7-76-116-105 | Wohn- und Geschäftshaus |
| Fischergasse 19 (Standort)   | Wohn- und Geschäftshaus | sogenanntes Schredelsches Haus, viergeschossiges Gebäude mit abgeflachtem Satteldach, Erdgeschoss 15. Jahrhundert, verputzte Fachwerk-Obergeschosse 17. Jahrhundert; zwischen Nr. 19 und 21 überbauter Durchgang zur Gerberschanze                | D-7-76-116-106 | Wohn- und Geschäftshaus |
| Fischergasse 21 (Standort)   | Wohn- und Geschäftshaus | viergeschossiger Satteldachbau mit Fachwerkobergeschossen, oberstes Geschoss vorkragend, 17. Jahrhundert; zwischen Nr. 21 und 19 überbauter Durchgang zur Gerberschanze                                                                           | D-7-76-116-107 | Wohn- und Geschäftshaus |
| Fischergasse 23 (Standort)   | Wohn- und Geschäftshaus | dreigeschossiger Traufseitbau mit ausgebautem Dachgeschoss, 17. Jahrhundert | D-7-76-116-108 | Wohn- und Geschäftshaus |
| Fischergasse 25 (Standort)   | Wohn- und Geschäftshaus | dreigeschossiger Satteldachbau mit Gaube, oberstes Geschoss vorkragend, 17. Jahrhundert | D-7-76-116-109 | Wohn- und Geschäftshaus |
| Fischergasse 27 (Standort)   | Wohn- und Geschäftshaus | dreigeschossiger Satteldachbau mit Gaube, Obergeschosse verputztes Fachwerk, 17. Jahrhundert (modern bezeichnet 1615) | D-7-76-116-110 | Wohn- und Geschäftshaus |
| Fischergasse 29 (Standort)   | Wohnhaus                | dreigeschossiger Satteldachbau, im Kern 17. Jahrhundert | D-7-76-116-111 | Wohnhaus                |
| Fischergasse 31 (Standort)   | Wohnhaus                | schmaler dreigeschossiger Bau mit Satteldach, Obergeschosse vorkragend, 17. Jahrhundert | D-7-76-116-112 | Wohnhaus                |
| Fischergasse 33 (Standort)   | Gasthaus zur Linde      | viergeschossig, verputzte Fachwerkobergeschosse über Erdgeschoss vorkragend, mit Flacherker, im Kern 17. Jahrhundert, 1872 renoviert | D-7-76-116-113 | Gasthaus zur Linde      |
| Fischergasse 35 (Standort)   | Wohnhaus                | sogenanntes Kickisches Egghaus, viergeschossiger Giebelbau mit vorkragenden Fachwerk-Obergeschossen, Satteldach mit Gaube, 1390 erstmals erwähnt, bezeichnet 1565                                                                                 | D-7-76-116-114 | Wohnhaus                |

#### G
| Lage                       | Objekt   | Beschreibung | Akten-Nr.      | Bild     |
| -------------------------- | -------- | --- | -------------- | -------- |
| Gerberschanze 2 (Standort) | Wohnhaus | sogenanntes Gerberhaus, schmaler dreigeschossiger Giebelbau mit z. T. offenem Fachwerk in den Obergeschossen, 15./16. Jahrhundert | D-7-76-116-116 | Wohnhaus |

#### H
| Lage                               | Objekt                             | Beschreibung | Akten-Nr.      | Bild                               |
| ---------------------------------- | ---------------------------------- | --- | -------------- | ---------------------------------- |
| Hintere Fischergasse 1 (Standort)  | Wohnhaus                           | sogenanntes Staarenhäusle, freistehender Bau mit einhüftigem Satteldach, massives Erdgeschoss und zwei Fachwerkgeschosse, das obere weit vorkragend, 17./18. Jahrhundert                                           | D-7-76-116-118 | Wohnhaus                           |
| Hintere Fischergasse 3 (Standort)  | Wohnhaus                           | zweigeschossiges Satteldachgebäude, 17. Jahrhundert; heute in modernen Wohnbau integriert | D-7-76-116-119 | Wohnhaus                           |
| Hintere Fischergasse 7 (Standort)  | Wohnhaus                           | viergeschossiger Satteldachbau mit verputzten Fachwerkobergeschossen, 17. Jahrhundert | D-7-76-116-120 | Wohnhaus                           |
| Hintere Fischergasse 9 (Standort)  | Wohnhaus                           | drei- bzw. viergeschossiges Haus mit einhüftigem Satteldach, wohl nach 1720 wiederaufgebaut | D-7-76-116-121 | Wohnhaus                           |
| Hintere Fischergasse 11 (Standort) | Wohnhaus                           | kleines zweigeschossiges Eckhaus mit Pultdach, Obergeschoss verputztes Fachwerk und traufseitig vorkragend, 18. Jahrhundert                                                                                        | D-7-76-116-122 | Wohnhaus                           |
| Hintere Fischergasse 13 (Standort) | Wohnhaus                           | dreigeschossiges Satteldachgebäude mit verputzten Fachwerk-Obergeschossen und Krangaube, 18. Jahrhundert, südliche Giebelwand z. T. älter                                                                          | D-7-76-116-123 | weitere Bilder                     |
| Hintere Fischergasse 15 (Standort) | Wohnhaus                           | viergeschossiger Traufseitbau mit Satteldach und Krangaube, 18. Jahrhundert | D-7-76-116-124 | Wohnhaus                           |
| Hintere Fischergasse 19 (Standort) | Wohnhaus                           | dreigeschossiger Satteldachbau, im unteren Teil wohl 15./16. Jahrhundert, Anbau nach Westen mit verputzten Fachwerk-Obergeschossen und Krangaube                                                                   | D-7-76-116-126 | weitere Bilder                     |
| Hintere Fischergasse 21 (Standort) | Wohnhaus                           | viergeschossiger traufständiger Satteldachbau, 17. Jahrhundert, Renovierung 1870 | D-7-76-116-127 | Wohnhaus                           |
| Hintere Fischergasse 23 (Standort) | Wohnhaus                           | dreigeschossiger Traufseitbau mit verputzten Fachwerk-Obergeschossen und ausgebautem Stock auf dem Satteldach, steinernes Türgewände bezeichnet 1503                                                               | D-7-76-116-128 | Wohnhaus                           |
| Hintere Fischergasse 25 (Standort) | Bohlenstube im Obergeschoss        | um 1600 | D-7-76-116-129 | weitere Bilder                     |
| Hintere Insel 5, 7 (Standort)      | Bäuerliches Doppelhaus             | eingeschossiger Satteldachbau mit Hochkeller und Aufzugsgaube, Anfang 19. Jahrhundert | D-7-76-116-130 | Bäuerliches Doppelhaus             |
| Hintere Metzgergasse 1 (Standort)  | Wohn- und Geschäftshaus            | viergeschossiges Eckhaus mit abgeflachtem Pultdach, äußere Erscheinung 19. Jahrhundert, im Kern wohl älter | D-7-76-116-131 | Wohn- und Geschäftshaus            |
| Hintere Metzgergasse 3 (Standort)  | Wohn- und Geschäftshaus            | viergeschossiger Traufseitbau mit Pultdach, 18. Jahrhundert | D-7-76-116-132 | Wohn- und Geschäftshaus            |
| Hintere Metzgergasse 4 (Standort)  | Doppelhaus                         | mit einbezogenem Stadtmauerrest des 13./14. Jahrhundert, Traufseitbauten mit Aufzugsgauben, 16./17. Jahrhundert | D-7-76-116-133 | Doppelhaus                         |
| Hintere Metzgergasse 6 (Standort)  | Doppelhaus                         | mit einbezogenem Stadtmauerrest des 13./14. Jahrhunderts, Traufseitbauten mit Aufzugsgauben, 16./17. Jahrhundert                                                                                                   | D-7-76-116-133 | Doppelhaus                         |
| Hintere Metzgergasse 7 (Standort)  | Handwerkerhaus                     | dreigeschossiger Traufseitbau mit Aufzugsgaube, Fachwerk verputzt, 16./17. Jahrhundert, das Dach ist erneuert | D-7-76-116-468 | Handwerkerhaus                     |
| Hintere Metzgergasse 8 (Standort)  | Wohnhaus                           | mit einbezogenem Stadtmauerrest des 13./14. Jahrhunderts, dreigeschossiger Traufseitbau mit Aufzugsgaube, nachmittelalterlich                                                                                      | D-7-76-116-134 | Wohnhaus                           |
| Hintere Metzgergasse 10 (Standort) | Wohnhaus                           | mit einbezogenem Stadtmauerrest des 13./14. Jahrhunderts, schmaler dreigeschossiger Traufseitbau mit Krangaube, 15. Jahrhundert                                                                                    | D-7-76-116-135 | Wohnhaus                           |
| Hintere Metzgergasse 12 (Standort) | Wohnhaus                           | mit einbezogenem Stadtmauerrest des 13./14. Jahrhunderts, schmaler dreigeschossiger Traufseitbau mit Mansarddach, 16./17. Jahrhundert                                                                              | D-7-76-116-136 | Wohnhaus                           |
| Hintere Metzgergasse 16 (Standort) | Wohnhaus                           | mit einbezogenem Stadtmauerrest des 13./14. Jahrhunderts, viergeschossiger Traufseitbau mit Satteldach und Krangaube, oberstes Geschoss vorkragend, 16./17. Jahrhundert                                            | D-7-76-116-137 | Wohnhaus                           |
| Hintere Metzgergasse 18 (Standort) | Wohnhaus                           | mit einbezogenem Stadtmauerrest des 13./14. Jahrhunderts, dreigeschossiger Traufseitbau mit verputzten Fachwerk-Obergeschossen und Satteldach, 16./17. Jahrhundert                                                 | D-7-76-116-138 | Wohnhaus                           |
| Hintere Metzgergasse 20 (Standort) | Ehemaliges Wohn- und Geschäftshaus | mit einbezogenem Stadtmauerrest des 13./14. Jahrhunderts, viergeschossiger Traufseitbau mit Satteldach und Krangaube, Fachwerk-Obergeschosse vorkragend, 16./17. Jahrhundert                                       | D-7-76-116-139 | Ehemaliges Wohn- und Geschäftshaus |
| Hintere Metzgergasse 22 (Standort) | Wohnhaus                           | mit Rest des 1811 abgebrochenen Inseltores aus dem 13./14. Jahrhundert (Südwand), viergeschossiges Eckhaus mit Giebel zur Ludwigstraße, oberstes verputztes Fachwerkgeschoss z. T. vorkragend, 15./16. Jahrhundert | D-7-76-116-140 | Wohnhaus                           |

#### I
| Lage                         | Objekt                                  | Beschreibung | Akten-Nr.      | Bild                                    |
| ---------------------------- | --------------------------------------- | --- | -------------- | --------------------------------------- |
| In der Grub 1 (Standort)     | Wohn- und Geschäftshaus                 | viergeschossiger traufständiger Bau mit abgewalmtem Flachsatteldach, 15. Jahrhundert                                                                                 | D-7-76-116-142 | Wohn- und Geschäftshaus                 |
| In der Grub 3 (Standort)     | Wohn- und Geschäftshaus                 | viergeschossiges Eckhaus mit giebelständigem Satteldach und Aufzugsgaube, 15./16. Jahrhundert                                                                        | D-7-76-116-143 | Wohn- und Geschäftshaus                 |
| In der Grub 4 (Standort)     | Wohnhaus                                | dreigeschossiger Bau mit Krüppelwalmdach, nach 1728, renoviert 1836                                                                                                  | D-7-76-116-144 | Wohnhaus                                |
| In der Grub 5 (Standort)     | Wohn- und Geschäftshaus                 | sogenanntes Gruberhaus, dreigeschossiges Eckhaus mit Pultdach und Flacherker, wohl 1544                                                                              | D-7-76-116-145 | Wohn- und Geschäftshaus                 |
| In der Grub 7 (Standort)     | Wohn- und Geschäftshaus                 | dreigeschossiger Traufseitbau mit Krangaube und Satteldach, im Kern 16./17. Jahrhundert                                                                              | D-7-76-116-146 | Wohn- und Geschäftshaus                 |
| In der Grub 12 (Standort)    | Wohnhaus                                | dreigeschossiges Eckhaus mit Schopfwalmdach, 16./17. Jahrhundert | D-7-76-116-147 | Wohnhaus                                |
| In der Grub 12 (Standort)    | Ehemaliges Waisenhaus                   | nördlicher Anbau, mit verputztem Fachwerk-Obergeschoss, Pultdach und Krangaube, 17. Jahrhundert                                                                      | D-7-76-116-147 | Ehemaliges Waisenhaus                   |
| In der Grub 13 (Standort)    | Ehemalige Spinnstube                    | sogenannte Rädlestube, viergeschossiger Traufseitbau mit Pultdach und Aufzugsgaube, 15./16. Jahrhundert                                                              | D-7-76-116-148 | Ehemalige Spinnstube                    |
| In der Grub 14 (Standort)    | Wohnhaus                                | viergeschossiges Gebäude mit Pultdach, Giebel mit Kranluke zur Straße, dendro.dat. 1332                                                                              | D-7-76-116-149 | Wohnhaus                                |
| In der Grub 15 (Standort)    | Wohn- und Geschäftshaus                 | dreigeschossiges Eckhaus mit Walmdach und Krangaube, urspr. aus zwei Häusern zusammengebaut, 15./16. Jahrhundert                                                     | D-7-76-116-150 | Wohn- und Geschäftshaus                 |
| In der Grub 16 (Standort)    | Wohn- und Geschäftshaus                 | viergeschossiger Traufseitbau mit verputzten Fachwerk-Obergeschossen, 16. Jahrhundert, Durchgang zur Schanzgasse                                                     | D-7-76-116-151 | Wohn- und Geschäftshaus                 |
| In der Grub 17 (Standort)    | Wohn- und Geschäftshaus                 | dreigeschossiger Traufseitbau mit Krangaube und Satteldach, im Kern 17. Jahrhundert                                                                                  | D-7-76-116-152 | Wohn- und Geschäftshaus                 |
| In der Grub 18 (Standort)    | Wohn- und Geschäftshaus                 | viergeschossiger Bau mit Pultdach, Giebel zur Gasse, 15./16. Jahrhundert                                                                                             | D-7-76-116-153 | Wohn- und Geschäftshaus                 |
| In der Grub 19 (Standort)    | Ehemalige Rädlestube und Gasthaus       | sogenanntes Haus zum Grauen Wolf, dreigeschossiger Traufseitbau mit Pultdach und Krangaube, um 1500                                                                  | D-7-76-116-154 | Ehemalige Rädlestube und Gasthaus       |
| In der Grub 20 (Standort)    | Wohn- und Geschäftshaus                 | viergeschossiger Traufseitbau mit Pultdach, 15. Jahrhundert | D-7-76-116-155 | Wohn- und Geschäftshaus                 |
| In der Grub 21 (Standort)    | Wohn- und Geschäftshaus                 | dreigeschossiges Eckhaus mit abgewalmtem Pultdach, 16. Jahrhundert                                                                                                   | D-7-76-116-156 | Wohn- und Geschäftshaus                 |
| In der Grub 22 (Standort)    | Wohn- und Geschäftshaus                 | fünfgeschossiger Bau mit Pultdach, bezeichnet 1624, umgebaut 1777 | D-7-76-116-157 | Wohn- und Geschäftshaus                 |
| In der Grub 22 (Standort)    | Nebengebäude                            | zweigeschossiges Fachwerkhaus mit vorkragendem Obergeschoss und Gaube, 16. Jahrhundert                                                                               | D-7-76-116-157 | Nebengebäude                            |
| In der Grub 23 (Standort)    | Wohn- und Geschäftshaus                 | viergeschossiger traufständiger Satteldachbau mit Erker im 1. und 2. Obergeschoss, bezeichnet 1626                                                                   | D-7-76-116-158 | Wohn- und Geschäftshaus                 |
| In der Grub 24 (Standort)    | Ehemaliges Pfründhaus                   | Vorderhaus, viergeschossig mit Satteldach und drei Giebelgauben, um 1284/85 (Dendro)                                                                                 | D-7-76-116-159 | Ehemaliges Pfründhaus                   |
| In der Grub 25 (Standort)    | Wohn- und Geschäftshaus                 | viergeschossiger Traufseitbau mit Mansarddach, 16./17. Jahrhundert                                                                                                   | D-7-76-116-160 | Wohn- und Geschäftshaus                 |
| In der Grub 26 (Standort)    | Ehemaliges Pfründhaus                   | Hinterhaus, Nr. 26, viergeschossig mit Pultdach, wohl noch 13. Jahrhundert; erdgeschossiger Durchgang zu Auf der Mauer                                               | D-7-76-116-159 | BW                                      |
| In der Grub 27 (Standort)    | Wohn- und Geschäftshaus                 | viergeschossiges Eckhaus mit Mansardgiebel zur Schafgasse und Zwerchhaus, im Kern 16./17. Jahrhundert                                                                | D-7-76-116-161 | Wohn- und Geschäftshaus                 |
| In der Grub 28 (Standort)    | Gasthaus                                | sogenanntes Haus zum Schlechterbräu, dreigeschossiger traufständiger Satteldachbau mit Giebelzinnen, im Kern 1503, im 19. Jahrhundert und 1933 renoviert             | D-7-76-116-162 | Gasthaus                                |
| In der Grub 30 (Standort)    | Ehemaliges Gasthaus zum Goldenen Hirsch | dreigeschossiger, traufständiger Satteldachbau mit Krangaube, im Kern 1671                                                                                           | D-7-76-116-163 | Ehemaliges Gasthaus zum Goldenen Hirsch |
| In der Grub 32 (Standort)    | Wohn- und Geschäftshaus                 | dreigeschossiger Satteldachbau mit Zinnengiebel und Erker, äußere Erscheinung Ende 19. Jahrhundert, im Kern wohl spätes Mittelalter                                  | D-7-76-116-164 | weitere Bilder                          |
| In der Grub 34 (Standort)    | Gasthaus                                | sogenanntes Haus zur Hofstatt, dreigeschossiger Satteldachbau mit Krangaube, im Kern 15./16. Jahrhundert                                                             | D-7-76-116-165 | Gasthaus                                |
| In der Grub 36 (Standort)    | Ehemalige Brauerei                      | sogenanntes Haus zum Storchen, dreigeschossiges Eckhaus mit abgewalmtem Satteldach, 1409 mehrere Häuser zusammengefasst, Umbau 17. Jahrhundert (Tür bezeichnet 1662) | D-7-76-116-166 | Ehemalige Brauerei                      |
| In der Hofstatt 1 (Standort) | Wohnhaus                                | dreigeschossiger Mansarddachbau, im Kern 17. Jahrhundert, Rundbogeneingang im Erdgeschoss bezeichnet 1737, Putzgliederungen 19. Jahrhundert                          | D-7-76-116-167 | Wohnhaus                                |
| Inselgraben 14 (Standort)    | Wohn- und Geschäftshaus                 | dreigeschossiges Eckhaus im Stil des Neubarock, mit Mansardwalmdach und Zwerchhäusern, bezeichnet 1924                                                               | D-7-76-116-168 | Wohn- und Geschäftshaus                 |

#### K
| Lage                       | Objekt                          | Beschreibung | Akten-Nr.      | Bild                            |
| -------------------------- | ------------------------------- | --- | -------------- | ------------------------------- |
| Kaserngasse 1 (Standort)   | Wohn- und Geschäftshaus         | dreigeschossiges Eckhaus, unter einem Satteldach mit Schmiedgasse 7, nach 1720                                                                         | D-7-76-116-169 | Wohn- und Geschäftshaus         |
| Kaserngasse 3 (Standort)   | Wohnhaus                        | dreigeschossiger traufständiger Satteldachbau mit verputzten Fachwerk-Obergeschossen und Krangaube, auf älteren Resten nach 1720 wieder aufgebaut      | D-7-76-116-170 | Wohnhaus                        |
| Kickengässele 1 (Standort) | Wohnhaus                        | vier- bis fünfgeschossiges Eckhaus mit verputzten Fachwerk-Obergeschossen, 15./16. Jahrhundert, ab 4. Obergeschoss aus jüngerer Zeit                   | D-7-76-116-172 | Wohnhaus                        |
| Kirchplatz 1 (Standort)    | Ehemaliges Schmiedezunfthaus    | dreigeschossig, mit Ziergiebel und Erker zum Kirchplatz, 1898 weitgehend neu erbaut, bildet mit Schmiedgasse 15 zusammen den Eckblock zur Schmiedgasse | D-7-76-116-173 | Ehemaliges Schmiedezunfthaus    |
| Kirchplatz 3 (Standort)    | Mesnerhaus                      | dreigeschossiger Traufseitbau mit Satteldach, 18. Jahrhundert                                                                                          | D-7-76-116-174 | Mesnerhaus                      |
| Kirchplatz 5 (Standort)    | Wohn- und Geschäftshaus         | dreigeschossiger traufständiger Satteldachbau mit Krangaube, 18. Jahrhundert                                                                           | D-7-76-116-175 | Wohn- und Geschäftshaus         |
| Krummgasse 1 (Standort)    | Ehemaliges Zunfthaus der Bäcker | dreigeschossiges, zur Maximilianstraße traufseitiges Eckhaus, dendro.dat. 1377, mehrfach übergangen, zuletzt 1930                                      | D-7-76-116-469 | Ehemaliges Zunfthaus der Bäcker |
| Krummgasse 4 (Standort)    | Wohn- und Geschäftshaus         | dreigeschossiger Traufseitbau mit Satteldach und Aufzugsgaube, 16. Jahrhundert                                                                         | D-7-76-116-176 | Wohn- und Geschäftshaus         |
| Krummgasse 5 (Standort)    | Wohn- und Geschäftshaus         | dreigeschossiger Traufseitbau mit Satteldach und Krangaube, 18. Jahrhundert                                                                            | D-7-76-116-177 | Wohn- und Geschäftshaus         |
| Krummgasse 6 (Standort)    | Wohn- und Geschäftshaus         | dreigeschossiger Traufseitbau mit Satteldach und Aufzugsgaube, rundbogige Türgewände bezeichnet 1531                                                   | D-7-76-116-178 | Wohn- und Geschäftshaus         |
| Krummgasse 8 (Standort)    | Wohn- und Geschäftshaus         | dreigeschossiger Traufseitbau mit Satteldach und Krangaube, 15./16. Jahrhundert                                                                        | D-7-76-116-179 | Wohn- und Geschäftshaus         |

#### L
| Lage                           | Objekt                                       | Beschreibung | Akten-Nr.      | Bild                                  |
| ------------------------------ | -------------------------------------------- | --- | -------------- | ------------------------------------- |
| Linggstraße (Standort)         | Lingg-Brunnen                                | Wandbrunnen mit bronzenem Porträt-Relief, von Friedrich von Thiersch und Ernst Pfeifer, bezeichnet 1920 | D-7-76-116-183 | weitere Bilder                        |
| Linggstraße (Standort)         | sogenannter Aichbrunnen (Eichmeisterbrunnen) | rechteckiges Brunnenbecken, bezeichnet 1720, Brunnensäule mit Figur, 1940 von Lothar Dietz | D-7-76-116-180 | weitere Bilder                        |
| Linggstraße 2 (Standort)       | sogenannter Kleiner Cavazzen                 | dreigeschossig mit geknickter Front und Rundbogeneinfahrt, wohl 17./18. Jahrhundert | D-7-76-116-181 | sogenannter Kleiner Cavazzen          |
| Linggstraße 10 (Standort)      | Wohn- und Geschäftshaus                      | dreigeschossiger giebelständiger Bau mit Schopfwalmdach, 15./16. Jahrhundert | D-7-76-116-184 | Wohn- und Geschäftshaus               |
| Linggstraße 12 (Standort)      | Wohn- und Geschäftshaus                      | dreigeschossiger Bau mit Schopfwalmdach, verputzte Fachwerk-Obergeschosse auf Konsolen vorkragend, im Kern 14. Jahrhundert | D-7-76-116-185 | Wohn- und Geschäftshaus               |
| Linggstraße 14 (Standort)      | Gasthaus                                     | drei- bzw. viergeschossiger Traufseitbau mit zurückgesetztem Satteldach, wohl 15. Jahrhundert | D-7-76-116-186 | Gasthaus                              |
| Linggstraße 16 (Standort)      | Wohn- und Geschäftshaus                      | dreigeschossiger, traufständiger Satteldachbau mit Halbgeschoss, teilweise verputztes Fachwerk, 15./16. Jahrhundert | D-7-76-116-187 | Wohn- und Geschäftshaus               |
| Linggstraße 18 (Standort)      | Wohn- und Geschäftshaus                      | dreigeschossiger, traufständiger Satteldachbau, 15./16. Jahrhundert | D-7-76-116-188 | Wohn- und Geschäftshaus               |
| Linggstraße 20 (Standort)      | Ehemalige Schneiderzunft                     | viergeschossiger, traufständiger Satteldachbau mit polygonalem Erker am 1. Obergeschoss, 16.–18. Jahrhundert | D-7-76-116-189 | Ehemalige Schneiderzunft              |
| Ludwigstraße 1 (Standort)      | Wohn- und Geschäftshaus                      | dreigeschossiger massiver Satteldachbau, 16./17. Jahrhundert, 1832 renoviert | D-7-76-116-190 | Wohn- und Geschäftshaus               |
| Ludwigstraße 2 (Standort)      | Wohn- und Geschäftshaus                      | viergeschossig Eckhaus mit klassizisierenden Gliederungen und abgewalmtem Satteldach, dreigeschossiger Eckerker, um 1880 | D-7-76-116-191 | Wohn- und Geschäftshaus               |
| Ludwigstraße 3 (Standort)      | Ehemaliges Patrizierhaus                     | seit 1857 Institut der Englischen Fräulein (MariaWard-Institut), stattlicher dreigeschossiger Traufseitbau, erbaut nach 1525, wohl unter Einbeziehung älterer Teile, 1720 erneuert, Fassadengliederung 19. Jahrhundert                           | D-7-76-116-192 | Ehemaliges Patrizierhaus              |
| Ludwigstraße 3 (Standort)      | Schul- und Klostergebäude                    | angefügter dreigeschossiger Längsflügel mit Mezzanin und flachem Satteldach im Stil des Historismus, mit integrierter Kapelle und deren Ausstattung, 18931902                                                                                    | D-7-76-116-192 | BW                                    |
| Ludwigstraße 3 (Standort)      | Querflügel zum Brettermarkt                  | zwei- und viergeschossiger Baukörper mit Schaugiebel und Hofdurchfahrt, 18. Jahrhundert | D-7-76-116-192 | Querflügel zum Brettermarkt           |
| Ludwigstraße 5 (Standort)      | Ehemaliges Gasthaus Krone                    | stattlicher viergeschossiger Giebelbau, im 16. Jahrhundert erbaut auf Grundmauern des 14. Jahrhunderts; schmiedeeiserner Ausleger 1730/40 | D-7-76-116-193 | Ehemaliges Gasthaus Krone             |
| Ludwigstraße 6 (Standort)      | Kleinhaus                                    | zweigeschossiger Mansarddachbau, im Kern 16. Jahrhundert mit Veränderungen des 19. Jahrhunderts | D-7-76-116-194 | Kleinhaus                             |
| Ludwigstraße 7 (Standort)      | Ehemaliges Gasthaus zum Schiff               | dann Ratskeller, fünfgeschossiges Eckhaus mit Pult- und Satteldach, im Kern 14. Jahrhundert, 1580/81 erneuert, weitere Renovierungen 1816 und 1922                                                                                               | D-7-76-116-195 | Ehemaliges Gasthaus zum Schiff        |
| Ludwigstraße 8, 10 (Standort)  | Wohnhaus                                     | viergeschossiger Giebelbau mit abgeflachtem Satteldach, 16./17. Jahrhundert | D-7-76-116-196 | Wohnhaus                              |
| Ludwigstraße 9 (Standort)      | Ehemalige Alte Kanzlei                       | dann Mauthaus, dreigeschossiges Eckhaus mit Schopfwalmdach, 15. Jahrhundert; zweigeschossiger Erweiterungsbau mit Satteldach und Krangaube, 1616                                                                                                 | D-7-76-116-197 | Ehemalige Alte Kanzlei                |
| Ludwigstraße 11 (Standort)     | Turmhaus                                     | fünfgeschossig auf fast quadratischem Grundriss, 14. Jahrhundert, mit späteren Veränderungen | D-7-76-116-198 | Turmhaus                              |
| Ludwigstraße 12 (Standort)     | Wohn- und Geschäftshaus                      | dreigeschossiges Eckhaus mit abgewalmtem Pultdach und Krangaube, 16./17. Jahrhundert | D-7-76-116-199 | Wohn- und Geschäftshaus               |
| Ludwigstraße 13 (Standort)     | Ehemaliges Gasthaus zur Goldenen Gans        | dreigeschossiger Traufseitbau, 14./15. Jahrhundert | D-7-76-116-200 | Ehemaliges Gasthaus zur Goldenen Gans |
| Ludwigstraße 14 (Standort)     | Wohn- und Geschäftshaus                      | dreigeschossiges Eckhaus auf winkelförmigem Grundriss, mit Treppenturm, im Kern um 1420, um 1600 ausgebaut, 1886 renoviert | D-7-76-116-201 | weitere Bilder                        |
| Ludwigstraße 15 (Standort)     | Wohn- und Geschäftshaus                      | vier- bzw. dreigeschossiges Doppelhaus mit Satteldach und Zwerchhaus, im Kern 17. Jahrhundert | D-7-76-116-202 | Wohn- und Geschäftshaus               |
| Ludwigstraße 16 (Standort)     | Wohn- und Geschäftshaus                      | dreigeschossiges Traufseithaus mit Mittelerker und spätgotischen Fenstergewänden, Pultdach mit Krangaube 15./16. Jahrhundert | D-7-76-116-520 | Wohn- und Geschäftshaus               |
| Ludwigstraße 17 (Standort)     | Wohn- und Geschäftshaus                      | dreigeschossiges Eckhaus mit Satteldach und Aufzugsgaube, bestehend aus Vorder- und Rückgebäude sowie Toreinfahrt, 17. Jahrhundert | D-7-76-116-203 | Wohn- und Geschäftshaus               |
| Ludwigstraße 18 (Standort)     | Wohn- und Geschäftshaus                      | viergeschossiger Bau mit abgeflachtem Pultdach, 16. Jahrhundert, rundbogiger Eingang bezeichnet 1550 | D-7-76-116-204 | Wohn- und Geschäftshaus               |
| Ludwigstraße 20 (Standort)     | Wohn- und Geschäftshaus                      | viergeschossiger Bau mit Pultdach, Anfang 17. Jahrhundert | D-7-76-116-206 | Wohn- und Geschäftshaus               |
| Ludwigstraße 20a (Standort)    | Wohn- und Geschäftshaus                      | drei- bzw. viergeschossiges Eckhaus mit Erker am 1. Obergeschoss, im Kern 17. Jahrhundert, 1816 umgebaut | D-7-76-116-291 | Wohn- und Geschäftshaus               |
| Ludwigstraße 21 (Standort)     | Ehemaliges Amtshaus                          | sogenanntes Haus zum Commissari, viergeschossiger traufständiger Satteldachbau mit Treppengiebeln, im Kern 14. Jahrhundert, heutige Gestalt (Schlößletyp) 1520 unter Einbeziehung des Nachbarhauses (Nr. 21), Aufstockung Anfang 17. Jahrhundert | D-7-76-116-205 | Ehemaliges Amtshaus                   |
| Ludwigstraße 22 (Standort)     | Ehemaliges Gasthaus zur Sonne                | und ehemalige Jüdische Schule, sogenannte Alte Judenschule, viergeschossiger traufständiger Satteldachbau, 1877 | D-7-76-116-207 | Ehemaliges Gasthaus zur Sonne         |
| Ludwigstraße 26 (Standort)     | Wohn- und Geschäftshaus                      | viergeschossiger giebelständiger Bau, mit Nr. 28 unter einem gemeinsamen Satteldach, 18. Jahrhundert | D-7-76-116-209 | Wohn- und Geschäftshaus               |
| Ludwigstraße 28 (Standort)     | Wohn- und Geschäftshaus                      | viergeschossiges Eckhaus, oberstes Geschoss zur Krummgasse Fachwerk, wohl 1663 erbaut, mit Nr. 26 unter einem gemeinsamen Satteldach | D-7-76-116-210 | Wohn- und Geschäftshaus               |
| Ludwigstraße 32 (Standort)     | Ehemaliges Kloster und Gasthaus              | sogenanntes Haus zum Straußen, dreigeschossiger Eckbau mit giebelständigem Satteldach, 16./17. Jahrhundert | D-7-76-116-212 | Ehemaliges Kloster und Gasthaus       |
| Ludwigstraße 34 (Standort)     | Wohn- und Geschäftshaus                      | schmaler dreigeschossiger Traufseitbau mit Satteldach, 15./16. Jahrhundert | D-7-76-116-213 | Wohn- und Geschäftshaus               |
| Ludwigstraße 36, 38 (Standort) | Wohnhaus                                     | ursprünglich dreigeschossiges Haus des 14./15. Jahrhundert, Aufstockung und Mansarddach 1911 | D-7-76-116-214 | Wohnhaus                              |
| Ludwigstraße 40 (Standort)     | Wohn- und Geschäftshaus                      | dreigeschossiger Traufseitbau mit Mezzanin und Satteldach, um 1858, Putzgliederung um 1933 | D-7-76-116-582 | Wohn- und Geschäftshaus               |
| Ludwigstraße 44 (Standort)     | Wohnhaus                                     | viergeschossiger Traufseitbau mit Satteldach, Fachwerk, 1. Obergeschoss weit vorkragend, im Kern 16. Jahrhundert | D-7-76-116-215 | Wohnhaus                              |
| Ludwigstraße 48 (Standort)     | Ehemaliges Fischerhaus                       | dreigeschossiger traufständiger Satteldachbau mit Fachwerk, 2. Obergeschoss vorkragend, 16. Jahrhundert | D-7-76-116-216 | Ehemaliges Fischerhaus                |
| Ludwigstraße 50 (Standort)     | Ehemaliges Most- und Weinhäuschen            | dreigeschossiger Traufseitbau, mit Satteldach und Krangaube, Obergeschosse vorkragend, 17. Jahrhundert | D-7-76-116-217 | Ehemaliges Most- und Weinhäuschen     |
| Ludwigstraße 52, 54 (Standort) | Doppelwohnhaus                               | dreigeschossig mit gemeinsamem Satteldach, 15./16. Jahrhundert | D-7-76-116-218 | Doppelwohnhaus                        |
| Ludwigstraße 56 (Standort)     | Wohnhaus                                     | dreigeschossiger Mansarddachbau, neubarock mit Jugendstilelementen, 1905 | D-7-76-116-219 | Wohnhaus                              |
| Ludwigstraße 58 (Standort)     | Wohn- und Geschäftshaus                      | dreigeschossiger, traufständiger Satteldachbau mit Krangaube, Fachwerk, 15./16. Jahrhundert | D-7-76-116-220 | Wohn- und Geschäftshaus               |
| Ludwigstraße 60 (Standort)     | Wohnhaus                                     | dreigeschossiger Traufseitbau mit Aufzugsgaube, 18. Jahrhundert | D-7-76-116-221 | Wohnhaus                              |
| Ludwigstraße 62 (Standort)     | Wohn- und Geschäftshaus                      | dreigeschossiger giebelständiger Mansarddachbau, 18. Jahrhundert | D-7-76-116-222 | Wohn- und Geschäftshaus               |

#### M
| Lage                                          | Objekt                                              | Beschreibung | Akten-Nr.      | Bild                                      |
| --------------------------------------------- | --------------------------------------------------- | --- | -------------- | ----------------------------------------- |
| Marktplatz (Standort)                         | Ehemaliger Maximiliansbrunnen                       | jetzt Neptunbrunnen, gusseisernes Becken und Neptunfigur auf antikisierender Mittelsäule, 1840 | D-7-76-116-223 | weitere Bilder                            |
| Marktplatz 1 (Standort)                       | Wohn- und Geschäftshaus                             | viergeschossiger Giebelbau mit barockisierender Gliederung, nach Brand Neubau 1730, 1901 aufgestockt und umgestaltet | D-7-76-116-470 | Wohn- und Geschäftshaus                   |
| Marktplatz 1 (Standort)                       | Rückgebäude                                         | ehemaliges Arzthaus mit spätgotischer Stube, dreigeschossiges Satteldachhaus, um 1415 | D-7-76-116-470 | Rückgebäude                               |
| Marktplatz 2 (Standort)                       | Ehemaliges Gasthaus zur Linde                       | viergeschossiger traufständiger Satteldachbau, 18. Jahrhundert | D-7-76-116-224 | Ehemaliges Gasthaus zur Linde             |
| Marktplatz 3 (Standort)                       | Wohn- und Geschäftshaus                             | dreigeschossiger traufständiger Satteldachbau, 18. Jahrhundert | D-7-76-116-225 | Wohn- und Geschäftshaus                   |
| Marktplatz 4 (Standort)                       | Ehemaliges Patrizierhaus                            | sogenanntes Haus zum Baumgarten, stattliches dreigeschossiges Eckhaus mit Mansardwalmdach und reich gegliederter Fassade, von Jakob Grubenmann, 1728‒30 | D-7-76-116-226 | weitere Bilder                            |
| Marktplatz 6 (Standort)                       | Haus zum Cavazzen, jetzt städtisches Museum         | Ehemaliges Patrizierhaus, stattlicher, dreigeschossiger Bau mit geschweiftem Mansarddach und reicher Fassadenmalerei, nach Plan von Jakob Grubenmann erbaut, 1729/30 | D-7-76-116-227 | weitere Bilder                            |
| Marktplatz 7 (Standort)                       | Ehemalige Hauptwache und Schule                     | zweigeschossiges Eckgebäude mit abgewalmtem Mansarddach, Erdgeschoss-Arkaden und Eckfiguren im Obergeschoss, erbaut 1732 | D-7-76-116-228 | weitere Bilder                            |
| Marktplatz 8 (Standort)                       | Evang.-Luth. Pfarrkirche St. Stephan                | Reste des Vorgängerbaues von 1180 in den Ostteilen, dreiseitiger Chorschluss 14. Jahrhundert, 1506 Langhauserweiterung und Ausbau des Turmes, 1781–1783 Umgestaltung des Inneren; mit Ausstattung | D-7-76-116-229 | weitere Bilder                            |
| Mautgässele 4 (Standort)                      | Ehemaliges Rückgebäude von Brettermarkt 5           | Ehemaliges Rückgebäude von Brettermarkt 5, zweigeschossiger Satteldachbau, zum Hof im Erdgeschoss Pfeilerarkaden, im Obergeschoss offene Galerie, 16./17. Jahrhundert | D-7-76-116-48  | Ehemaliges Rückgebäude von Brettermarkt 5 |
| Maximilianstraße 1 (Standort)                 | Ehemaliges Gesellschaftshaus der Lindauer Patrizier | sogenanntes Haus zum Sünfzen, dreigeschossiger Satteldachbau mit Mezzanin und Laubengang im Erdgeschoss, aus zwei Häusern zusammengebaut, im 14. Jahrhundert erstmals erwähnt, Erweiterungen und Umbauten genannt 1430, 1590, 1613, 1723/24 und 1832, heutige Erscheinung nach Instandsetzung von 1901 | D-7-76-116-230 | weitere Bilder                            |
| Maximilianstraße 2 (Standort)                 | Wohn- und Geschäftshaus                             | viergeschossiges Eckhaus mit Erdgeschosslaube im vorspringenden östlichen Teil, 17. Jahrhundert, Fassadengliederung und Treppengiebel Ende 19. Jahrhundert | D-7-76-116-231 | Wohn- und Geschäftshaus                   |
| Maximilianstraße 2 a (Standort)               | Wohn- und Geschäftshaus                             | viergeschossiges Eckhaus mit Erdgeschosslaube im vorspringenden östlichen Teil, 17. Jahrhundert, Fassadengliederung und Treppengiebel Ende 19. Jahrhundert | D-7-76-116-231 | Wohn- und Geschäftshaus                   |
| Maximilianstraße 3 (Standort)                 | Wohn- und Geschäftshaus                             | sogenanntes Haus zum Regenbogen, viergeschossiger traufseitiger Satteldachbau, 16. Jahrhundert, das oberste Geschoss wohl um 1700 erhöht | D-7-76-116-471 | Wohn- und Geschäftshaus                   |
| Maximilianstraße 4 (Standort)                 | Wohn- und Geschäftshaus                             | sogenanntes Haus Am alten Markt, dreigeschossiger Satteldachbau mit Aufzugsgaube, Obergeschosse und Erker Fachwerk, dendro.dat. 1348, Umbau modern bezeichnet 1597 | D-7-76-116-232 | Wohn- und Geschäftshaus                   |
| Maximilianstraße 5 (Standort)                 | Apotheke                                            | sogenannte Engelapotheke, dreigeschossiger Satteldachbau mit polygonalem zweigeschossigem Erker, ehemals aus zwei Gebäuden bestehend, dendro.dat. 1339, Fassadengliederung und Zwerchgiebel der westlichen Haushälfte 1894                                                                             | D-7-76-116-233 | weitere Bilder                            |
| Maximilianstraße 5 (Standort)                 | Nebengebäude                                        | dreigeschossiger Fachwerkbau mit Schopfwalmdach, 16. bis Anfang 17. Jahrhundert | D-7-76-116-233 | weitere Bilder                            |
| Maximilianstraße 6 (Standort)                 | Wohn- und Geschäftshaus                             | dreigeschossiger Satteldachbau mit Aufzugsgaube, Obergeschosse und Erker Fachwerk, modern bezeichnet 1586 | D-7-76-116-234 | Wohn- und Geschäftshaus                   |
| Maximilianstraße 6 (Standort)                 | zugehöriges Rückgebäude                             | teilweise Fachwerk, an Fenstersäule bezeichnet 1586 | D-7-76-116-234 | BW                                        |
| Maximilianstraße 7 (Standort)                 | Wohn- und Geschäftshaus                             | viergeschossiger Satteldachbau mit Krangaube und zweigeschossigem Erker, oberstes Geschoss Fachwerk, 15. Jahrhundert | D-7-76-116-235 | Wohn- und Geschäftshaus                   |
| Maximilianstraße 8 (Standort)                 | Ehemaliges Schweizer Kornhandelshaus                | dreigeschossiger Satteldachbau mit Fachwerk-Obergeschossen und Krangaube, 16. Jahrhundert, oberstes Geschoss aus den 1950er Jahren | D-7-76-116-236 | Ehemaliges Schweizer Kornhandelshaus      |
| Maximilianstraße 9 (Standort)                 | Wohn- und Geschäftshaus                             | sogenanntes Haus zum Gutenberg, viergeschossiger Satteldachbau mit Aufzugsgaube, über Erdgeschoss vorkragende Obergeschosse verputztes Fachwerk, wohl 15. Jahrhundert | D-7-76-116-237 | Wohn- und Geschäftshaus                   |
| Maximilianstraße 10 (Standort)                | Wohn- und Geschäftshaus                             | sogenanntes Orthaus, viergeschossiger Satteldachbau mit Aufzugsgaube und dreigeschossigem Erker, Obergeschosse verputztes Fachwerk, 16./17. Jahrhundert | D-7-76-116-238 | weitere Bilder                            |
| Maximilianstraße 11 (Standort)                | Wohn- und Geschäftshaus                             | sogenanntes Haus zum Bären, viergeschossiger Satteldachbau mit Aufzugsgaube, modern bezeichnet 1458 | D-7-76-116-239 | Wohn- und Geschäftshaus                   |
| Maximilianstraße 12 (Standort)                | Wohn- und Geschäftshaus                             | viergeschossiger Satteldachbau, Obergeschosse Fachwerk, straßenseitig verputzt, 15./16. Jahrhundert | D-7-76-116-240 | Wohn- und Geschäftshaus                   |
| Maximilianstraße 13 (Standort)                | Wohn- und Geschäftshaus                             | aus ehemals zwei Gebäuden bestehend, linkes Gebäude mit drei Geschossen, Erker und Mansarddach, bezeichnet 1894, rechtes Gebäude mit vier Geschossen und Satteldach, bezeichnet 1895 | D-7-76-116-241 | Wohn- und Geschäftshaus                   |
| Maximilianstraße 14 (Standort)                | Wohn- und Geschäftshaus                             | dreigeschossiges Doppelhaus, östliche Hälfte mit Satteldach und Aufzugsgaube, westliche Hälfte mit Mansarddach, vorkragende Obergeschosse Fachwerk, straßenseitig verputzt, angeblich 1635 erbaut | D-7-76-116-242 | Wohn- und Geschäftshaus                   |
| Maximilianstraße 14 (Standort)                | Rückgebäude                                         | mit Einfahrtstor, zweigeschossiger Satteldachbau mit Fachwerk, 17. Jahrhundert | D-7-76-116-242 | Rückgebäude                               |
| Maximilianstraße 15 (Standort)                | Gasthaus und Weinstube                              | dreigeschossiges Eckhaus mit Satteldach und Krangaube, 15. Jahrhundert, bezeichnet 1560 und 1656; mit historistischer Ausstattung, um 1900 | D-7-76-116-243 | Gasthaus und Weinstube                    |
| Maximilianstraße 17 (Standort)                | Wohn- und Geschäftshaus                             | viergeschossiger Giebelbau mit Erker, im Kern 15. Jahrhundert, oberstes Geschoss und historistischer Schweifgiebel bezeichnet 1887 | D-7-76-116-244 | Wohn- und Geschäftshaus                   |
| Maximilianstraße 18 (Standort)                | Wohn- und Geschäftshaus                             | dreigeschossiger Satteldachbau mit Aufzugsgaube, 15./16. Jahrhundert | D-7-76-116-245 | Wohn- und Geschäftshaus                   |
| Maximilianstraße 19 (Standort)                | Wohn- und Geschäftshaus                             | viergeschossiger Satteldachbau mit Aufzugsgaube, 15. Jahrhundert | D-7-76-116-246 | Wohn- und Geschäftshaus                   |
| Maximilianstraße 21 (Standort)                | Wohn- und Geschäftshaus                             | dreigeschossiges Eckhaus mit Mansarddach, ehemals aus zwei Gebäuden bestehend, im Kern 15./16. Jahrhundert, Fassaden im 18. Jahrhundert erneuert; zum Hof Anbau, zweigeschossig mit Fachwerk-Obergeschoss und Krangaube, 15./16. Jahrhundert                                                           | D-7-76-116-247 | Wohn- und Geschäftshaus                   |
| Maximilianstraße 22 (Standort)                | Wohn- und Geschäftshaus                             | viergeschossiger Satteldachbau mit Aufzugsgaube, 15./16. Jahrhundert | D-7-76-116-248 | Wohn- und Geschäftshaus                   |
| Maximilianstraße 23 (Standort)                | Wohn- und Geschäftshaus                             | dreigeschossiger Traufseitbau mit Pultdach und Zwerchhaus, 16. Jahrhundert, klassizistische Fassade des 18. Jahrhunderts | D-7-76-116-249 | Wohn- und Geschäftshaus                   |
| Maximilianstraße 24 (Standort)                | Ehemaliges Verkaufshaus der Bäcker                  | sogenanntes Haus zur Hoffnung, dreigeschossiger Satteldachbau mit Zwerchhaus, Laubengang und Kellerhals, erbaut 1386, mit Veränderungen des 18. und 19. Jahrhundert | D-7-76-116-250 | Ehemaliges Verkaufshaus der Bäcker        |
| Maximilianstraße 25 (Standort)                | Wohn- und Geschäftshaus                             | viergeschossiger Traufseitbau mit Flachdach, 16. Jahrhundert, Fassade 18. Jahrhundert | D-7-76-116-251 | Wohn- und Geschäftshaus                   |
| Maximilianstraße 26, 28 (Standort)            | Doppelhaus                                          | ehemaliges Zunfthaus der Bäcker, sogenanntes Haus zur Brodlaube bzw. sogenanntes Haus zum Rad, viergeschossiger Satteldachbau mit Aufzugsgaube, Laubengang mit Balkendecke und Kellerhals, um 1390 erbaut                                                                                              | D-7-76-116-252 | weitere Bilder                            |
| Maximilianstraße 28a; Schafgasse 2 (Standort) | Wohn- und Geschäftshaus                             | sogenanntes Haus Zum Pflug, dreigeschossiges Eckhaus mit Pultdach, gegen die Maximilianstraße abgetreppter Giebel, im Erdgeschoss Laubengang, 14. Jahrhundert | D-7-76-116-295 | weitere Bilder                            |
| Maximilianstraße 30 (Standort)                | Wohn- und Geschäftshaus                             | sogenanntes Haus zum Schwert, viergeschossiges Eckhaus mit klassizistischer Fassade und Flachdach, im Kern 15. und 18. Jahrhundert, äußere Erscheinung Anfang 19. Jahrhundert | D-7-76-116-254 | Wohn- und Geschäftshaus                   |
| Maximilianstraße 32 (Standort)                | Wohn- und Geschäftshaus                             | sogenanntes Haus zum Rad, dreigeschossiger Traufseitbau mit Fachwerkerker am 1. Obergeschoss, Krangaube und Satteldach, 15./16. Jahrhundert | D-7-76-116-255 | Wohn- und Geschäftshaus                   |
| Maximilianstraße 34 (Standort)                | Im 2. Obergeschoss Sandsteinsäule                   | Ende 16. Jahrhundert | D-7-76-116-256 | BW                                        |
| Maximilianstraße 48 (Standort)                | Doppelhaus                                          | dreigeschossiger Satteldachbau mit Querflügel und Treppengiebeln, in Anlehnung an die mit Laubengängen versehenen Häuser der Maximilianstraße, 1936/37 | D-7-76-116-257 | weitere Bilder                            |
| Maximilianstraße 50 (Standort)                | Doppelhaus                                          | dreigeschossiger Satteldachbau mit Querflügel und Treppengiebeln, in Anlehnung an die mit Laubengängen versehenen Häuser der Maximilianstraße, 1936/37 | D-7-76-116-257 | weitere Bilder                            |
| Maximilianstraße 52 (Standort)                | (ehemaliges) Hauptpostamt                           | winkelförmig angelegter, dreigeschossiger Satteldachbau, nach Süden übergiebelter Mittelrisalit, in gotisierenden bzw. Neurenaissance-Formen, bezeichnet 1901/02; Remise, eingeschossiger Satteldachbau mit Giebelzier; angelehnt: Fußgängersteg über die Bahnhofsgleise                               | D-7-76-116-258 | weitere Bilder                            |

#### O
| Lage                               | Objekt                            | Beschreibung | Akten-Nr.      | Bild                              |
| ---------------------------------- | --------------------------------- | --- | -------------- | --------------------------------- |
| Oberer Schrannenplatz 3 (Standort) | Ehemalige Glockengießhütte        | westlicher Anbau an die Peterskirche, eingeschossig mit Satteldach und Krangaube, Portal bezeichnet 1598                                                                           | D-7-76-116-262 | weitere Bilder                    |
| Oberer Schrannenplatz 5 (Standort) | Ehemalige Pfarrkirche St. Peter   | jetzt Kriegergedächtnisstätte, längsrechteckiger Saalbau mit halbrunder Apsis, Ostteile Mitte 12. Jahrhundert, um 1470/80 Verlängerung des Langhauses nach Westen; mit Ausstattung | D-7-76-116-264 | weitere Bilder                    |
| Oberer Schrannenplatz 6 (Standort) | Wohnhaus                          | sogenannter Neuer Closmen, dreigeschossig, mit Treppengiebeln und abgetrepptem Zwerchgiebel, Erker und gotisierende Gliederungen, bezeichnet 1906                                  | D-7-76-116-265 | weitere Bilder                    |
| Oberer Schrannenplatz 9 (Standort) | Ehemaliges Kornhaus und Haberhaus | jetzt sogenanntes Lindenheim, dreigeschossiger Giebelbau mit Steildach, im östlichen Teil Bogenreihe im Erdgeschoss 1536, restlicher Bau 19. Jahrhundert                           | D-7-76-116-266 | Ehemaliges Kornhaus und Haberhaus |

#### P
| Lage                         | Objekt                        | Beschreibung | Akten-Nr.      | Bild                          |
| ---------------------------- | ----------------------------- | --- | -------------- | ----------------------------- |
| Paradiesplatz 1 (Standort)   | Ehemaliges Hospiz             | stattlicher dreigeschossiger Eckbau, mit abgewalmtem Mansarddach und Quergiebel, neubarock mit Jugendstilelementen, 1911               | D-7-76-116-267 | Ehemaliges Hospiz             |
| Paradiesplatz 2 (Standort)   | Ehemalige Lindenschanzkaserne | dreigeschossiger Walmdachbau, im Kern 18. Jahrhundert, um 1920 zum Wohnhaus umgestaltet; jetzt Finanzamt                               | D-7-76-116-472 | Ehemalige Lindenschanzkaserne |
| Paradiesplatz 4 (Standort)   | Ehemalige Kaserne             | jetzt Wohnhaus, zweigeschossiger Satteldachbau mit Schopfwalm und verputztem Fachwerkgiebel, 17. Jahrhundert                           | D-7-76-116-268 | Ehemalige Kaserne             |
| Paradiesplatz 7 (Standort)   | Wohn- und Geschäftshaus       | (Nr. 7) dreigeschossiger Satteldachbau mit ehemaliger Krangaube und Fachwerk-Obergeschossen, im Kern 16./17. Jahrhundert               | D-7-76-116-269 | Wohn- und Geschäftshaus       |
| Paradiesplatz 9 (Standort)   | Wohn- und Geschäftshaus       | (Nr. 9) dreigeschossiger, traufständiger Satteldachbau mit Halbgeschoss und zwei Fachwerk-Obergeschossen, 16./17. Jahrhundert          | D-7-76-116-270 | Wohn- und Geschäftshaus       |
| Paradiesplatz 10 (Standort)  | Wohnhaus                      | sogenanntes Haus Beim Leimsieder, dreigeschossiger Satteldachbau mit Aufzugsgaube, Obergeschosse verputztes Fachwerk, bezeichnet 1560  | D-7-76-116-271 | Wohnhaus                      |
| Paradiesplatz 11 (Standort)  | Wohn- und Geschäftshaus       | schmaler viergeschossiger Traufseitbau mit verputzten Fachwerk-Obergeschossen, die über das Erdgeschoss vorkragen, 16./17. Jahrhundert | D-7-76-116-272 | Wohn- und Geschäftshaus       |
| Paradiesplatz 14 (Standort)  | Wohn- und Geschäftshaus       | viergeschossiger, aus vormals zwei Häusern bestehender Bau mit Satteldach und Aufzugsgaube, 17./18. Jahrhundert                        | D-7-76-116-274 | Wohn- und Geschäftshaus       |
| Paradiesplatz 16 (Standort)  | Wohnhaus                      | dreigeschossiges Eckhaus mit Halbgeschoss und Schopfwalm, bezeichnet 1586                                                              | D-7-76-116-275 | Wohnhaus                      |
| Pfeiffergässele 1 (Standort) | Wohnhaus                      | dreigeschossiger Satteldachbau mit seitlich vorkragenden Fachwerk-Obergeschossen, z. T. verbrettert, Krangaube, 17. Jahrhundert        | D-7-76-116-276 | Wohnhaus                      |
| Pfeiffergässele 2 (Standort) | Wohnhaus                      | dreigeschossiger Traufseitbau mit Pultdach, Obergeschosse aus verputztem Fachwerk, im Kern 18. Jahrhundert                             | D-7-76-116-277 | Wohnhaus                      |
| Pfeiffergässele 3 (Standort) | Wohnhaus                      | zweigeschossiger traufständiger Satteldachbau mit hohem Kniestock, verputztes Fachwerk-Obergeschoss, 16. Jahrhundert                   | D-7-76-116-278 | Wohnhaus                      |
| Pfeiffergässele 4 (Standort) | Wohnhaus                      | dreigeschossiger Traufseitbau mit verputzten Fachwerkobergeschossen, im Kern 18. Jahrhundert                                           | D-7-76-116-279 | Wohnhaus                      |

#### R
| Lage                                    | Objekt                                    | Beschreibung | Akten-Nr.      | Bild                       |
| --------------------------------------- | ----------------------------------------- | --- | -------------- | -------------------------- |
| Reichsplatz (Standort)                  | Lindavia-Brunnen                          | Marmorbecken mit Mittelpfeiler und fünf Bronzefiguren, von Friedrich von Thiersch und Wilhelm Rümann, 1884                                                                            | D-7-76-116-280 | weitere Bilder             |
| Reichsplatz 2; Reichsplatz 4 (Standort) | Dreigeschossiger Bau mit flachem Walmdach | Ende 18. /Anfang 19. Jahrhundert | D-7-76-116-281 | weitere Bilder             |
| Reichsplatz 3 (Standort)                | Wohn- und Geschäftshaus                   | viergeschossiges Eckhaus mit vorkragenden Fachwerk-Obergeschossen und dreigeschossigem Flacherker, im Kern 16./17. Jahrhundert, äußere Erscheinung 19. Jahrhundert                    | D-7-76-116-282 | Wohn- und Geschäftshaus    |
| Reichsplatz 5 (Standort)                | Wohn- und Geschäftshaus                   | sogenanntes Haus zur Vischbruck, dreigeschossiger Traufseitbau mit Aufzugsgaube, 17. Jahrhundert, im Kern 14. Jahrhundert                                                             | D-7-76-116-283 | Wohn- und Geschäftshaus    |
| Reichsplatz 7 (Standort)                | Ehemaliges Gasthaus Seehof                | aus urspr. zwei Häusern bestehender vier- bzw. fünfgeschossiger Traufseitbau, mit Aufzugsgaube auf dem Satteldach, im Kern 13. Jahrhundert, nach Brand 1347/50 (dendro.dat.) erneuert | D-7-76-116-284 | Ehemaliges Gasthaus Seehof |

#### S
| Lage                             | Objekt                                                 | Beschreibung | Akten-Nr.      | Bild                                                   |
| -------------------------------- | ------------------------------------------------------ | --- | -------------- | ------------------------------------------------------ |
| Salzgasse 1 (Standort)           | Wohn- und Geschäftshaus                                | sogenanntes Haus Zum Ofenhaus, viergeschossiges, aus zwei Häusern zusammengebautes Eckhaus mit abgewalmtem Satteldach, im Kern 14./15. Jahrhundert, mit barocken Veränderungen | D-7-76-116-287 | Wohn- und Geschäftshaus                                |
| Salzgasse 2 (Standort)           | Wohn- und Geschäftshaus                                | viergeschossiger giebelständiger Satteldachbau mit tiefem Laubengang zur Maximilianstraße, Erker am 1. Obergeschoss zur Salzgasse bezeichnet 1588 | D-7-76-116-288 | weitere Bilder                                         |
| Salzgasse 3 (Standort)           | Wohn- und Geschäftshaus                                | viergeschossiger massiver Traufseitbau mit Satteldach, 15. Jahrhundert | D-7-76-116-289 | Wohn- und Geschäftshaus                                |
| Salzgasse 5 (Standort)           | Ehemaliges Martastift                                  | dreigeschossiger massiver Traufseitbau mit Satteldach, Flacherker am 1. Obergeschoss, bezeichnet 1604 | D-7-76-116-290 | weitere Bilder                                         |
| Salzgasse 7 (Standort)           | Wohn- und Geschäftshaus                                | dreigeschossiger Traufseitbau mit Pultdach und Aufzugsgaube, 16. Jahrhundert | D-7-76-116-292 | Wohn- und Geschäftshaus                                |
| Salzgasse 9 (Standort)           | Wohn- und Geschäftshaus                                | viergeschossiges Eckhaus mit Erker zur Ludwigstraße, im Kern 16. Jahrhundert | D-7-76-116-293 | Wohn- und Geschäftshaus                                |
| Schafgasse 1 (Standort)          | Wohn- und Geschäftshaus                                | viergeschossiges Eckhaus, wohl aus zwei (drei?) Häusern zusammengebaut, mit Flachdach und Krangaube, 17. Jahrhundert, Kellertor zum Schrannenplatz bezeichnet 167? und 1770 | D-7-76-116-294 | Wohn- und Geschäftshaus                                |
| Schafgasse 3 (Standort)          | Ehemalige Tavernenschänke                              | Herberge, und Salzlager, dann Gasthaus Zum Schaf, jetzt Goldenes Lamm, viergeschossiges Eckhaus mit abgewalmtem Satteldach, im Kern aus sechs Häusern des 15. Jahrhunderts bestehend, 1896 und Anfang 20. Jahrhundert umgebaut | D-7-76-116-296 | weitere Bilder                                         |
| Schafgasse 4 (Standort)          | Gasthaus zum Engel                                     | viergeschossiger Traufseitbau mit zwei verputzten Fachwerk-Obergeschossen und Fachwerkerker, im Kern Ende 14. Jahrhundert | D-7-76-116-297 | Gasthaus zum Engel                                     |
| Schafgasse 8 (Standort)          | Ehemaliges Bürgerhaus und Dampfbäckerei                | sogenanntes Haus Zum weißen Kreuz, viergeschossiger Massivbau mit Fassadenmalerei von 1897 | D-7-76-116-298 | weitere Bilder                                         |
| Schafgasse 10 (Standort)         | Hotel Peterhof                                         | weitgehender Neubau in modern-sachlichen Formen, viergeschossiges Gebäude mit Mansardpultdach, um 1910, mit hierher versetztem romanischem Torbogen | D-7-76-116-299 | Hotel Peterhof                                         |
| Schanzgasse 1 (Standort)         | Wohnhaus                                               | sogenanntes Haus in der Hölle, dreigeschossiger Traufseitbau mit Pultdach, verputzte Fachwerk-Obergeschosse stark vorkragend, 15./16. Jahrhundert | D-7-76-116-300 | Wohnhaus                                               |
| Schanzgasse 2 (Standort)         | Wohnhaus                                               | dreigeschossiges Eckhaus mit einhüftigem Giebel, zweites Obergeschoss mit verputztem Fachwerk, 17./18. Jahrhundert | D-7-76-116-301 | Wohnhaus                                               |
| Schanzgasse 3 (Standort)         | Wohnhaus                                               | viergeschossiger Traufseitbau mit vorkragenden Fachwerkobergeschossen und teilweise verbrettertem Giebel, 16. Jahrhundert | D-7-76-116-302 | BW                                                     |
| Schanzgasse 4 (Standort)         | Wohnhaus                                               | viergeschossiger Traufseitbau mit verputzten Fachwerk-Obergeschossen und Pultdach, 16. Jahrhundert | D-7-76-116-303 | Wohnhaus                                               |
| Schanzgasse 6 (Standort)         | Wohnhaus                                               | dreigeschossiger Satteldachbau mit verputzten Fachwerk-Obergeschossen, 18. Jahrhundert | D-7-76-116-304 | Wohnhaus                                               |
| Schanzgasse 10 (Standort)        | Wohnhaus                                               | viergeschossiger Bau mit verputzten Fachwerk-Obergeschossen, 15./16. Jahrhundert | D-7-76-116-305 | Wohnhaus                                               |
| Schiffswerfte 2 (Standort)       | Ehemaliges Magazin- und Dienstgebäude der Schiffswerft | dreigeschossiger Halbwalmdachbau mit traufseitigem Giebel, Neurenaissance, um 1900 | D-7-76-116-530 | Ehemaliges Magazin- und Dienstgebäude der Schiffswerft |
| Schiffswerfte 4 (Standort)       | Ehemaliges Werkstattgebäude der Schiffswerft           | langgezogener eingeschossiger Satteldachbau mit Kniestock und klassizisierender Fassadengliederung, Giebelkran, 1892 und 1906 | D-7-76-116-545 | Ehemaliges Werkstattgebäude der Schiffswerft           |
| Schiffswerfte 4, 4 a (Standort)  | Hafenkran                                              | sogenannter Derrick-Kran der Firma Schmidt-Tychsen, ortsfest montierte, gelenkig verbundene Stahlfachwerkträger mit senkrechtem Hauptmast, Ausleger und Windenhaus, 1936 | D-7-76-116-625 | BW                                                     |
| Schmiedgasse 1 (Standort)        | Wohn- und Geschäftshaus                                | dreigeschossiger massiver Giebelbau, 18. Jahrhundert, mit Auf dem Wall 2 unter gemeinsamem Satteldach | D-7-76-116-306 | Wohn- und Geschäftshaus                                |
| Schmiedgasse 2 (Standort)        | Ehemaliges Wachhäuschen neben der Heidenmauer          | schmaler viergeschossiger Traufseitbau, 1885 aufgestockt | D-7-76-116-307 | Ehemaliges Wachhäuschen neben der Heidenmauer          |
| Schmiedgasse 3 (Standort)        | Wohn- und Geschäftshaus                                | dreigeschossiger massiver Satteldachbau, 17. Jahrhundert, Giebelfront und Dach gemeinsam mit Nr. 5 | D-7-76-116-308 | Wohn- und Geschäftshaus                                |
| Schmiedgasse 5 (Standort)        | Wohn- und Geschäftshaus                                | dreigeschossiger massiver Satteldachbau, 17. Jahrhundert, Giebelfront und Dach gemeinsam mit Nr. 3 | D-7-76-116-309 | Wohn- und Geschäftshaus                                |
| Schmiedgasse 6 (Standort)        | Wohn- und Geschäftshaus                                | viergeschossiger Giebelbau mit vorkragenden Obergeschossen, zweites und drittes Obergeschoss Fachwerk, 18. Jahrhundert | D-7-76-116-310 | Wohn- und Geschäftshaus                                |
| Schmiedgasse 7 (Standort)        | Wohn- und Geschäftshaus                                | dreigeschossiger massiver Giebelbau, 17. Jahrhundert, Front zur Schmiedgasse gemeinsam mit Kaserngasse 1 | D-7-76-116-311 | Wohn- und Geschäftshaus                                |
| Schmiedgasse 8 (Standort)        | Wohn- und Geschäftshaus                                | dreigeschossiger Satteldachbau mit großer Krangaube, Fachwerk-Obergeschosse, 3. Obergeschoss vorkragend, 18. Jahrhundert | D-7-76-116-312 | Wohn- und Geschäftshaus                                |
| Schmiedgasse 9 (Standort)        | Wohn- und Geschäftshaus                                | dreigeschossiges giebelständiges Eckhaus mit verputzten Fachwerk-Obergeschossen, 18. Jahrhundert, unter gemeinsamem Dach mit Nr. 11 | D-7-76-116-313 | Wohn- und Geschäftshaus                                |
| Schmiedgasse 10 (Standort)       | Wohn- und Geschäftshaus                                | urspr. aus zwei Häusern bestehend, dreigeschossiger Traufseitbau mit verschieden hohen Dächern, verputzte Fachwerkobergeschosse, 18. Jahrhundert | D-7-76-116-314 | Wohn- und Geschäftshaus                                |
| Schmiedgasse 11 (Standort)       | Wohn- und Geschäftshaus                                | dreigeschossiger massiver Giebelbau, 18. Jahrhundert, unter gemeinsamem Dach mit Nr. 9 | D-7-76-116-315 | Wohn- und Geschäftshaus                                |
| Schmiedgasse 12 (Standort)       | Wohn- und Geschäftshaus                                | dreigeschossiger Satteldachbau mit großer hölzerner Krangaube, verputzte Fachwerk-Obergeschosse, 2. Obergeschoss vorkragend, frühes 18. Jahrhundert | D-7-76-116-316 | Wohn- und Geschäftshaus                                |
| Schmiedgasse 13 (Standort)       | Wohn- und Geschäftshaus                                | dreigeschossiger Massivbau mit giebelständigem Satteldach, 18. Jahrhundert | D-7-76-116-317 | Wohn- und Geschäftshaus                                |
| Schmiedgasse 14 (Standort)       | Wohn- und Geschäftshaus                                | dreigeschossiger Satteldachbau mit großer Gaube, verputzte Fachwerk-Obergeschosse, 18. Jahrhundert | D-7-76-116-318 | Wohn- und Geschäftshaus                                |
| Schmiedgasse 15 (Standort)       | Ehemaliges Schmiedezunfthaus                           | dreigeschossiger Massivbau mit Kniestock und Satteldach, in neubarocken Formen weitgehend neu erbaut, 1898; bildet mit Kirchplatz 1 zusammen die Eckbebauung | D-7-76-116-519 | Ehemaliges Schmiedezunfthaus                           |
| Schmiedgasse 16 (Standort)       | Wohn- und Geschäftshaus                                | dreigeschossiger Satteldachbau mit großer Gaube, verputzte Fachwerk-Obergeschosse, 18. Jahrhundert | D-7-76-116-319 | Wohn- und Geschäftshaus                                |
| Schmiedgasse 18 (Standort)       | Ehemaliges Hl.-Geist-Spital                            | mehrflügelige Anlage um rechteckigen Innenhof, zur Schmiedgasse Wohngebäude, im Kern 1443, bei Umbau 1811–1817 wurden sieben Gebäude zu zwei langgestreckten, dreigeschossigen Satteldachbauten zusammengefasst; an der Front zur Schmiedgasse Säulenspolie, wohl 12./13. Jahrhundert; siehe auch Auf der Mauer 1 | D-7-76-116-320 | Ehemaliges Hl.-Geist-Spital                            |
| Schneeberggasse 1 (Standort)     | Ehemaliges Bürgerhaus                                  | sogenanntes Haus zur Rebe, viergeschossiges Eckhaus mit hohem Treppengiebel, im Erdgeschoss Laubengang mit Spitzbögen, 14. Jahrhundert | D-7-76-116-321 | Ehemaliges Bürgerhaus                                  |
| Schneeberggasse 2 (Standort)     | Ehemaliges Bürgerhaus                                  | sogenanntes Haus zum Schneggen, stattlicher, viergeschossiger Bau mit Schweifgiebel, wohl aus drei Häusern entstanden, 15.–17. Jahrhundert | D-7-76-116-322 | Ehemaliges Bürgerhaus                                  |
| Schneeberggasse 3 (Standort)     | Ehemaliger Speicherbau                                 | zweigeschossig mit Satteldach und Krangaube, 16./17. Jahrhundert | D-7-76-116-323 | Ehemaliger Speicherbau                                 |
| Schneeberggasse 4 (Standort)     | Ehemaliges Bürgerhaus                                  | sogenanntes Haus zum Kleeblatt, dreigeschossiges Eckhaus mit Eckquaderung, zweigeschossigem Erker und Rundturm, um 1400 erbaut, 1728 erweitert (bezeichnet) | D-7-76-116-324 | Ehemaliges Bürgerhaus                                  |
| Schneeberggasse 5 (Standort)     | Wohn- und Geschäftshaus                                | dreigeschossiges Giebelhaus mit Zwischengeschoss, im Stil der Neurenaissance, bezeichnet 1901. | D-7-76-116-525 | Wohn- und Geschäftshaus                                |
| Schneeberggasse 7 (Standort)     | Wohn- und Geschäftshaus                                | dreigeschossiges Eckhaus mit Mansarde und Eckerker, Neurenaissance, bezeichnet 1897 | D-7-76-116-527 | Wohn- und Geschäftshaus                                |
| Schneeberggasse 8 (Standort)     | Wohn- und Geschäftshaus                                | dreigeschossiger Traufseitbau mit Mansardwalmdach und verputzten Fachwerk-Obergeschossen, wohl 1558 | D-7-76-116-325 | BW                                                     |
| Schützingerweg (Standort)        | Sockel des zerstörten Maximiliansdenkmals              | ehemals vor dem Bahnhof, bezeichnet 1856 | D-7-76-116-474 | Sockel des zerstörten Maximiliansdenkmals              |
| Schützingerweg 2 (Standort)      | Nebengebäude der ersten Lindauer Bahnhofsanlage        | 1853‒54 von Eduard Rüber: 1) ehemalige Zoll-Ladehalle, jetzt Eilguthalle, gestreckter eingeschossiger Satteldachflügel mit einseitigem zweigeschossigem Kopfbau (Fl. Nr. 571); 2) ehemaliges Werkstattgebäude, eingeschossiger Satteldachflügel zwischen ungleichen Kopfbauten, der eine zweigeschossig mit Satteldach, der andere eineinhalbgeschossig mit Walmdach (Fl. Nr. 578); 3) ehemaliges Lokomotivgebäude, breit gelagerter zweigeschossiger Walmdachbau mit rundbogigen Einfahrtstoren (Fl.Nr. 579); 4) ehemalige Torfschupfe, Lagerhalle mit vorragendem Satteldach (Fl.Nr. 577) | D-7-76-116-473 | Nebengebäude der ersten Lindauer Bahnhofsanlage        |
| Seehafen (Standort)              | Seehafen mit Neuem Leuchtturm                          | 1856; Löwenmonument mit Sockel, 1856 von Johann von Halbig; östliche Hafenmole von 1811, westliche Hafenmole 1856 neu angelegt | D-7-76-116-329 | weitere Bilder                                         |
| Seehafen (Standort)              | Seehafen                                               | Neuer Leuchtturm, 1856 | D-7-76-116-329 | weitere Bilder                                         |
| Seehafen (Standort)              | Seehafen                                               | Löwenmonument mit Sockel, 1856 von Johann von Halbig | D-7-76-116-329 | weitere Bilder                                         |
| Seehafen (Standort)              | Seehafen                                               | östliche Hafenmole von 1811, westliche Hafenmole 1856 neu angelegt | D-7-76-116-329 | weitere Bilder                                         |
| Sina-Kinkelin-Platz 1 (Standort) | Ehemaliger Milchladen                                  | sogenannter Milchpilz, Holz-Fertigbau der Firma Hermann Waldner KG (Wangen/Allgäu) in Form eines Fliegenpilzes, 1952 aufgestellt | D-7-76-116-533 | Ehemaliger Milchladen                                  |
| Stiftsplatz 2 (Standort)         | Ehemalige Stiftskirche                                 | jetzt Kath. Pfarrkirche St. Marien, Turm sowie Chor, Querschiff und nördliche Langhauswand teilweise 12. Jahrhundert, Neubau von Johann Caspar Bagnato, 1748‒52; mit Ausstattung | D-7-76-116-330 | weitere Bilder                                         |
| Stiftsplatz 4 (Standort)         | Ehemaliges Damenstift                                  | jetzt Landratsamt, dreigeschossiger Osttrakt und Haupttrakt mit Walmdach einer von Christian Wiedemann geplanten Dreiflügelanlage, 1730‒36 | D-7-76-116-331 | Ehemaliges Damenstift                                  |
| Storchengasse 3 (Standort)       | Wohn- und Geschäftshaus                                | sogenanntes Haus In der Grub, viergeschossiges Eckhaus mit Satteldach, um 1580 | D-7-76-116-332 | Wohn- und Geschäftshaus                                |

#### U
| Lage                                 | Objekt                                             | Beschreibung | Akten-Nr.      | Bild                                               |
| ------------------------------------ | -------------------------------------------------- | --- | -------------- | -------------------------------------------------- |
| Uferweg 3, 5, 7, 9, 11 (Standort)    | Ehemalige Luitpold-Kaserne                         | Weitläufiger malerischer Gruppenbau in historischen Formen, dem ursprünglichen Uferverlauf folgend und mit Rücksicht auf die ehemalige Befestigung gestaltet, dreigeschossige Flügelbauten mit unterschiedlichen Dachformen, nach Entwurf von Ernst Feder unter Beteiligung von Friedrich von Thiersch, 1902/03 | D-7-76-116-334 | weitere Bilder                                     |
| Uferweg 15 (Standort)                | Pulverturm                                         | runder Turm mit Zeltdach, 1508, verändert 1897; siehe oben Stadtbefestigung | D-7-76-116-1   | weitere Bilder                                     |
| Unterer Schrannenplatz 1 (Standort)  | Ehemaliges Frauenkloster und Armenhaus             | wohl 17. Jahrhundert, mit späterer Aufstockung | D-7-76-116-337 | weitere Bilder                                     |
| Unterer Schrannenplatz 2 (Standort)  | Ehemaliges Rückgebäude mit geknickter Straßenfront | zweigeschossiger Satteldachbau mit verputztem Fachwerk-Obergeschoss, bezeichnet 1542 | D-7-76-116-338 | Ehemaliges Rückgebäude mit geknickter Straßenfront |
| Unterer Schrannenplatz 3 (Standort)  | Wohnhaus                                           | zweigeschossiges Eckhaus mit Krüppelwalmdach und verputztem Fachwerk-Obergeschoss, bezeichnet 1616 | D-7-76-116-339 | Wohnhaus                                           |
| Unterer Schrannenplatz 5 (Standort)  | Wohnhaus                                           | zwei viergeschossige Häuser des Turmhaustyps mit zwei massiven Geschossen und zwei teilweise verbretterten Fachwerk-Obergeschossen, jeweils mit Flach- und Pultdach, 15./16./17. Jahrhundert | D-7-76-116-340 | Wohnhaus                                           |
| Unterer Schrannenplatz 6 (Standort)  | Ehemaliges Glockengießerhaus                       | sogenanntes Haus zur Glogge, aus vier Häusern zusammengebaut, alle dreigeschossig jedoch mit verschiedenen Traufhöhen, der Giebelbau zum Platz 1578, ansonsten 18./19. Jahrhundert | D-7-76-116-341 | weitere Bilder                                     |
| Unterer Schrannenplatz 7 (Standort)  | Turmhaus                                           | viergeschossiger Bau mit abgewalmtem Pultdach, 2. und 3. Obergeschoss vorkragend, 16./17. Jahrhundert | D-7-76-116-343 | Turmhaus                                           |
| Unterer Schrannenplatz 8 (Standort)  | Wohnhaus                                           | zweigeschossiger, kleiner Walmdachbau mit kleiner Gaube, 18./19. Jahrhundert | D-7-76-116-342 | weitere Bilder                                     |
| Unterer Schrannenplatz 9 (Standort)  | Wohnhaus                                           | dreigeschossiger Massiv- und Fachwerkbau mit Pultdach, an der Südwestseite Stadtmauerteil des 13./14. Jahrhundert einbezogen, 16./17. Jahrhundert | D-7-76-116-345 | Wohnhaus                                           |
| Unterer Schrannenplatz 10 (Standort) | Ehemaliges Zeughaus                                | Salzstadel, Theater und Kaserne, zweigeschossiger stattlicher Massivbau mit Schopfwalmdach, 1508‒26 | D-7-76-116-344 | weitere Bilder                                     |

#### V
| Lage                               | Objekt                  | Beschreibung | Akten-Nr.      | Bild                    |
| ---------------------------------- | ----------------------- | --- | -------------- | ----------------------- |
| Vordere Metzgergasse 2 (Standort)  | Wohn- und Geschäftshaus | viergeschossiges Eckhaus mit Traufseite zur Maximilianstraße und mit Treppengiebel zur Metzgergasse, 15./16. Jahrhundert, Veränderungen des 19. Jahrhunderts | D-7-76-116-346 | Wohn- und Geschäftshaus |
| Vordere Metzgergasse 4 (Standort)  | Wohnhaus                | viergeschossiger, giebelständiger Massivbau mit Pultdach und anschließendem Flachdach, 15./16. Jahrhundert                                                   | D-7-76-116-347 | Wohnhaus                |
| Vordere Metzgergasse 6 (Standort)  | Wohnhaus                | dreigeschossiger Traufseitbau mit Satteldach und Krangaube, um 1500                                                                                          | D-7-76-116-348 | Wohnhaus                |
| Vordere Metzgergasse 8 (Standort)  | Wohnhaus                | viergeschossiger Satteldachbau mit verputzten Fachwerk-Obergeschossen, im Kern 15./16. Jahrhundert, mit späterer Aufstockung                                 | D-7-76-116-349 | Wohnhaus                |
| Vordere Metzgergasse 10 (Standort) | Wohn- und Geschäftshaus | schmaler dreigeschossiger Traufseitbau mit späterem Speicheraufbau, dendro.dat. 1347, weiterer Umbau bezeichnet 1544                                         | D-7-76-116-350 | Wohn- und Geschäftshaus |
| Vordere Metzgergasse 12 (Standort) | Wohn- und Geschäftshaus | dreigeschossiger Traufseitbau mit Aufzugsgaube, wohl aus zwei Häusern zusammengebaut, bezeichnet 1632                                                        | D-7-76-116-351 | Wohn- und Geschäftshaus |
| Vordere Metzgergasse 14 (Standort) | Wohn- und Geschäftshaus | dreigeschossiger Traufseitbau mit Aufzugsgaube, im Kern 15./16. Jahrhundert                                                                                  | D-7-76-116-352 | Wohn- und Geschäftshaus |
| Vordere Metzgergasse 16 (Standort) | Wohnhaus                | dreigeschossiger Traufseitbau mit Aufzugsgaube, dendro.dat. 1465                                                                                             | D-7-76-116-353 | Wohnhaus                |
| Vordere Metzgergasse 18 (Standort) | Wohn- und Geschäftshaus | dreigeschossiges Eckhaus mit abgeflachtem Satteldach, 17. Jahrhundert                                                                                        | D-7-76-116-354 | Wohn- und Geschäftshaus |

#### Z
| Lage                          | Objekt                    | Beschreibung | Akten-Nr.      | Bild                      |
| ----------------------------- | ------------------------- | --- | -------------- | ------------------------- |
| Zitronengässele 1 (Standort)  | Wohnhaus                  | dreigeschossiger Traufseitbau mit vorkragenden Fachwerk-Obergeschossen und Krangaube, 15. Jahrhundert                                              | D-7-76-116-356 | Wohnhaus                  |
| Zitronengässele 2 (Standort)  | Wohnhaus                  | dreigeschossiger Traufseitbau mit stark vorkragenden Fachwerk-Obergeschossen und Aufzugsgaube, 15./16. Jahrhundert                                 | D-7-76-116-357 | Wohnhaus                  |
| Zitronengässele 4 (Standort)  | Wohnhaus                  | dreigeschossiger Traufseitbau, oberstes Geschoss Fachwerk bzw. Ständerbohlenkonstruktion, 14./15. Jahrhundert                                      | D-7-76-116-358 | Wohnhaus                  |
| Zitronengässele 6 (Standort)  | Wohnhaus                  | dreigeschossiger Traufseitbau mit Satteldach und Aufzugsgaube, 15./16. Jahrhundert                                                                 | D-7-76-116-359 | Wohnhaus                  |
| Zitronengässele 8 (Standort)  | Wohnhaus                  | dreigeschossiger Traufseitbau mit massivem Erdgeschoss und verputzten Fachwerk-Obergeschossen, Pultdach mit Krangaube, im Kern 15./16. Jahrhundert | D-7-76-116-360 | Wohnhaus                  |
| Zitronengässele 10 (Standort) | Wohn- und Geschäftshaus   | viergeschossiger Traufseitbau, teilweise mit vorkragenden Fachwerk-Obergeschossen und Pultdach mit Krangaube, bzw. Satteldach, 14./15. Jahrhundert | D-7-76-116-361 | Wohn- und Geschäftshaus   |
| Zitronengässele 12 (Standort) | Wohn- und Geschäftshäuser | viergeschossiger Traufseitbau, teilweise mit vorkragenden Fachwerk-Obergeschossen und Pultdach mit Krangaube, bzw. Satteldach, 14./15. Jahrhundert | D-7-76-116-361 | Wohn- und Geschäftshäuser |
| Zwanzigerstraße 3 (Standort)  | Kino „Park-Theater“       | kleiner Saalbau mit geschwungener Vorhalle und Seitenflügel, 1954 von H. Schulze; mit Ausstattung                                                  | D-7-76-116-508 | Kino „Park-Theater“       |

### Oberreitnau
| Lage                         | Objekt                               | Beschreibung                                                                                          | Akten-Nr.      | Bild           |
| ---------------------------- | ------------------------------------ | --- | -------------- | -------------- |
| Am Schloßberg 2 (Standort)   | Wappenstein                          | Syrgenstein-Schreckensteinsches Allianz-Wappen, bezeichnet 1696                                       | D-7-76-116-432 | BW             |
| Bodenseestraße 16 (Standort) | Gasthaus zum Adler                   | Stattlicher zweigeschossiger Fachwerkbau auf hohem massivem Kellergeschoss, mit Satteldach, um 1560   | D-7-76-116-433 | weitere Bilder |
| Pfarrweg 1 (Standort)        | Katholische Pfarrkirche St. Pelagius | Turmuntergeschoss mittelalterlich, Chor 1699, Langhaus zweite Hälfte 18. Jahrhundert; mit Ausstattung | D-7-76-116-435 | weitere Bilder |
| Pfarrweg 6 (Standort)        | sogenannter Alter Pfarrstadel        | eingeschossiger verbretterter Holzbau mit Satteldach, 18./19. Jahrhundert, modern umgebaut            | D-7-76-116-436 | BW             |

### Oberrengersweiler
| Lage                            | Objekt                                 | Beschreibung                     | Akten-Nr.      | Bild |
| ------------------------------- | -------------------------------------- | -------------------------------- | -------------- | ---- |
| In Oberrengersweiler (Standort) | Kath. Kapelle St. Maria mit Dachreiter | bezeichnet 1876; mit Ausstattung | D-7-76-116-437 | BW   |

### Oberreutin
| Lage                          | Objekt                                                                                             | Beschreibung | Akten-Nr.      | Bild                                 |
| ----------------------------- | -------------------------------------------------------------------------------------------------- | --- | -------------- | ------------------------------------ |
| Friedhofweg 1 (Standort)      | Evang.-Luth. Pfarrkirche St. Verena                                                                | neugotische Saalkirche teilweise auf älteren Fundamenten, durch Architekt Harrer 1870/71 erbaut, Chormauern und Turmunterbau 15. Jahrhundert, oberer Turmabschluss Ende 18. Jahrhundert; mit Ausstattung | D-7-76-116-440 | weitere Bilder                       |
| Köchlinstraße 23 (Standort)   | Ehemaliges Bauernhaus                                                                              | erdgeschossiger Satteldachbau, im Kern wohl 18. Jahrhundert, später verändert | D-7-76-116-531 | weitere Bilder                       |
| Köchlinstraße 46 (Standort)   | Ehemaliges Rathaus                                                                                 | zweigeschossiger barockisierender Pyramidendachbau mit Zwerchhaus, Erkern und Freitreppe, erbaut 1911/12                                                                                                 | D-7-76-116-457 | BW                                   |
| Köchlinstraße 46 (Standort)   | Kriegerdenkmal bestehend aus Brunnen und Obelisk mit seitlich angeordneten bronzenen Schrifttafeln | Kalksandstein, 1870/71 | D-7-76-116-550 | BW                                   |
| Motzacher Weg 1 (Standort)    | Bauernhaus                                                                                         | erdgeschossig mit Schopfwalmdach, Fachwerk im vorderen Teil verbrettert, wohl 1779 | D-7-76-116-454 | Bauernhaus                           |
| Motzacher Weg 40 (Standort)   | Ehemaliges Sommerschlösschen                                                                       | zweigeschossig mit Halbwalm- und Klebdach, 18. Jahrhundert | D-7-76-116-521 | weitere Bilder                       |
| Reutiner Straße 57 (Standort) | Ehemaliges Kaufhaus                                                                                | jetzt Altersheim, zweigeschossiger hakenförmiger Bau mit Mansarddach und seitlichen Giebelrisaliten zur Straße hin, Jugendstil, um 1910                                                                  | D-7-76-116-526 | BW                                   |
| Steigstraße 31 (Standort)     | Gartenhaus auf achteckigem Grundriss                                                               | überkragendes Obergeschoss mit Zeltdach, frühes 19. Jahrhundert | D-7-76-116-456 | Gartenhaus auf achteckigem Grundriss |

### Rengersweiler
| Lage                        | Objekt                      | Beschreibung | Akten-Nr.      | Bild |
| --------------------------- | --------------------------- | --- | -------------- | ---- |
| Rengersweiler 69 (Standort) | Wohnteil eines Bauernhauses | erdgeschossiger Satteldachbau mit Giebel-Vordach und gekehlter Traufe, 18./19. Jahrhundert; zugehöriger Stadel, z. T. Fachwerk, Ende 18. Jahrhundert | D-7-76-116-439 | BW   |

### Reutin
| Lage                                  | Objekt                                 | Beschreibung | Akten-Nr.      | Bild                                   |
| ------------------------------------- | -------------------------------------- | --- | -------------- | -------------------------------------- |
| Bregenzer Straße (Standort)           | Gedenkstein, sogenannter Berliner Bär  | stehende Bärenfigur aus Bronze auf Steinsockel, mit der Inschrift Berliner Platz, von Reneé Sintenis, errichtet 1962 | D-7-76-116-627 | Gedenkstein, sogenannter Berliner Bär  |
| Bregenzer Straße 26 (Standort)        | Villa Henkel                           | nachklassizistischer zweigeschossiger Bau mit Flachwalmdach, 1874, mit Terrassenvorbauten von Karl Erdmannsdorfer, 1924; Park und Seeufermauer Ende 19. Jahrhundert | D-7-76-116-441 | BW                                     |
| Bregenzer Straße 28 (Standort)        | Wohnhaus                               | zweigeschossiger Satteldachbau mit Fenstergewänden des 17. Jahrhunderts, Haustüren und Erdgeschossfenster 19. Jahrhundert | D-7-76-116-442 | BW                                     |
| Bregenzer Straße 41 (Standort)        | Wohnhaus                               | zweigeschossiger Mansarddachbau, drittes Viertel 18. Jahrhundert; mit seitlichen Einfahrtspfeilern | D-7-76-116-498 | Wohnhaus                               |
| Buttlerhügel 2 (Standort)             | Wohnsiedlung für Zollbeamte            | Gruppe von vier Gebäuden nach hierarchischer Abstufung um zentrale Gartenanlage, jeweils zwei- oder dreigeschossige Bauten mit Zwerchhäusern, Treppentürmen und reich durchgebildeten Dächern in der Masse gegliedert, im Reformstil, 1910/11; zugehörig Reste der Einfriedung, gleichzeitig.                   | D-7-76-116-610 | Wohnsiedlung für Zollbeamte            |
| Buttlerhügel 4 (Standort)             | Wohnsiedlung für Zollbeamte            | Gruppe von vier Gebäuden nach hierarchischer Abstufung um zentrale Gartenanlage, jeweils zwei- oder dreigeschossige Bauten mit Zwerchhäusern, Treppentürmen und reich durchgebildeten Dächern in der Masse gegliedert, im Reformstil, 1910/11; zugehörig Reste der Einfriedung, gleichzeitig.                   | D-7-76-116-610 | Wohnsiedlung für Zollbeamte            |
| Eichwaldstraße 6 (Standort)           | Villa Schnakenfliege (ehemals Bürklin) | zweigeschossiger Gruppenbau mit seeseitigem Turm und Hochkeller, Obergeschosse Zierfachwerk, Schopfwalmdächer, um 1900 | D-7-76-116-443 | Villa Schnakenfliege (ehemals Bürklin) |
| Herbergsweg 11 (Standort)             | Ehemaliger Gutshof Rosenhof            | jetzt Jugendherberge, zweigeschossiger Satteldachbau mit Zwerchhaus und angeschlossenem Pförtnerhaus, bezeichnet 1830, um 1900 neubarock ausgebaut | D-7-76-116-446 | Ehemaliger Gutshof Rosenhof            |
| Kemptener Straße 21 (Standort)        | Villa                                  | sogenanntes Schlößle, zweigeschossiger Gruppenbau mit polygonalem Treppenturm und asymmetrischen Giebelrisaliten, klassizisierende Gliederungen, 1876 | D-7-76-116-447 | Villa                                  |
| Kemptener Straße 41 (Standort)        | Gasthof Köchlin                        | breitgelagerter zweigeschossiger Bau mit hohem Walmdach, Gaupenreihe und profilierten steinernen Fenstergewänden, historisierender Neubau, bezeichnet 1934; überdachte Bushaltestelle in Form eines offenen Pavillons, wohl gleichzeitig                                                                        | D-7-76-116-449 | BW                                     |
| Ladestraße 1 (Standort)               | Stellwerk Lrw                          | Stellwerkhäuschen des Bahnhofs Lindau-Reutin mit Fachwerkaufbauten, 1907; mit technischer Ausrüstung. | D-7-76-116-528 | weitere Bilder                         |
| Ladestraße 8 (Standort)               | Ehemaliges Gärtnerhaus der Villa Amsee | zweigeschossig mit Halbwalmdach erste Hälfte 19. Jahrhundert | D-7-76-116-450 | Ehemaliges Gärtnerhaus der Villa Amsee |
| Ladestraße 26 (Standort)              | Dienstgebäude der Güterabfertigung     | dreiteiliger barockisierender Hausteinbau mit Pavillonkopfbauten und Giebelrisalit, mit Jugendstildetails, um 1910 | D-7-76-116-607 | Dienstgebäude der Güterabfertigung     |
| Ladestraße 47 (Standort)              | Lagergebäude der Güterabfertigung      | barockisierender zweigeschossiger Walmdachbau mit übergiebelten Mittelrisaliten, ädikulagerahmten Portalen und Türmchen, um 1910. | D-7-76-116-607 | Lagergebäude der Güterabfertigung      |
| Ladestraße 54 (Standort)              | Stellwerk Lrm                          | Stellwerkhäuschen des Bahnhofs Lindau-Reutin mit Fachwerkaufbauten, 1907; mit technischer Ausrüstung. | D-7-76-116-609 | weitere Bilder                         |
| Münchhofstraße 1 (Standort)           | Ehemaliges Kath. Schulhaus             | zweigeschossiger Gruppenbau mit leicht gotisierenden Fensterrahmungen und Schopfwalmdach, 1904, 1913 zum Wohnhaus umgebaut | D-7-76-116-529 | Ehemaliges Kath. Schulhaus             |
| Münchhofstraße 2 (Standort)           | Kath. Pfarrkirche St. Josef            | großer Saalbau mit halbrunder eingezogener Apsis, gleichmäßig umzogen von niedrigen Trakten, die an der Nordseite den abgerückten Glockenturm mit dem Kirchenschiff verbinden, modern-romanisierend, von Thomas Wechs, 1936; mit Ausstattung                                                                    | D-7-76-116-448 | weitere Bilder                         |
| Privatweg 20, 22, 26 (Standort)       | Ehemaliger Gutshof „Die Bleiche“       | Gutshaus, zweigeschossiger Halbwalmdachbau, 18. Jahrhundert, auf der Parkseite um 1900 mit Dachvorsprung und Veranda versehen; Nebengebäude (Nr. 22) mit Fachwerk-Obergeschoss, dreigeschossig mit Satteldach, 19. Jahrhundert; Nebengebäude (Nr. 26), zweigeschossig mit Satteldach, um 1800; zugehöriger Park | D-7-76-116-500 | Ehemaliger Gutshof „Die Bleiche“       |
| Rickenbacher Straße 16 (Standort)     | Wohnsiedlung für Zollbeamte            | Gruppe von vier Gebäuden nach hierarchischer Abstufung um zentrale Gartenanlage, jeweils zwei- oder dreigeschossige Bauten mit Zwerchhäusern, Treppentürmen und reich durchgebildeten Dächern in der Masse gegliedert, im Reformstil, 1910/11; zugehörig Reste der Einfriedung, gleichzeitig.                   | D-7-76-116-610 | Wohnsiedlung für Zollbeamte            |
| Rickenbacher Straße 18 (Standort)     | Wohnsiedlung für Zollbeamte            | Gruppe von vier Gebäuden nach hierarchischer Abstufung um zentrale Gartenanlage, jeweils zwei- oder dreigeschossige Bauten mit Zwerchhäusern, Treppentürmen und reich durchgebildeten Dächern in der Masse gegliedert, im Reformstil, 1910/11; zugehörig Reste der Einfriedung, gleichzeitig.                   | D-7-76-116-610 | Wohnsiedlung für Zollbeamte            |
| Schulstraße 10, 12, 14, 16 (Standort) | Kleinwohnungsanlage                    | vier zweigeschossige Mansarddachbauten mit Zwerchhäusern, von der Stadt Lindau und der Immobiliengesellschaft Reutin 1921‒22 erbaut | D-7-76-116-503 | BW                                     |

### Rickenbach
| Lage                               | Objekt                            | Beschreibung                                                                                                   | Akten-Nr.      | Bild                              |
| ---------------------------------- | --------------------------------- | --- | -------------- | --------------------------------- |
| Rickenbacher Straße 107 (Standort) | Ehemalige Direktorenvilla         | gründerzeitlicher zweigeschossiger Gruppenbau mit eiserner Terrassenüberdachung, um 1885; mit zugehörigem Park | D-7-76-116-502 | BW                                |
| Rickenbacher Straße 109 (Standort) | Evang.-Luth. Kapelle St. Wolfgang | im Kern 9. Jahrhundert, mit späteren Veränderungen; mit Ausstattung                                            | D-7-76-116-455 | Evang.-Luth. Kapelle St. Wolfgang |

### Schönbühl
| Lage                        | Objekt            | Beschreibung | Akten-Nr.      | Bild |
| --------------------------- | ----------------- | --- | -------------- | ---- |
| Am Schönbühl 1–3 (Standort) | Schloss Schönbühl | zweigeschossiger Landsitz mit Mezzanin und flachem Walmdach, südlicher eingeschossiger Anbau, Mitte 19. Jahrhundert, im 20. Jahrhundert umgebaut und erweitert | D-7-76-116-383 | BW   |

### Streitelsfingen
| Lage                                 | Objekt              | Beschreibung | Akten-Nr.      | Bild |
| ------------------------------------ | ------------------- | --- | -------------- | ---- |
| Streitelsfinger Straße 38 (Standort) | Ehemaliger Landsitz | sogenanntes Streitelsfinger Schlößle, jetzt Gasthaus zum Montfort-Schlößle, zweigeschossiger Giebelbau mit steilem Satteldach, bezeichnet 1572 | D-7-76-116-458 | BW   |

### Unterreitnau
| Lage                         | Objekt                                              | Beschreibung | Akten-Nr.      | Bild                                           |
| ---------------------------- | --------------------------------------------------- | --- | -------------- | ---------------------------------------------- |
| Die Breite (Standort)        | Lourdeskapelle                                      | hölzerner Fachwerkbau, bezeichnet 1892, mit Ausstattung | D-7-76-116-549 | BW                                             |
| Kirchhofacker (Standort)     | Ehemaliger Pestfriedhof nordwestlich des Ortes      | mit Gedenkstätte, 1635 angelegt, 1835 ummauert | D-7-76-116-464 | Ehemaliger Pestfriedhof nordwestlich des Ortes |
| Unterreitnau 7 a (Standort)  | Katholische Pfarrkirche St. Urban und St. Silvester | Turmunterbau wohl 14./15. Jahrhundert, Chor und Westwand des Langhauses Ende 15. Jahrhundert, 1690 Erweiterung und Anbau der Josephskapelle; mit Ausstattung; Kriegerdenkmal in Form eines Durchgangstores, geweiht 1923 | D-7-76-116-461 | weitere Bilder                                 |
| Unterreitnau 10 (Standort)   | Wohnteil eines ehemaligen Kleinbauernhaus           | eingeschossig über Kellersockel und mit Satteldach, verbrettert, im Wesentlichen 18. Jahrhundert | D-7-76-116-504 | BW                                             |
| Unterreitnau 13 (Standort)   | Katholisches Pfarrhaus                              | zweigeschossiger stattlicher Giebelbau, Ende 17. Jahrhundert | D-7-76-116-462 | Katholisches Pfarrhaus                         |
| Unterreitnau 13 b (Standort) | Pfarrstadel                                         | eingeschossiger Satteldachbau z. T. in Ständerbauweise, wohl Anfang 18. Jahrhundert, an den Giebelseiten Reste von Architekturmalerei, zweite Hälfte 18. Jahrhundert                                                     | D-7-76-116-463 | Pfarrstadel                                    |

### Waltersberg
| Lage                      | Objekt                  | Beschreibung | Akten-Nr.      | Bild |
| ------------------------- | ----------------------- | --- | -------------- | ---- |
| Waltersberg 85 (Standort) | Ehemaliges Austragshaus | eingeschossiger Fachwerkbau mit Hochkeller und Satteldach, Giebelseite verbrettert, mit Vordach, 18. Jahrhundert | D-7-76-116-465 | BW   |
| Waltersberg 87 (Standort) | Bauernhaus              | erdgeschossig mit Hochkeller und Satteldach, im Giebelfeld bezeichnet 1715                                       | D-7-76-116-466 | BW   |

### Wannenthal
| Lage                        | Objekt          | Beschreibung                                  | Akten-Nr.      | Bild |
| --------------------------- | --------------- | --------------------------------------------- | -------------- | ---- |
| Wannental 28, 30 (Standort) | Ehemals Torggel | Walmdachbau, 18. Jahrhundert, modern umgebaut | D-7-76-116-459 | BW   |

### Zech
| Lage                                          | Objekt                                            | Beschreibung | Akten-Nr.      | Bild                                              |
| --------------------------------------------- | ------------------------------------------------- | --- | -------------- | ------------------------------------------------- |
| Eichwaldstraße 82 (Standort)                  | Villa Leuchtenberg                                | Große dreiteilige symmetrische Anlage in gotisierenden Formen, dreigeschossiger Mittelteil mit Satteldach und seeseitigem Zwerchgiebel, flachgedeckte Anbauten mit Balustraden und Zinnenturm-Aufsätzen, eisernes Vordach am Eingang, seeseitig in ganzer Breite gedeckte Veranda, erbaut 1853/55; große Parkanlage im englischen Stil mit eiserner Einfriedung, mit Ufermauer und Bootshafen; zugehörige Wirtschaftsgebäude siehe Leuchtenbergweg | D-7-76-116-445 | weitere Bilder                                    |
| Felix-Wankel-Straße 10 (Standort)             | Ehemaliges Wankel-Forschungsinstitut              | ein- und zweigeschossiger verglaster Skelettbau mit abgerundeten Ecken und rundem Treppenturm, nach einem Entwurf von Felix Wankel, 1960 | D-7-76-116-509 | Ehemaliges Wankel-Forschungsinstitut              |
| Leuchtenbergweg 1 (Standort)                  | Ehemaliges Ökonomiegebäude der Villa Leuchtenberg | eingeschossiger Satteldachbau im Heimatstil, von J. Kühlwein, 1910 | D-7-76-116-511 | Ehemaliges Ökonomiegebäude der Villa Leuchtenberg |
| Leuchtenbergweg 2, 4, 6, 8, 10, 12 (Standort) | Nebengebäude der Villa Leuchtenberg               | Bautengruppe, aus Teilen des späten 19. Jahrhunderts und des frühen 20. Jahrhunderts zusammengesetzt | D-7-76-116-499 | weitere Bilder                                    |
| Leuchtenbergweg 5 (Standort)                  | Ehemaliges Nebengebäude des Frauenklosters        | zweigeschossiger Satteldachbau mit Fachwerk und vorkragendem Obergeschoss, 17./18. Jahrhundert | D-7-76-116-452 | BW                                                |
| Leuchtenbergweg 7 (Standort)                  | Ehemaliges Frauenkloster                          | zweigeschossiger Satteldachbau auf hohem Kellergeschoss, mit steinernen Tür- und Fenstergewänden, Ende 16. Jahrhundert | D-7-76-116-453 | BW                                                |
| Zechwaldstraße 32 (Standort)                  | Kath. Pfarrkirche Maria Königin des Friedens      | Saalbau über keilförmigem Grundriss, mit seitlichem Turm und angeschlossenen Nebengebäuden, von Thomas Wechs sen. und jun., 1956‒58; mit Ausstattung | D-7-76-116-510 | BW                                                |

## Ehemalige Baudenkmäler
In diesem Abschnitt sind Objekte aufgeführt, die früher einmal in der Denkmalliste eingetragen waren, jetzt aber nicht mehr. Objekte, die in anderem Zusammenhang – also z. B. als Teil eines Baudenkmals – weiter eingetragen sind, sollen hier nicht aufgeführt werden. Aktennummern in diesem Abschnitt sind ehemalige, jetzt nicht mehr gültige Aktennummern.

| Lage                              | Objekt                  | Beschreibung | Akten-Nr.      | Bild                    |
| --------------------------------- | ----------------------- | --- | -------------- | ----------------------- |
| Insel Brettermarkt (Standort)     | Brunnen mit Stadtwappen | Gusseisen, bezeichnet 1881 | D-7-76-116-559 | BW                      |
| Insel Bürstergasse 6 (Standort)   | Wohn- und Geschäftshaus | dreigeschossiger Traufseitbau mit Satteldach und Gaube, 17. Jahrhundert | D-7-76-116-58  | Wohn- und Geschäftshaus |
| Insel Fischergasse 5 (Standort)   | Wohn- und Geschäftshaus | viergeschossiger Satteldachbau mit verputzten, vorkragenden Fachwerk-Obergeschossen, 15. Jahrhundert, oberstes Geschoss und Dach 1989 ausgewechselt; zwischen Nr. 5 und 7 überbauter Durchgang zur Hinteren Fischergasse | D-7-76-116-95  | Wohn- und Geschäftshaus |
| Insel Fischergasse 7 (Standort)   | Wohn- und Geschäftshaus | viergeschossiger Satteldachbau, im Kern 15. Jahrhundert, Obergeschosse wohl 17. Jahrhundert, oberstes Geschoss und Dach 1989 ausgewechselt; zwischen Nr. 7 und 5 überbauter Durchgang zur Hinteren Fischergasse          | D-7-76-116-97  | Wohn- und Geschäftshaus |
| Insel Paradiesplatz 13 (Standort) | Wohn- und Geschäftshaus | dreigeschossiges Eckhaus mit Mansardschopfdach, vorkragendes verputztes Fachwerkgeschoss, im Kern 17. Jahrhundert, erneuert 1938                                                                                         | D-7-76-116-273 | Wohn- und Geschäftshaus |
| Zech Eichwaldstraße 71 (Standort) | Wohnhaus                | zweigeschossiges villenartiges Traufseithaus mit rückseitig angeschlossenem Flügel, spätklassizistisches Dekor, drittes Viertel 19. Jahrhundert                                                                          | D-7-76-116-444 | Wohnhaus                |